# The Amazing Race

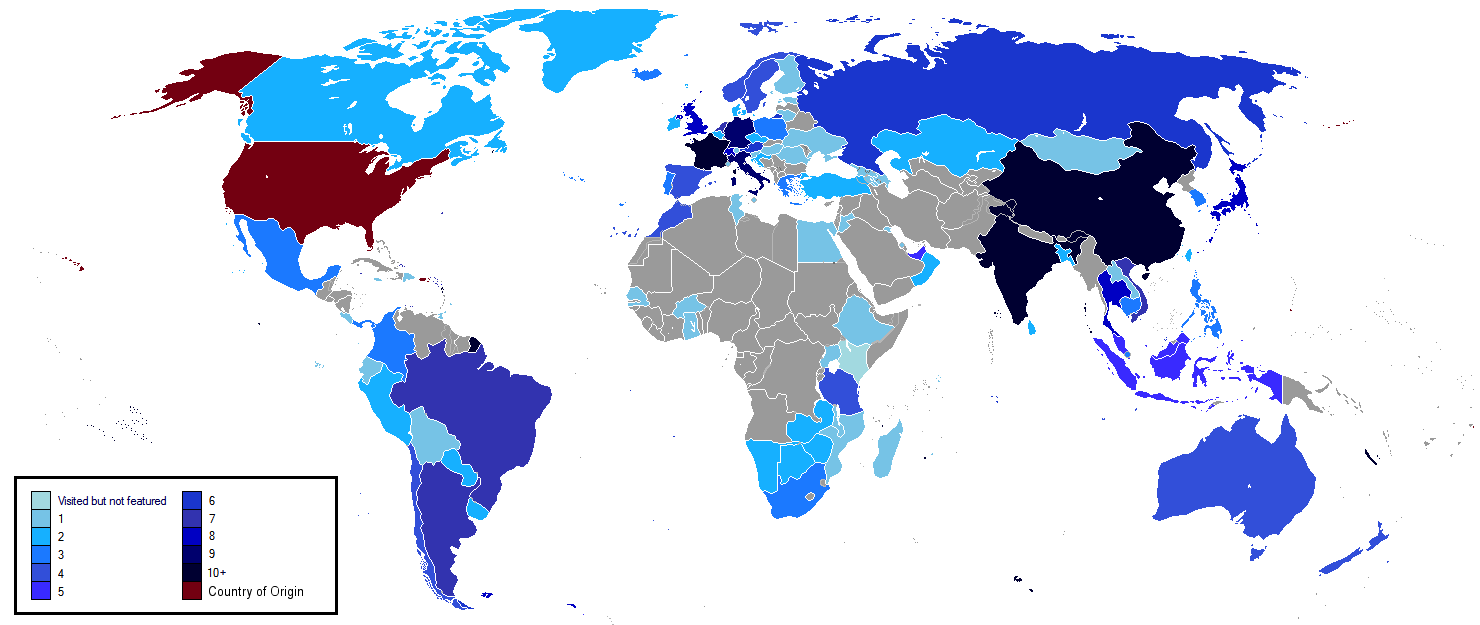
The Amazing Race – kraje odwiedzone zaznaczone są kolorami

     The Amazing Race
     The Amazing Race Asia
     The Amazing Race: A Corrida Milionária
     HaMerotz LaMillion
     The Amazing Race en Discovery Channel
(The Amazing Race Latinoamérica)
     The Amazing Race: China Rush
     The Amazing Race Australia
     The Amazing Race Norge
     The Amazing Race Vietnam
     The Amazing Race France
     The Amazing Race Philippines

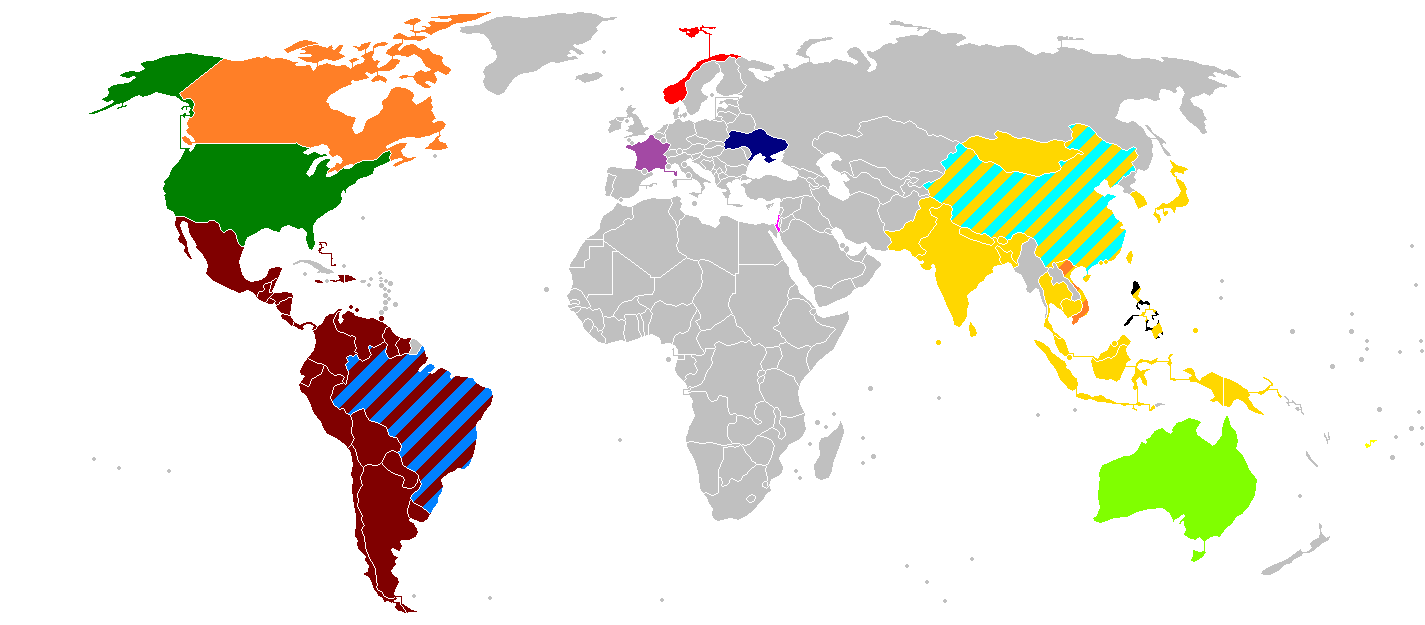
Państwa i regiony z lokalnymi wersjami programu The Amazing Race:
The Amazing Race
The Amazing Race Asia
The Amazing Race: A Corrida Milionária
HaMerotz LaMillion
The Amazing Race en Discovery Channel
(The Amazing Race Latinoamérica)
The Amazing Race: China Rush
The Amazing Race Australia
The Amazing Race Norge
The Amazing Race Vietnam
The Amazing Race France
The Amazing Race Philippines

The Amazing Race (Niesamowity Wyścig) – amerykańskie reality show, oparte na rywalizacji drużyn. Oryginalna wersja programu, emitowana w USA od września 2001, doczekała się 32 sezonów, w tym 4 edycje specjalne: 8 – Family Edition; 11 – All Stars; 18 – Unfinished Business; 24 – All Stars.
Program został następnie zrealizowany w innych regionach:
- Azja – The Amazing Race Asia (4 sezony; 2006–2010)
- Brazylia – The Amazing Race: A Corrida Milionária (1 sezon; 2007–2008)
- Izrael – HaMerotz LaMillion (ang. The Race to the Million; 3 sezony; od 2009)
- Ameryka Łacińska – The Amazing Race en Discovery Channel (2 sezony; 2009–2010)
  - The Amazing Race Latinoamérica (2 sezony; 2011, 2013)
  - Edição Brasil (1 sezon; 2012)
- Chiny – The Amazing Race: China Rush (3 sezony; 2010–2012)
- Australia – The Amazing Race Australia (3 sezony; 2011–2012)
- Norwegia – The Amazing Race Norge (2 sezony; od 2012)
- Filipiny – The Amazing Race Philippines (1 sezon; 2012)
- Wietnam – The Amazing Race Vietnam (2 sezony; od 2012)
- Francja – The Amazing Race France (1 sezon; 2012)
- Kanada – The Amazing Race Canada (1 sezon; 2013)
- Ukraina – Velyki perehony (1 sezon; 2013)
- Centralna Europa (program zawieszony)

12 lub 11 dwuosobowych (w 8. edycji 10 czteroosobowych) drużyn wyrusza w podróż dookoła świata. Ścigają się na 4, 5 lub 6 kontynentach (w 8. edycji na 1 kontynencie), przemierzając ponad 70 000 mil, aby wygrać milion dolarów. Wyścig podzielony jest na kilka etapów.

## Niesamowity Wyścigw Polsce

### The Amazing Race

#### Sezon 11
W The Amazing Race 11 edycji uczestnicy po raz pierwszy odwiedzili Polskę. Do kraju przylecieli z Tanzanii do Warszawy, gdzie czekał na nich Objazd (związany z F. Chopinem lub M. Curie). Metą Etapu były Łazienki Królewskie. W następnym etapie pojechali do obozu Auschwitz-Birkenau, aby złożyć hołd ofiarom Holocaustu. Następnie udali się do Krakowa, gdzie musieli wraz z inną grupą i razem z nimi kierować się ku Objazdowi, który polegał na wyborze 1 z 2 zadań. Uczestnicy musieli wybrać między zrobieniem 20 obwarzanków i przewiezieniem ich do restauracji lub zrobieniem 250 cm kiełbasy i zjedzeniem jej. Później przejechali przez miejscowość Skała i udali się na Pieskową Skałę, gdzie czekała ich blokada. Metą etapu był zamek w Pieskowej Skale.

#### Sezon 23
W piątym etapie 23 sezonu zawodnicy ponownie odwiedzili Polskę. Do Gdańska przylecieli z Norwegii. Po dotarciu z lotniska pod bramę Stoczni Gdańskiej na Placu Solidarności udali się w poszukiwaniu wskazówki obok Bramy Złotej. Do wykonania był objazd Poza lub Polka. W zadaniu Poza uczestnicy musieli w stroju Neptuna pozować obok fontanny do momentu zebrania 75 PLN. W zadaniu Polka uczestnicy mieli za zadanie, po przebraniu się w strój ludowy, zatańczyć polkę zgodnie z zaprezentowanym układem. Od momentu zakończenia objazdu uczestnicy musieli do końca etapu być ubrani w stroje z objazdu (Neptuna lub ludowy). Po wykonaniu zadania udali się pod Bramę żuraw, gdzie ustawiono "Double U-turn". Następnie drużyny udały się do falowca. W ramach blokady zawodnik z pary miał odwiedzić wymienione we wskazówce mieszkania i odszukać, w którym znajdowały się pączki z nadzieniem różanym. Metą etapu było molo w Sopocie.

### The Amazing Race Australia

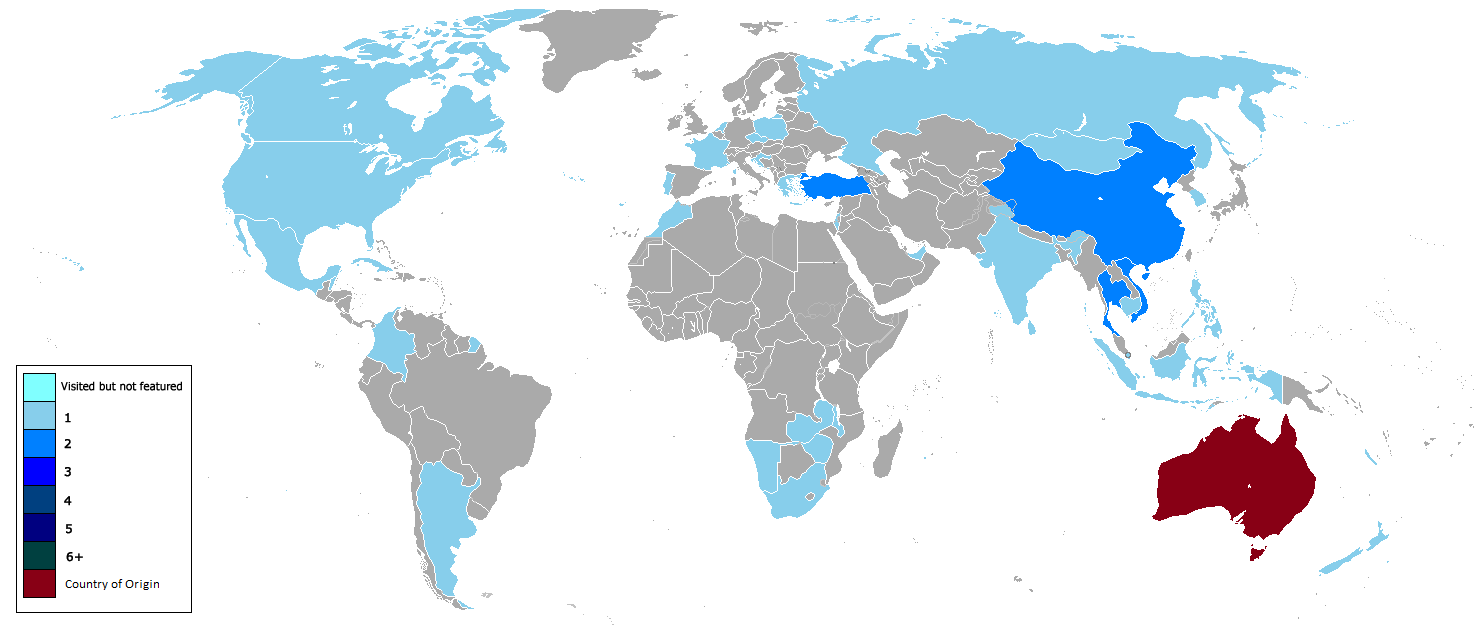
The Amazing Race Australia – kraje odwiedzone zaznaczone są kolorami

Także w australijskiej wersji The Amazing Race odwiedzono Polskę. Drużyny przyjechały do Polski z Czech na etapie 8. W kopalni soli w Wieliczce czekała ich Blokada i Objazd, natomiast w Czorsztynie czekała ich Intersekcja. Metą etapu był Zamek Dunajec w Niedzicy.

### The Amazing Race Izrael
Również w drugim sezonie izraelskiej edycji, drużyny odwiedziły Polskę. Drużyny przyleciały do Polski z Dubrovnika w 4 etapie wyścigu. Metą etapu był ulica Sebastiana 16 w Krakowie.

### The Amazing Race Ukraina
W pierwszym sezonie ukraińskiej wersji programu uczestnicy udali się na 10 etapie do Warszawy, gdzie przybyli z Amsterdamu. Następnie udali się do Krakowa. Na 11 etapie udali się do Wieliczki, Tyńca, Myślenic, Czorsztyna oraz Niedzicy, gdzie na zamku znajdowała się meta wyścigu.

## The Amazing Racena świecie
W trakcie emisji.
    W trakcie produkcji.
    Produkcja zakończona.
|                                           | Region                              | Nazwa programu                                                            | Prowadzący                  | Liczba sezonów       | Emisja                | Stacja                                       | Nagroda(-y)                        |
| ----------------------------------------- | ----------------------------------- | ------------------------------------------------------------------------- | --------------------------- | -------------------- | --------------------- | -------------------------------------------- | ---------------------------------- |
|                                           | Stany Zjednoczone                   | The Amazing Race                                                          | Phil Keoghan                | 29                   | 2001−                 | CBS                                          | 1 000 000 US$                      |
|                                           | Azja                                | The Amazing Race Asia                                                     | Allan Wu (Sezon 1−)         | 5                    | 2006−2008; 2010; 2016 | AXN Asia                                     | 100 000 US$                        |
| Tara Basro (Sezon 5−)                     | Azja                                | The Amazing Race Asia                                                     |                             | 5                    | 2006−2008; 2010; 2016 | AXN Asia                                     | 100 000 US$                        |
|                                           | Brazylia                            | The Amazing Race: A Corrida Milionária                                    | Rony Curvelo                | 1                    | 2007−2008             | RedeTV!                                      | 500 000 R$                         |
|                                           | Izrael                              | המירוץ למיליון HaMerotz LaMillion                                         | Raz Meirman (Sezon 1)       | 4                    | 2009                  | Channel 2                                    | 1 000 000 ₪                        |
| Ron Shahar (Sezon 2−)                     | Izrael                              | המירוץ למיליון HaMerotz LaMillion                                         | 2012−2013; 2015−            | 4                    |                       | Channel 2                                    | 1 000 000 ₪                        |
|                                           | Ameryka Łacińska                    | The Amazing Race en Discovery Channel (Sezon 1−2) Edição Brasil (Sezon 4) | Harris Whitbeck (Sezon 1−3) | 6                    | 2009−2014             | Discovery Channel (Sezon 1−2)                | 250 000 US$                        |
| Paulo Zulu (Sezon 4)                      | Ameryka Łacińska                    | The Amazing Race en Discovery Channel (Sezon 1−2) Edição Brasil (Sezon 4) | Space (Sezon 3−6)           | 6                    | 2009−2014             |                                              | 250 000 US$                        |
| Toya Montoya (Sezon 5−6)                  | Ameryka Łacińska                    | The Amazing Race en Discovery Channel (Sezon 1−2) Edição Brasil (Sezon 4) | Space (Sezon 3−6)           | 6                    | 2009−2014             |                                              | 250 000 US$                        |
| Jaime Arellano (Sezon 6)                  | Ameryka Łacińska                    | The Amazing Race en Discovery Channel (Sezon 1−2) Edição Brasil (Sezon 4) | TC Televisión (Sezon 6)     | 6                    | 2009−2014             | 100 000 US$                                  |                                    |
|                                           | Chiny                               | 极速前进：冲刺！中国 (The Amazing Race: China Rush)                       | Allan Wu                    | 3                    | 2010−2012             | ICS (Sezon 1)                                | Wycieczka dookoła świata           |
| Dragon TV (Sezon 2−3)                     | Chiny                               | 极速前进：冲刺！中国 (The Amazing Race: China Rush)                       | Allan Wu                    | 3                    | 2010−2012             |                                              | Wycieczka dookoła świata           |
| 极速前进 (The Amazing Race)               | Chiny                               | 2                                                                         | Allan Wu                    | 2014−                | Shenzhen TV           | 1 000 000 CN¥ na cele charytatywne (Sezon 1) |                                    |
| 极速前进 (The Amazing Race)               | Chiny                               | 2                                                                         | Andy On (Sezon 1, odc. 1−2) | 2014−                | Shenzhen TV           | Dwa samochody (Sezon 1−2)                    |                                    |
| 极速前行 (The Amazing Race)               | Chiny                               | b.d.                                                                      | b.d.                        | 2016 −               | Jiangsu TV            | b.d.                                         |                                    |
|                                           | Australia · Nowa Zelandia (Sezon 3) | The Amazing Race Australia                                                | Grant Bowler                | 3                    | 2011−2012             | Seven Network (Sezon 1−3)                    | 250 000 A$                         |
| The Amazing Race Australia vs New Zealand | Australia · Nowa Zelandia (Sezon 3) | 2014                                                                      | Grant Bowler                | 3                    |                       | Seven Network (Sezon 1−3)                    | 250 000 A$                         |
| The Amazing Race Australia vs New Zealand | Australia · Nowa Zelandia (Sezon 3) | 2014                                                                      | Grant Bowler                | 3                    | TVNZ () (Sezon 3)     |                                              | 250 000 A$                         |
|                                           | Norwegia                            | The Amazing Race Norge                                                    | Freddy dos Santos           | 2                    | 2012−2013             | TV2                                          | 500 000 kr; Dwa samochody          |
|                                           | Filipiny                            | The Amazing Race Philippines                                              | Derek Ramsay                | 2                    | 2012; 2014            | TV5                                          | 2 000 000 ₱                        |
|                                           | Wietnam                             | Cuộc đua kỳ thú                                                           | Dustin Nguyễn (Sezon 1)     | 4                    | 2012−2015             | VTV3 (Sezon 1−2; 4)                          | 300 000 000 ₫                      |
| Huy Khánh (Sezon 2−3)                     | Wietnam                             | Cuộc đua kỳ thú                                                           |                             | 4                    | 2012−2015             | VTV3 (Sezon 1−2; 4)                          | 300 000 000 ₫                      |
| VTV6 (Sezon 3)                            | Wietnam                             | Cuộc đua kỳ thú                                                           |                             | 4                    | 2012−2015             |                                              | 300 000 000 ₫                      |
| Phan Anh (Sezon 4)                        | Wietnam                             | Cuộc đua kỳ thú                                                           |                             | 4                    | 2012−2015             |                                              | 300 000 000 ₫                      |
|                                           | Francja                             | Amazing Race : la plus grande course autour du monde !                    | Alexandre Delpérier         | 1                    | 2012                  | D8                                           | 50 000 €                           |
|                                           | Kanada                              | The Amazing Race Canada                                                   | Jon Montgomery              | 3                    | 2013 −                | CTV                                          | 500 000 CA$ w gotówce i nagrodach. |
|                                           | Ukraina                             | Великі перегони Velyki perehony                                           | Alexander Sidorenko         | 1                    | 2013                  | 1+1                                          | 500 000 ₴                          |
|                                           | Europa Centralna                    | The Amazing Race Central Europe                                           | produkcja zawieszona        | produkcja zawieszona | produkcja zawieszona  | produkcja zawieszona                         | produkcja zawieszona               |

## Zasady programu
The Amazing Race (często używany jest skrót TAR) to program, w którym drużyny składające się z dwóch znających się osób (z wyjątkiem ósmej edycji, w której brały udział rodziny składające się z czterech) ścigają się dookoła świata. Wyścig podzielony jest na etapy. Przeważnie jeden odcinek to jeden etap (org. leg). Drużyna, która jako pierwsza przybywa na metę (org. pit stop) wygrywa jakąś nagrodę. Drużyna, która znajdzie się na mecie ostatnia, najczęściej zostaje wyeliminowana, jednak nie zawsze, ponieważ niektóre etapy są etapami bez eliminacji (org. non-elimination leg). Gra toczy się tak do momentu, gdy w programie pozostaną trzy drużyny. Wówczas drużyna, która przybędzie pierwsza na metę ostatniego etapu (org. final leg), wygrywa nagrodę główną. W USA jest nią milion dolarów.

### Wskazówki
Po drodze uczestnicy otrzymują wskazówki, które doprowadzają ich do miejsc, w których wykonują zadania charakterystyczne dla danego regionu, w którym się właśnie znajdują.

#### Route markers
Route markers to dwukolorowe flagi w kolorze żółto-czerwono-żółtym wskazujące najczęściej trasę, którą trzeba się udać, by dotrzeć do skrzynki, gdzie znajduje się kolejna wskazówka. Markery prowadzą także do miejsc, w których drużyny mają do wykonania zadanie.
W sezonie pierwszym markery były w kolorze żółtym i białym, a w sezonie drugim zostały zmienione na żółte i czerwone i od tego czasu pozostały niezmienione. Wyjątkiem są odcinki, które odbywają się na terenie Wietnamu, gdzie w edycji amerykańskiej, azjatyckiej używane są markery w kolorach oryginalnych (biało-żółto-białe), a w edycji australijskiej żółto-zielono-żółte z powodu podobieństwa aktualnych do flagi Wietnamu Południowego.
W pierwszych dwóch edycjach w Ameryce Łacińskiej markery miały kolor niebiesko-czarno-niebieski. W edycji norweskiej oprócz standardowych markerów występują także żółto-biało-żółte oraz żółto-zielono-żółte, a w edycji wietnamskiej używa się markerów w kolorach pomarańczowo-limonkowo-pomarańczowych. We wszystkich innych edycjach używa się standardowych markerów.

#### Route Info
Route Info zazwyczaj tylko wskazuje drużynie miejsce, w które należy się udać. Wyjątkiem jest pierwszy etap, gdzie drużyny mają zazwyczaj podane dostępne możliwości zarezerwowanych środków transportu wraz z godzinami odlotu/odjazdu. Zespoły nie zawsze dostają bezpośrednie instrukcje, gdzie się udać, a mogą dostać tylko wskazówkę z flagą państwa i opisem, by się udać do tego kraju. Wskazówka może zawierać także ograniczenia co do środka transportu. W razie nieprzestrzegania tych ograniczeń para otrzymuje na mecie odcinka karę 30 minut.

### Zadania

#### Detour
W Polsce przetłumaczono tę wskazówkę jako Objazd lub Rozdroże. „Detour” jest to wybór między dwoma zadaniami, z których „każde ma swoje wady i zalety”. Zazwyczaj jedno z zadań jest krótsze, ale wymaga większej siły fizycznej niż drugie. Miejsca wykonywania dwóch różnych zadań nie muszą być w tym samym miejscu, co w przypadku zmiany zadania kosztuje zespół stratę czasu na dojazd w inne miejsce i wykonanie drugiego zadania. Uczestnicy muszą wykonać tylko jedno z zadań. Drużyna może zmienić wcześniej wybrane zadanie bez żadnej kary. Jeśli drużyna nie jest w stanie wykonać żadnego zadania otrzymuje 6-godzinną karę.

#### Roadblock
W Polsce przetłumaczono tę wskazówkę jako Blokada lub Przeszkoda.
„Roadblock” jest to zadanie, które wykonuje tylko jedna osoba z drużyny. W niektórych odcinkach z podwójną blokadą osoba, która nie wykonywała pierwszej jest zmuszona do wykonania drugiej blokady. Począwszy od szóstej edycji programu wprowadzono ograniczenie takie, że każdy uczestnik może wykonać maksymalnie połowę „blokad”. Takie ograniczenie miało zapobiec sytuacjom takim, że zadania wykonuje ciągle ta sama osoba z drużyny. Kolejne ograniczenie miało miejsce od sezonu dziewiątego, gdzie jeden z uczestnik mógł wykonać siedem blokad. W sezonie osiemnastym uczestnicy mogli wykonać po 5 blokad przed odcinkiem finałowym, w którym wystąpiła podwójna blokada, tak że uczestnicy zakończyli program z sześcioma wykonanymi blokadami każdy. Jeśli uczestnik nie wykona zadania to drużyna otrzymuje 4-godzinną karę

#### Fast Forward
W Polsce przetłumaczono tę wskazówkę jako Przewijanie lub Dopalacz. „Fast Forward” jest to zadanie, którego wykonanie zwalnia z kolejnych zadań w danym etapie. Po jego wykonaniu uczestnicy udają się od razu na metę etapu. Jednakże „przewijanie” każda drużyna może wykorzystać tylko raz w ciągu całego Wyścigu.
Do czwartej edycji przewijanie było dostępne na większości etapów (sezon 1 – odcinki 1-10; 2 – 1-11; 3 – 1-9; 4 – 1-11). Od sezonu piątego przewijanie było dostępne dwa razy w trakcie wyścigu. Od sezonu czternastego do siedemnastego występował tylko raz, a w edycjach osiemnastej i dziewiętnastej nie wystąpiły w ogóle. W sezonie dwudziestym wystąpił trzy razy, w dwudziestym pierwszym dwa, a w dwudziestym trzecim ponownie raz.

#### Intersection
W Polsce przetłumaczono tę wskazówkę jako Skrzyżowanie. „Intersection” jest to przymus współpracy dwóch drużyn podczas wykonywania zadań.
„Intersection” pojawiło się w dziesiątej, jedenastej i szesnastej edycji amerykańskiej oraz w drugiej i czwartej edycji azjatyckiej, edycji australijskiej (aż dwukrotnie) podczas etapów, w których uczestniczyło sześć lub osiem drużyn. Tak aby każda miała możliwość współpracy z inną drużyną.
W drugiej edycji latynoamerykańskiej także wystąpiło zadanie pod nazwą „Intersection” jednak znacząco się różniło od oryginalnego założenia twórców wersji amerykańskiej. Polegało ono na tym, że dwie drużyny walczyły w zadaniu przeciwko sobie, a tylko zwycięzcy otrzymywali kolejną wskazówkę, przegrani natomiast musieli czekać na pojawienie się kolejnej drużyny. Kiedy w strefie „Intersection” znajdowała się już tylko jedna, ostatnia drużyna musiała odczekać 15 minut, po upływie których otrzymywała kolejną wskazówkę. Takie same zadania występowały również w drugiej edycji izraelskiej, jednak tam nosiły nazwę „Double Battle”, a ostatnia drużyna nie musiała czekać 15 minut, tylko wykonać zadanie samotnie, po czym otrzymywała kolejną wskazówkę.

### Przeszkody

#### Yield
W Polsce przetłumaczono tę wskazówkę jako Sidła, Zatrzymanie lub Próg zwalniający. „Yield” jest to możliwość zatrzymania jednej drużyny na ok. 30 minut przez inną drużynę. Pojawia się ona średnio 3 razy w ciągu całego Wyścigu. Każda drużyna może wykorzystać „Yield” tylko raz w ciągu całego wyścigu i zatrzymać drużynę, która w danym momencie znajduje się za „Yieldującą” drużyną.
Wskazówka ta pojawiała się od 5 do 11 edycji amerykańskiej, po czym została zastąpiona przez „U-Turn”. Natomiast wciąż pojawia się w lokalnych edycjach programu. W drugim sezonie wersji izraelskiej wystąpiła zmiana użycia zarówno Yield jak i U-Turn. Wszystkie zespoły głosowały na jedną parę, a para z największą liczbą głosów zostawała zatrzymana lub zmuszona do wykonania drugiego zadania z objazdu. W wersji filipińskiej pojawiło się Anonymous Yield, gdzie zespół, który zatrzymywał inny, nie został ujawniony.

#### U-Turn
W Polsce przetłumaczono tę wskazówkę jako Nawrót. „U-Turn” jest to możliwość zmuszenia jednej drużyny do wykonania również drugiego zadania na objeździe. „U-Turn” pojawiło się w dwunastej edycji amerykańskiej zastępując „Yield” oraz w lokalnych edycjach programu..
Każda drużyna może wykorzystać „U-Turn” tylko raz w ciągu całego Wyścigu i spowolnić drużynę, która w danym momencie znajduje się gdzieś w tyle.
W czternastej edycji amerykańskiej pojawiła się wersja „Blind U-Turn” polegająca na tym, że nikt nie wiedział, która para skorzystała z tej wskazówki. W siedemnastej edycji pojawiła się wersja „Double U-Turn” polegająca na tym, że dwie drużyny mogły zmusić dwie inne do wykonania drugiego zadania na objeździe. W osiemnastej edycji programu pojawiła się natomiast wersja „Automatic U-Turn” polegająca na tym, że ostatnia drużyna, która wykonała pierwsze zadania, musiała wykonać oba zadania z Objazdu. W sezonie dwudziestym pierwszym pojawiło się połączenie „Blind U-Turn” i „Double U-Turn”, gdzie dwie drużyny pozostając anonimowe mogły spowolnić dwie inne („Blind Double U-Turn”).
W drugim sezonie edycji izraelskiej pojawił się U-Turn, który wykonać musiała drużyna z największą liczbą głosów (patrz wyżej w sekcji Yield). Takie same zasady zostały wprowadzone także w wersji australijskiej (sezon 2) i filipińskiej, gdzie występowały pod nazwą „Forced U-Turn”. W trzecim sezonie edycji izraelskiej zostały połączone zasady „Forced U-Turn” i „Double U-Turn”, gdzie oprócz drużyny która została zmuszona do wykonania zadania poprzez głosowanie, druga mogła być wyznaczona podczas etapu przez inną.

#### Speed Bump
W Polsce przetłumaczono tę wskazówkę jako Próg Zwalniający. „Speed Bump” jest to zadanie dodatkowe dla pary, która przybyła ostatnia na metę etapu bez eliminacji. „Speed Bump” pojawia się od dwunastej edycji amerykańskiej. Wcześniej drużyny, które nie zostały wyeliminowane, będąc ostatnie na danym etapie, albo nie dostawały pieniędzy na kolejny etap, albo traciły swoje bagaże, albo musiały być pierwsze na mecie kolejnego etapu, by nie otrzymać 30-minutowej kary (org. mark for elimination).

#### Switchback
Switchback (pl. Powtórka) zostało wprowadzone w trakcie piętnastej edycji. Jest to powtórzenie zadania, z którym zespoły miały problemy we wcześniejszych edycjach. W sezonie piętnastym została powtórzona blokada z sezonu szóstego. Kolejne takie przypadki miały miejsce w sezonie dwudziestym (przewijanie z sezonów piątego i siódmego), dwudziestym pierwszym (blokada z sezonu dwunastego) oraz dwukrotnie w sezonie dwudziestym drugim (dodatkowe zadanie z sezonu czternastego oraz blokada z edycji rodzinnej).

#### Hazard
Hazard (pl. Niebezpieczeństwo) wystąpił tylko w dziewiętnastym sezonie edycji amerykańskiej. Było to dodatkowe zadanie dla drużyny, która jako ostatnia wykonała zadanie na starcie pierwszego etapu. Zadanie wykonać musi jedna osoba z drużyny. Podobne zadanie wystąpiło w edycji osiemnastej pod nazwą „Automatic U-Turn” (czytaj w sekcji U-Turn).

### Bonusy

#### Express Pass
W Polsce przetłumaczono ten element jako Szybka Przepustka. Jest to nagroda dla drużyny, która wygrała pierwszy etap Wyścigu. Pozwala ona jednorazowo, bez żadnej kary zrezygnować z wykonania wybranego zadania (nie wliczając przewijania) podczas całego wyścigu. Nagroda ta pojawia się od siedemnastej edycji amerykańskiej. Zasada ta została także wprowadzona począwszy od trzeciego sezonu wersji latynoamerykańskiej pod nazwą „Pase Directo” oraz norweskiej pod nazwą „Fripass” Od sezonu dwudziestego pierwszego zwycięzcy pierwszego etapu otrzymują dwa Express Pass, przy czym jeden z nich muszą przekazać innej drużynie przed końcem czwartego (sezon 21) lub piątego (sezon 22) etapu.
„Express Pass” zostało przydzielone do tej pory dwunastu drużynom we wszystkich światowych wersjach programu. Osiem z tych zespołów dotarło do finałowej trójki, trzy z nich wygrały program. Dwa zespoły zostały wyeliminowane zanim zdążyły go użyć.

#### Salvage Pass
„Salvage Pass” zostało wprowadzone w drugim sezonie wersji australijskiej. Zwycięzcy pierwszego odcinka mogli zadecydować, czy chcą wystartować godzinę wcześniej niż planowo, czy ocalić drużynę, która dotarła na metę odcinka jako ostatnia. „Salvage Pass” zostało także wprowadzone w wersji filipińskiej, gdzie drużyna mogła wystartować 30 minut wcześniej.

#### Double Your Money
Double Your Money (pl. Podwój swoje pieniądze) to zasada wprowadzona w sezonie dwudziestym pierwszym, dająca możliwość drużynie która wygra w pierwszym etapie na podwojenie głównej nagrody w przypadku zwycięstwa w całym programie do 2 000 000$. Zasada pojawiła się tylko raz, a zwycięzcy odcinka pierwszego zajęli ostatecznie piąte miejsce.

## Zwycięzcy poszczególnych edycji
| Edycja                                       | Drużyna                                          | Związek                         |
| -------------------------------------------- | ------------------------------------------------ | ------------------------------- |
| The Amazing Race                             |                                                  |                                 |
| 1                                            | Rob Frisbee & Brennan Swain                      | przyjaciele, prawnicy           |
| 2                                            | Chris Luca & Alex Boylan                         | przyjaciele                     |
| 3                                            | Florinka „Flo” Pesenti & Zach Behr               | znajomi                         |
| 4                                            | Reichen Lehmkuhl & Chip Arndt                    | małżeństwo                      |
| 5                                            | Chip McAllister & Kim McAllister                 | małżeństwo                      |
| 6                                            | Freddy Holliday & Kendra Bentley                 | narzeczeni modele               |
| 7                                            | Uchenna Agu & Joyce Agu                          | małżeństwo                      |
| 8                                            | Nick, Alex, Megan, Tommy (rodzina Linzów)        | rodzeństwo                      |
| 9                                            | Brian Jeffrey „BJ” Averell & Tyler MacNiven      | przyjaciele                     |
| 10                                           | Tyler Denk & James Branaman                      | modele                          |
| 11                                           | Eric Sanchez & Danielle Turner                   | narzeczeni (znani z 9 edycji)   |
| 12                                           | Thomas Kyle „TK” Erwin & Rachel Rosales          | para                            |
| 13                                           | Nick Spangler & Emily „Starr” Spangler           | rodzeństwo                      |
| 14                                           | Tamara (Tien-Jan) „Tammy” Jih & Victor Jih       | rodzeństwo, prawnicy            |
| 15                                           | Meghan Rickey & Cheyne Whitney                   | para                            |
| 16                                           | Daniel „Dan” Pious & Jordan Pious                | bracia                          |
| 17                                           | Natalie „Nat” Strand & Kat Chang                 | doktorki                        |
| 18                                           | LaKisha „Kisha” Hoffman & Jennifer „Jen” Hoffman | siostry                         |
| 19                                           | Ernie Halvorsen & Cindy Chiang                   | narzeczeni                      |
| 20                                           | Rachel Brown & Dave Brown                        | małżeństwo                      |
| 21                                           | Josh Kilmer-Purcell & Brent Ridge                | życiowi partnerzy               |
| 22                                           | Bates Battaglia & Anthony Battaglia              | bracia, hokeiści                |
| 23                                           | Jason Case & Amy Diaz                            | para                            |
| 24                                           | Dave O' Leary & Connor O' Leary                  | ojciec i syn                    |
| 25                                           | Amy DeJong & Maya Warren                         | przyjaciółki, laborantki        |
| 26                                           | Laura Pierson & Tyler Adams                      |                                 |
| 27                                           | Kelsey Gerckens & Joey Buttitta                  | para                            |
| 28                                           | Dana Alexa Borriello & Matt Steffanina           | tancerze                        |
| 29                                           | Brooke Camhi & Scott Flanary                     |                                 |
| The Amazing Race Asia                        |                                                  |                                 |
| 1                                            | Joe Jer Tee & Zabrina Fernandez                  | współpracowniczki               |
| 2                                            | Adrian Yap & Collin Low                          | znajomi z siłowni               |
| 3                                            | Vincent „Vince” Chung & Samuel „Sam” Wu          | przyjaciele                     |
| 4                                            | Richard Herrera & Richard Hardin                 | najlepsi przyjaciele            |
| 5                                            | Parul Shah & Maggie Wilson                       | królowe piękności, Miss Filipin |
| The Amazing Race Australia                   |                                                  |                                 |
| 1                                            | Tyler Atkins & Nathan Jolliffe                   | surferzy                        |
| 2                                            | Shane Haw & Andrew Thoday                        | policjanci                      |
| The Amazing Race Australia (z Nową Zelandią) |                                                  |                                 |
| 3                                            | Daniel Little & Ryan Thomas                      | lekarze                         |
| The Amazing Race Central Europe              |                                                  |                                 |
| produkcja zawieszona                         |                                                  |                                 |
| Amazing Race: A Corrida Milionaria           |                                                  |                                 |
| 1                                            | Patrícia & Sane                                  | koleżanki                       |
| Amazing Race Canada                          |                                                  |                                 |
| 1                                            | Tim Hague Sr. & Tim Hague Jr.                    | ojciec i syn                    |
| 2                                            | Mickey Henry & Pete Schmalz                      | najlepsi przyjaciele            |
| 3                                            | Gino Montani & Jesse Montani                     | bracia                          |
| 4                                            | Steph LeClair & Kristen McKenzie                 | para                            |
| 5                                            | Sam Lambert & Paul Mitskopoulos                  | para                            |
| Amazing Race Israel:HaMerotz LaMilion        |                                                  |                                 |
| 1                                            | Guy Osadon & Shay Kahana                         | partnerzy biznesowi             |
| 2                                            | Bar Ben-Vakil & Inna Broder                      | malarze i sprzedawcy            |
| 3                                            | Talia Gorodess & Koby Windzberg                  | nowożeńcy                       |
| Amazing Race na Discovery Channel            |                                                  |                                 |
| 1                                            | Matías Franchini & Tamara Reichelt               | małżeństwo                      |
| 2                                            | Mauricio Coarasa & Carlos Coarasa                | bracia                          |
| The Amazing Race Latinoamérica               |                                                  |                                 |
| 3                                            | Cristóbal Brain & Nicolás Brain                  | bliźniacy                       |
| 4                                            | Daniel Belém & César Curti                       | przyjaciele                     |
| 5                                            | Ezequiel Sapochnik & Tobías de la Barra          | przyjaciele                     |
| 6                                            | Juan Carlos Estrada & Giovanni López             | szwagrowie                      |
| Shanghai Rush                                |                                                  |                                 |
| 1                                            | Alice & Richard                                  | małżeństwo                      |
| The Amazing Race: China Rush                 |                                                  |                                 |
| 1                                            | Charlie Gale & Rachel Chen                       | przelotni znajomi               |
| 2                                            | Lily Li & Jan Hopper                             | para z randki                   |
| 3                                            | Liu Weiwei & Lei Sheng                           | trenerzy                        |
| The Amazing Race (Chiny)                     |                                                  |                                 |
| 1                                            | Zhong Hanliang & Jackie                          | rodzeństwo                      |
| 2                                            | Han Geng & Wu Xin                                | przyjaciele                     |
| 3                                            | Guo Jingjing & Huo Qigang                        | małżeństwo                      |
| The Amazing Race Norge                       |                                                  |                                 |
| 1                                            | Morten Bjerke & Truls Bjerke                     | bracia                          |
| 2                                            | Omar Ishqair & Bilal Ishqair                     | bracia                          |
| The Amazing Race Philippines                 |                                                  |                                 |
| 1                                            | LJ Moreno & CJ Jaravata                          | przyjaciółki celebrytki         |
| 2                                            | Matt Edwards & Phoebe Walker                     | para randkowa                   |
| The Amazing Race Vietnam                     |                                                  |                                 |
| 1                                            | Saettie Baggio & Thành Phúc                      | przyjaciele                     |
| 2                                            | Trần Thị Thu Hiền & Diệp Lâm Anh                 | piosenkarka i modelka           |
| 3                                            | Hương Giang & Criss Lai                          | piosenkarka i sportowiec        |
| 4                                            | Trần Ngọc Anh & Đỗ Nhật Anh                      | trenerzy nurkowania             |
| 5                                            | Đinh Tiến Đạt & Lincoln Thúc Lĩnh                | raper i kierownik hotelu        |
| The Amazing Race France                      |                                                  |                                 |
| 1                                            | Anthony Martinage & Sonja Sacha                  | cyber przyjaciele               |
| The Amazing Race Ukraine                     |                                                  |                                 |
| 1                                            | Valeria Nikiforets & Bohdana Primak              | królowe piękności               |

## The Amazing Race U.S. (wersja oryginalna)

### Sezon 1 (2001)
- Wyniki:

| Zawodnicy                              | Związek                     | Pozycja (w odcinku) | Pozycja (w odcinku) | Pozycja (w odcinku) | Pozycja (w odcinku) | Pozycja (w odcinku) | Pozycja (w odcinku) | Pozycja (w odcinku) | Pozycja (w odcinku) | Pozycja (w odcinku) | Pozycja (w odcinku) | Pozycja (w odcinku) | Pozycja (w odcinku) | Pozycja (w odcinku) | Wykonane blokady     |
| Zawodnicy                              | Związek                     | 1                   | 2                   | 3                   | 4ƒ                  | 5ƒ                  | 6ƒ                  | 7                   | 8ƒ                  | 9                   | 10ƒ                 | 11                  | 12                  | 13                  | Wykonane blokady     |
| -------------------------------------- | --------------------------- | ------------------- | ------------------- | ------------------- | ------------------- | ------------------- | ------------------- | ------------------- | ------------------- | ------------------- | ------------------- | ------------------- | ------------------- | ------------------- | -------------------- |
| Rob Frisbee & Brennan Swain            | Prawnicy/Przyjaciele        | 1.ƒ                 | 3.                  | 3.                  | 6.                  | 4.                  | 3.                  | 3.                  | 3.                  | 1.                  | 1.                  | 2.                  | 1.                  | 1.                  | Rob 5, Brennan 7     |
| Frank Mesa & Margarita Mesa            | Rodzice w separacji         | 3.                  | 4.                  | 2.                  | 5.                  | 5.                  | 1.                  | 1.ƒ                 | 2.                  | 2.                  | 2.                  | 1.                  | 2.                  | 2.                  | Frank 9, Margarita 3 |
| Joe Baldassare & Bill Bartek           | Partnerzy życiowi           | 2.                  | 2.                  | 4.                  | 1.                  | 2.                  | 2.                  | 2.                  | 4.                  | 4.ƒ                 | 4.                  | 3.                  | 3.                  | 3.                  | Joe 7, Bill 4        |
| Kevin O'Connor & Andrew „Drew” Feinber | Członkowie bractwa          | 9.                  | 5.                  | 1.ƒ                 | 2.                  | 1.                  | 4.                  | 4.                  | 1.                  | 3.                  | 3.                  | 4.                  |                     |                     | Kevin 5, Drew 5      |
| Nancy Hoyt & Emily Hoyt                | Matka/Córka                 | 10.                 | 7.                  | 8.                  | 3.                  | 3.                  | 5.                  | 5.                  | 5.                  | 5.                  |                     |                     |                     |                     | Nancy 2, Emily 7     |
| Lenny Hudson & Karyn Jefferson         | Narzeczeni                  | 4.                  | 9.                  | 7.                  | 7.                  | 6.                  | 6.                  | 6.                  |                     |                     |                     |                     |                     |                     | Lenny 2, Karyn 5     |
| Paul Alessi & Amie Barsky              | Zaręczeni                   | 7.                  | 6.                  | 6.                  | 4.                  | 7.                  |                     |                     |                     |                     |                     |                     |                     |                     | Paul 3, Amie 1       |
| Dave Groark & Margaretta Groark        | Dziadkowie                  | 8.                  | 8.                  | 5.                  | 8.                  |                     |                     |                     |                     |                     |                     |                     |                     |                     | Dave 2, Margaretta 1 |
| Patricia „Pat” Pierce & Brenda Mehta   | Pracujące mamy              | 5.                  | 1.ƒ                 | 9.                  |                     |                     |                     |                     |                     |                     |                     |                     |                     |                     | Pat 1, Brenda 0      |
| Kim Smith & Leslie Kellner             | Nauczycielki/Współlokatorki | 6.                  | 10.                 |                     |                     |                     |                     |                     |                     |                     |                     |                     |                     |                     | Kim 2, Leslie 0      |
| Matthew „Matt” Robar & Ana Robar       | Małżeństwo                  | 11.                 |                     |                     |                     |                     |                     |                     |                     |                     |                     |                     |                     |                     | Matt 0, Ana 0        |

- Zespół oznaczony czerwonym kolorem został wyeliminowany w danym odcinku.
- zespół oznaczony niebieskim podkreślonym kolorem zajął ostatnie miejsce w odcinku nieeliminacyjnym.
- Zielony znak ƒ przy pozycji zespołu oznacza wygrane zadanie Fast Forward. Jeśli znajduje się przy numerze odcinka, oznacza że Fast Foreward było dostępne, ale nie zostało użyte przez żaden zespół.

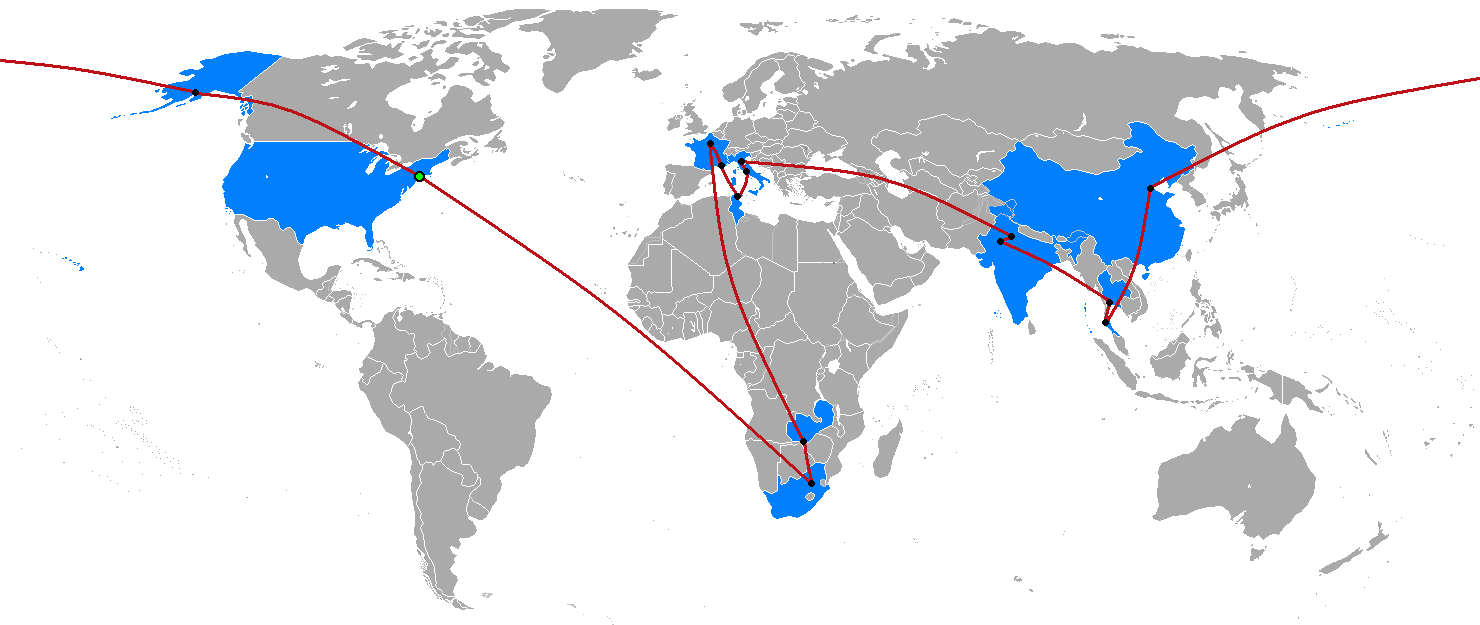
Trasa pierwszej edycji

1. ↑  Blokada w pierwszym odcinku nie została pokazana w telewizji, dostępna jest na wydaniu DVD pierwszego sezonu. Zespoły Pat & Brenda oraz Matt & Ana nie zostały pokazane podczas wykonywania zadania.
2. 1 2  Frank & Margarita oraz Joe & Bill dotarli na metę odcinka na 1. i 2. miejscu, zostali jednak ukarani za niepoprawne odczytanie wskazówki 30 minutową karą. Nie wpłynęło to na ich miejsca.
3. ↑  Joe & Bill mieli ogromną stratę do pierwszej dwójki i nie byli w stanie ukończyć ostatniego odcinka. Kiedy Joe i Bill dotarli do pierwszej wskazówki, zostali poinformowani, że wyścig się zakończył.
4. ↑  Nancy & Emily dotarli na metę odcinka na 4. miejscu, jednak otrzymali 24 godzinną karę za nieświadome ominięcie objazdu. W czasie trwania kary na metę dotarli Joe & Bill co zepchnęło ich na ostatnie miejsce i spowodowało eliminację.
5. ↑  Lenny & Karyn otrzymali bonus czasowy z powodu problemów niezależnych od nich. Nie wpłynęło to na ich miejsce.
6. ↑  Paul & Amie zostali sklasyfikowani na mecie odcinka na 5. miejscu, jednak z powodu problemów niezależnych od nich otrzymali bonus czasowy, co przesunęło ich z 5. na 4. miejsce.
7. ↑  Paul & Amie dotarli na metę odcinka po nieświadomym ominięciu blokady. Ponieważ zajęli ostatnie miejsce zostali wyeliminowani z programu bez konieczności odczekania 4 godzinnej kary.
8. ↑  Dave & Margaretta zostali sklasyfikowani na mecie odcinka na 7. miejscu, zostali jednak ukarani na starcie kolejnego odcinka za niepoprawne wykonanie objazdu, co przesunęło ich na starcie z 7. na 8. miejsce.
9. ↑  Dave & Margaretta zostali sklasyfikowani na mecie odcinka na 6. miejscu, zostali jednak ukarani na starcie kolejnego odcinka za niepoprawne wykonanie blokady, co przesunęło ich na starcie z 6. na 8. miejsce. Blokada nie jest wliczona w powyższej tabeli.

- Trasa:

Trasa liczyła 56 000 km, obejmowała 4 kontynenty, oraz 9 różnych państw.
| Państwa           | Przewijanie | Objazd | Blokada | Meta | Odwiedzone miasta                                        |
| ----------------- | ----------- | ------ | ------- | ---- | -------------------------------------------------------- |
| Stany Zjednoczone | –           | 1      | 2       | 2    | Nowy Jork, Anchorage, Matanuska-Susitna, Talkeetna       |
| Południowa Afryka | –           | –      | –       | –    | Johannesburg                                             |
| Zambia            | 2           | 2      | 1       | 1    | Livingstone                                              |
| Francja           | 1           | 1      | 2       | 2    | Paryż                                                    |
| Tunezja           | 2           | 2      | 2       | 2    | Tunis, Al-Dżamm, Tatawin, Kabis                          |
| Włochy            | 2           | 2      | 1       | 1    | Rzym, Watykan, Sant’Agata Bolognese, Ferrara, Mediolan   |
| Indie             | 1           | 1      | 2       | 2    | Delhi, Agra, Jaipur, Bikaner, Deshnoke                   |
| Tajlandia         | 2           | 2      | 2       | 2    | Bangkok, Kanchanaburi, Krabi, Phang Nga, Ao Nang, Phuket |
| Chiny             | –           | 2      | 1       | 1    | Pekin                                                    |

### Sezon 2 (2002)
- Wyniki:

| Zawodnicy                              | Związek             | Pozycja (w odcinku) | Pozycja (w odcinku) | Pozycja (w odcinku) | Pozycja (w odcinku) | Pozycja (w odcinku) | Pozycja (w odcinku) | Pozycja (w odcinku) | Pozycja (w odcinku) | Pozycja (w odcinku) | Pozycja (w odcinku) | Pozycja (w odcinku) | Pozycja (w odcinku) | Pozycja (w odcinku) | Wykonane blokady    |
| Zawodnicy                              | Związek             | 1                   | 2                   | 3ƒ                  | 4                   | 5ƒ                  | 6                   | 7                   | 8ƒ                  | 9                   | 10                  | 11                  | 12                  | 13                  | Wykonane blokady    |
| -------------------------------------- | ------------------- | ------------------- | ------------------- | ------------------- | ------------------- | ------------------- | ------------------- | ------------------- | ------------------- | ------------------- | ------------------- | ------------------- | ------------------- | ------------------- | ------------------- |
| Chris Luca & Alex Boylan               | Przyjaciele         | 6.                  | 2.                  | 7.                  | 7.                  | 1.                  | 6.                  | 2.                  | 2.                  | 1.ƒ                 | 3.                  | 3.                  | 3.                  | 1.                  | Chris 5, Alex 6     |
| Tara Lynch and Wil Steger              | Para w separacji    | 1.                  | 3.                  | 2.                  | 2.                  | 3.                  | 5.                  | 3.                  | 4.                  | 3.                  | 2.                  | 1.ƒ                 | 1.                  | 2.                  | Tara 4, Wil 7       |
| Blake Mycoskie and Paige Mycoskie      | Brat/Siostra        | 4.                  | 9.                  | 5.                  | 4.                  | 4.                  | 3.                  | 5.                  | 5.                  | 2.                  | 1.ƒ                 | 2.                  | 1.                  | 3.                  | Blake 8, Paige 3    |
| Oswald Mendez & Danny Jimenez          | Przyjaciele         | 8.                  | 7.                  | 1.                  | 1.ƒ                 | 6.                  | 4.                  | 4.                  | 1.                  | 4.                  | 4.                  | 4.                  |                     |                     | Oswald 6, Danny 3   |
| Gary Rosen & Dave Lepeska              | Byli współlokatorzy | 9.                  | 5.                  | 3.                  | 3.                  | 5.                  | 2.                  | 1.ƒ                 | 3.                  | 5.                  |                     |                     |                     |                     | Gary 2, Dave 5      |
| Mary Lenig & Peach Krebs               | Siostry             | 7.                  | 4.                  | 4.                  | 5.                  | 2.                  | 1.                  | 6.                  |                     |                     |                     |                     |                     |                     | Mary 3, Peach 2     |
| Cyndi Kalenberg & Russell Kalenberg    | Patorzy/Małżeństwo  | 2.                  | 6.                  | 8.                  | 6.                  | 7.                  |                     |                     |                     |                     |                     |                     |                     |                     | Cyndi 1, Russell 3  |
| Shola Richards & Doyin Richards        | Bliźniacy           | 3.                  | 1.ƒ                 | 5.                  | 8.                  |                     |                     |                     |                     |                     |                     |                     |                     |                     | Shola 0, Doyin 1    |
| Peggy Kuhn and Claire Jinks            | Babcie              | 10.                 | 8.                  | 9.                  |                     |                     |                     |                     |                     |                     |                     |                     |                     |                     | Peggy 0, Claire 1   |
| Hope Davis & Norm Davis                | Małżeństwo          | 4.                  | 10.                 |                     |                     |                     |                     |                     |                     |                     |                     |                     |                     |                     | Hope 0, Norm 1      |
| Deidre Washington & Hillary Washington | Matka/Córka         | 11.                 |                     |                     |                     |                     |                     |                     |                     |                     |                     |                     |                     |                     | Deidre 0, Hillary 0 |

- Zespół oznaczony czerwonym kolorem został wyeliminowany w danym odcinku.
- zespół oznaczony niebieskim podkreślonym kolorem zajął ostatnie miejsce w odcinku nieeliminacyjnym.
- Zielony znak ƒ przy pozycji zespołu oznacza wygrane zadanie Fast Forward. Jeśli znajduje się przy numerze odcinka, oznacza że Fast Foreward było dostępne, ale nie zostało użyte przez żaden zespół.

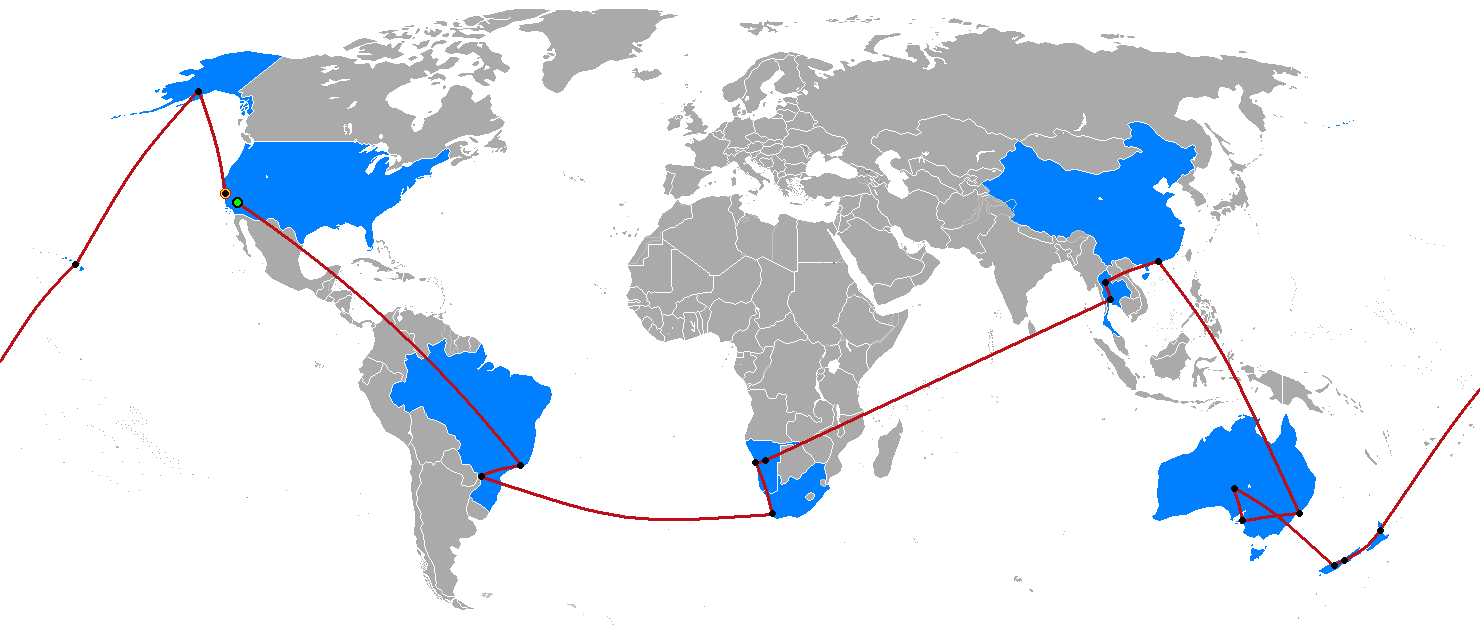
Trasa drugiej edycji

1. 1 2  Gary & Dave oraz Chris & Alex zajęli odpowiednio 2. i 7. miejsce na mecie 4 odcinka, jednak otrzymali 42 minuty kary za przekroczenie prędkości na etapie. Gary & Dave spadli na 3. miejsce, Chris & Alex zachowali 7. miejsce.
2. 1 2  Wil i Blake niepoprawnie wykonali blokadę, wskazówkę otrzymali dopiero po ponownym wykonaniu zadania.
3. 1 2  Tara & Wil dotarli na metę odcinka na 2. miejscu, jednak otrzymali 1 minutowy bonus czasowy z powodu drobnych problemów niezależnych od nich. Zostali sklasyfikowani razem z parą Blake & Paige na 1. miejscu.
4. 1 2  Blake & Paige oraz Hope & Norm zostali razem sklasyfikowani na 4. miejscu po dotarciu na metę w tym samym czasie.
5. 1 2  Blake & Paige oraz Shola & Doyin zostali razem sklasyfikowani na 5. miejscu po dotarciu na metę w tym samym czasie.
6. 1 2 3  Pary Peggy & Claire, Shola & Doyin oraz Mary & Peach kolejno w odcinkach 3, 4 i 7 były na tyle daleko za resztą uczestników, że nie zostały dopuszczone do wykonania kolejnych zadań i poinstruowane by udać się bezpośrednio na metę odcinka.
7. ↑  Peggy & Claire zaspały na start odcinka 3, przez co wyruszyły z 37 minutowym opóźnieniem. Nie miało to wpływu na końcowy wynik.
8. ↑  Przez pierwsze dwa odcinki w czołówce imię uczestniczki zapisywane było jako Deidre. Począwszy od 3 odcinka jako Diedre.

- Trasa:

Trasa liczyła 84 000 km, obejmowała 5 kontynentów, oraz 8 różnych państw.
| Państwa           | Przewijanie | Objazd | Blokada | Meta | Odwiedzone miasta |
| ----------------- | ----------- | ------ | ------- | ---- | --- |
| Stany Zjednoczone | –           | 1      | 2       | 2    | Pahrump, Las Vegas, Kahului, Pāʻia, Haʻikū-Paʻuwela, Māʻalaea, Molokini, Hāna, Anchorage, Trapper Creek, San Francisco |
| Brazylia          | 1           | 2      | 1       | 2    | Rio de Janeiro, Foz do Iguaçu                                                                                          |
| Południowa Afryka | 1           | 1      | 1       | 1    | Kapsztad, Kalk Bay, Stellenbosch                                                                                       |
| Namibia           | 1           | 1      | 1       | 1    | Walvis Bay, Swakopmund, Erongo, Usakos, Khomas, Windhoek                                                               |
| Tajlandia         | 2           | 2      | 2       | 2    | Bangkok, Ratchaburi, Amphawa, Chiang Mai, Chiang Dao                                                                   |
| Hongkong          | 2           | 2      | 1       | 1    | Chek Lap Kok, Wan Chai, Wong Tai Sin, Tsim Sha Tsui, Lam Tsuen, Kwai Chung, Victoria Harbour, Ngong Ping               |
| Australia         | 1           | 1      | 2       | 2    | Sydney, Adelaide, Coober Pedy, Glendambo                                                                               |
| Nowa Zelandia     | 2           | 2      | 2       | 2    | Queenstown, Mount Somers, Wellington, Rotorua, Auckland                                                                |

### Sezon 3 (2002)
- Wyniki:

| Zawodnicy                          | Związek                  | Pozycja (w odcinku) | Pozycja (w odcinku) | Pozycja (w odcinku) | Pozycja (w odcinku) | Pozycja (w odcinku) | Pozycja (w odcinku) | Pozycja (w odcinku) | Pozycja (w odcinku) | Pozycja (w odcinku) | Pozycja (w odcinku) | Pozycja (w odcinku) | Pozycja (w odcinku) | Pozycja (w odcinku) | Wykonane blokady    |
| Zawodnicy                          | Związek                  | 1                   | 2                   | 3                   | 4ƒ                  | 5ƒ                  | 6                   | 7                   | 8ƒ                  | 9                   | 10                  | 11                  | 12                  | 13                  | Wykonane blokady    |
| ---------------------------------- | ------------------------ | ------------------- | ------------------- | ------------------- | ------------------- | ------------------- | ------------------- | ------------------- | ------------------- | ------------------- | ------------------- | ------------------- | ------------------- | ------------------- | ------------------- |
| Flo Pesenti & Zach Behr            | Przyjaciele              | 2.                  | 5.                  | 3.                  | 2.                  | 4.                  | 2.                  | 1.ƒ                 | 2.                  | 5.                  | 3.                  | 2.                  | 3.                  | 1.                  | Flo 1, Zach 10      |
| Teri Pollack & Ian Pollack         | Małżeństwo               | 9.                  | 10.                 | 9.                  | 5.                  | 6.                  | 1.ƒ                 | 4.                  | 3.                  | 4.                  | 4.                  | 1.                  | 1.                  | 2.                  | Teri 2, Ian 9       |
| Ken Duphiney & Gerard Duphine      | Bracia                   | 1.ƒ                 | 6.                  | 2.                  | 1.                  | 1.                  | 3.                  | 5.                  | 4.                  | 2.                  | 2.                  | 3.                  | 2.                  | 3.                  | Ken 6, Gerard 4     |
| Derek Riker & Drew Riker           | Bliźniacy/Modele         | 11.                 | 1.ƒ                 | 1.                  | 3.                  | 3.                  | 4.                  | 2.                  | 1.                  | 3.                  | 1.                  | 4.                  |                     |                     | Derek 6, Drew 4     |
| John Vito Pietanza & Jill Aquilino | Narzeczeni               | 5.                  | 7.                  | 7.                  | 6.                  | 4.                  | 5.                  | 3.                  | 5.                  | 1.ƒ                 | 5.                  |                     |                     |                     | John Vito 5, Jill 3 |
| Andre Plummer & Damon Wafer        | Policjant/Strażak        | 7.                  | 8.                  | 8.                  | 4.                  | 2.                  | 6.                  | 6.                  |                     |                     |                     |                     |                     |                     | Andre 2, Damon 3    |
| Aaron Goldschmidt & Arianne Udell  | Przyjaciele              | 3.                  | 2.                  | 4.                  | 8.                  | 7.                  | 7.                  |                     |                     |                     |                     |                     |                     |                     | Aaron 3, Arianne 2  |
| Michael Ilacqua & Kathy Perez      | Narzeczeni na odległość  | 4.                  | 4.                  | 6.                  | 7.                  | 8.                  |                     |                     |                     |                     |                     |                     |                     |                     | Michael 3, Kathy 0  |
| Heather Mahar & Eve Madison        | Współlokatorki ze szkoły | 6.                  | 3.                  | 5.                  | 9.                  |                     |                     |                     |                     |                     |                     |                     |                     |                     | Heather 3, Eve 0    |
| Dennis Hyde & Andrew Hyde          | Ojciec/Syn               | 8.                  | 9.                  | 10.ƒ                |                     |                     |                     |                     |                     |                     |                     |                     |                     |                     | Dennis 0, Andrew 1  |
| Tramel Raggs & Talicia Raggs       | Brat/Siostra             | 10.                 | 11.                 |                     |                     |                     |                     |                     |                     |                     |                     |                     |                     |                     | Tramel 1, Talicia 0 |
| Gina Diggins and Sylvia Pitts      | Piłkarskie mamy          | 12.                 |                     |                     |                     |                     |                     |                     |                     |                     |                     |                     |                     |                     | Gina 0, Sylvia 0    |

- Zespół oznaczony czerwonym kolorem został wyeliminowany w danym odcinku.
- zespół oznaczony niebieskim podkreślonym kolorem zajął ostatnie miejsce w odcinku nieeliminacyjnym.
- Zielony znak ƒ przy pozycji zespołu oznacza wygrane zadanie Fast Forward. Jeśli znajduje się przy numerze odcinka, oznacza że Fast Foreward było dostępne, ale nie zostało użyte przez żaden zespół.

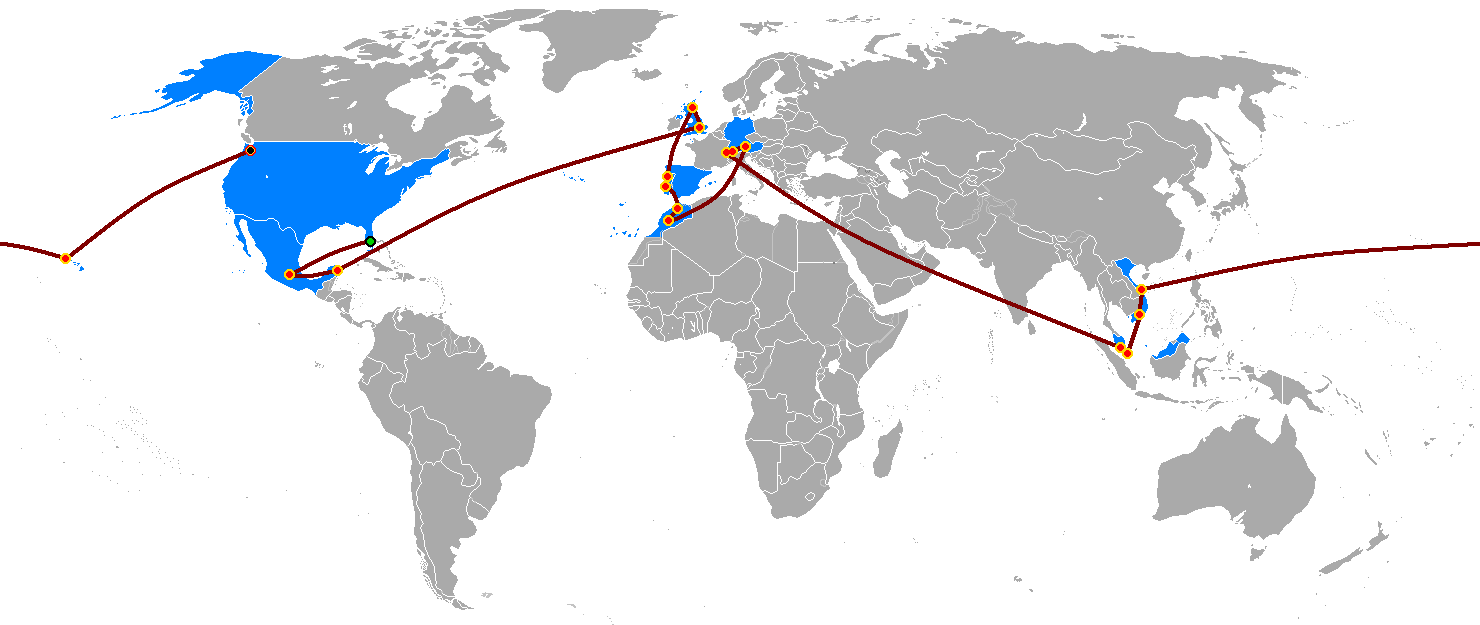
Trasa trzeciej edycji

1. ↑  Dodatkowe zadanie w trakcie odcinka 6 zostało zespołom przekazane jako blokada, która jest wliczona do sumy wykonanych blokad.
2. 1 2  Flo & Zach i John Vito & Jill zostali razem sklasyfikowani na 4. miejscu, po osiągnięciu mety w tym samym czasie
3. ↑  Derek & Drew dotarli na metę jako trzeci, jednak nieświadomie ominęli blokadę. Musieli się cofnąć i wykonać blokadę, co w efekcie spowodowało spadek na ostatnie miejsce i eliminację z wyścigu.
4. ↑  Andre & Damon dotarli na metę jako siódmy zespół, otrzymali jednak karę na starcie następnego odcinka i dodatkowo zaspali, co spowodowało start z 9. miejsca.
5. ↑  Andre & Damon zostali daleko w tyle. Gdy dotarli do objazdu wszystkie pozostałe zespoły były na mecie. Zostali wtedy skierowani prosto na metę i wyeliminowani.
6. ↑  Nie wiadomo kto wykonał blokadę w piątym odcinku.
7. ↑  Heather & Eve dotarli na metę jako pierwsi, jednak za niepoprawny dojazd (taksówką, a nie – jak kazała wskazówka – na nogach) otrzymali 37 minut kary, co zepchnęło ich na ostatnie miejsce.

- Trasa:

Trasa liczyła 66 000 km i obejmowała 13 różnych państw.
| Państwa           | Przewijanie | Objazd | Blokada | Meta | Odwiedzone miasta |
| ----------------- | ----------- | ------ | ------- | ---- | --- |
| Stany Zjednoczone | –           | 1      | 1       | 1    | Miami, Honolulu, Haleʻiwa, Līhuʻe, Seattle                                                                              |
| Meksyk            | 2           | 2      | 1       | 2    | Meksyk, Puente de Ixtla, Teotihuacán, Playa del Carmen, Cozumel, Cancún                                                 |
| Anglia            | 1           | 1      | –       | –    | Londyn, Cambridge, Duxford                                                                                              |
| Szkocja           | –           | –      | 1       | 1    | Aberdeen, Stonehaven |
| Portugalia        | 2           | 2      | 1       | 1    | Porto, Vila Nova de Gaia, Lizbona, Sintra                                                                               |
| Hiszpania         | –           | –      | –       | –    | Algeciras |
| Maroko            | 1           | 1      | 2       | 2    | Tanger, Fez, Casablanca, Marrakesz                                                                                      |
| Niemcy            | 2           | –      | –       | 1    | Monachium, Schwangau, Füssen, Friedrichshafen                                                                           |
| Austria           | –           | 1      | 1       | –    | Innsbruck |
| Szwajcaria        | 1           | 2      | 2       | 2    | Romanshorn, Szafuza, Neuhausen am Rheinfall, Zurych, Grindelwald, Kandersteg, Niouc, Veytaux, Montreux, Lozanna, Genewa |
| Malezja           | –           | –      | –       | –    | Kuala Lumpur |
| Singapur          | –           | 1      | 1       | 1    | Singapur |
| Wietnam           | –           | 2      | 2       | 2    | Ho Chi Minh, Cái Bè, Hội An, Huế, Nam O, Đà Nẵng, Hanoi                                                                 |

### Sezon 4 (2003)
- Wyniki:

| Zawodnicy                          | Związek                | Pozycja (w odcinku) | Pozycja (w odcinku) | Pozycja (w odcinku) | Pozycja (w odcinku) | Pozycja (w odcinku) | Pozycja (w odcinku) | Pozycja (w odcinku) | Pozycja (w odcinku) | Pozycja (w odcinku) | Pozycja (w odcinku) | Pozycja (w odcinku) | Pozycja (w odcinku) | Pozycja (w odcinku) | Wykonane blokady   |
| Zawodnicy                          | Związek                | 1                   | 2                   | 3                   | 4                   | 5                   | 6ƒ                  | 7ƒ                  | 8ƒ                  | 9                   | 10ƒ                 | 11                  | 12                  | 13                  | Wykonane blokady   |
| ---------------------------------- | ---------------------- | ------------------- | ------------------- | ------------------- | ------------------- | ------------------- | ------------------- | ------------------- | ------------------- | ------------------- | ------------------- | ------------------- | ------------------- | ------------------- | ------------------ |
| Reichen Lehmkuhl & Chip Arndt      | Małżeństwo             | 9.                  | 2.                  | 3.                  | 5.                  | 4.                  | 2.                  | 5.                  | 2.                  | 1.ƒ                 | 2.                  | 3.                  | 2.                  | 1.                  | Reichen 4, Chip 7  |
| Kelly Parks & Jon Corso            | Zaręczeni              | 6.                  | 3.                  | 8.                  | 7.                  | 3.                  | 3.                  | 3.                  | 5.                  | 4.                  | 1.                  | 2.                  | 3.                  | 2.                  | Kelly 2, Jon 10    |
| David Dean & Jeff Strand           | Przyjaciele            | 10.                 | 5.                  | 7.                  | 6.                  | 6.                  | 1.                  | 1.                  | 4.                  | 3.                  | 4.                  | 1.ƒ                 | 1.                  | 3.                  | David 5, Jeff 6    |
| Jon Weiss and Al Rios              | Przyjaciele/Klauni     | 7.                  | 6.                  | 6.                  | 2.                  | 2.                  | 6.                  | 2.                  | 1.                  | 2.                  | 3.                  | 4.                  |                     |                     | Jon 5, Al 5        |
| Millie Smith & Chuck Shankles      | Narzeczeni             | 1.                  | 8.                  | 5.                  | 2.                  | 1.ƒ                 | 4.                  | 4.                  | 3.                  | 5.                  |                     |                     |                     |                     | Millie 2, Chuck 5  |
| Tian Kitchen & Jaree Poteet        | Przyjaciółki/Modelki   | 11.                 | 4.                  | 4.                  | 1.ƒ                 | 7.                  | 5.                  | 6.                  |                     |                     |                     |                     |                     |                     | Tian 6, Jaree 0    |
| Monica Ambrose & Sheree Buchanan   | Żony gracy NFL         | 4.ƒ                 | 10.                 | 2.                  | 4.                  | 5.                  | 7.                  |                     |                     |                     |                     |                     |                     |                     | Monica 3, Sheree 2 |
| Steve Meitz & Dave Cottingham      | Kontrolerzy lotów      | 5.                  | 1.ƒ                 | 9.                  | 8.                  | 8.                  |                     |                     |                     |                     |                     |                     |                     |                     | Steve 2, Dave 1    |
| Steve Cottingham & Josh Cottingham | Ojciec/Syn             | 1.                  | 9.                  | 1.ƒ                 | 9.                  |                     |                     |                     |                     |                     |                     |                     |                     |                     | Steve 0, Josh 2    |
| Russell Brown & Cindy Duck         | Przyjaciele/Narzeczeni | 8.                  | 7.                  | 10.                 |                     |                     |                     |                     |                     |                     |                     |                     |                     |                     | Russell 2, Cindy 0 |
| Amanda Adams & Chris Garry         | Narzeczeni             | 1.                  | 11.                 |                     |                     |                     |                     |                     |                     |                     |                     |                     |                     |                     | Amanda 0, Chris 1  |
| Debra Carmody & Steve Carmody      | Małżeństwo             | 12.                 |                     |                     |                     |                     |                     |                     |                     |                     |                     |                     |                     |                     | Debra 0, Steve 0   |

- Zespół oznaczony czerwonym kolorem został wyeliminowany w danym odcinku.
- zespół oznaczony niebieskim podkreślonym kolorem zajął ostatnie miejsce w odcinku nieeliminacyjnym.
- Zielony znak ƒ przy pozycji zespołu oznacza wygrane zadanie Fast Forward. Jeśli znajduje się przy numerze odcinka, oznacza że Fast Foreward było dostępne, ale nie zostało użyte przez żaden zespół.

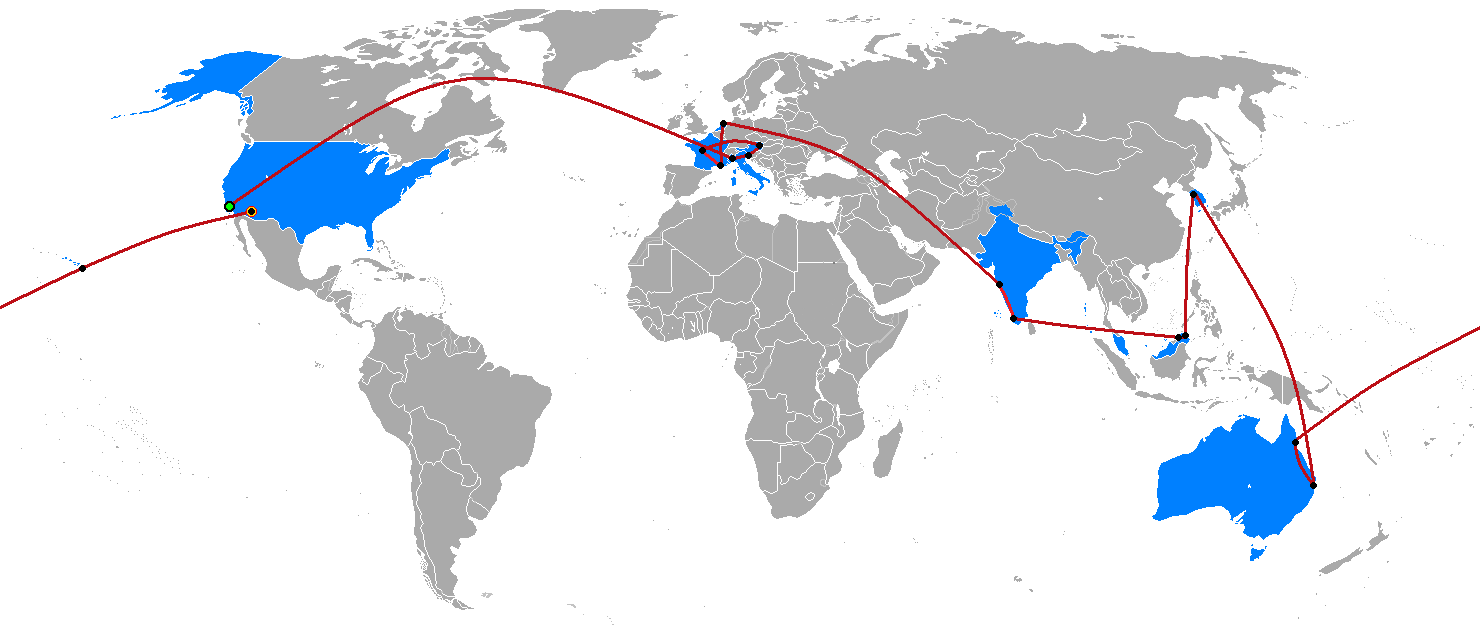
Trasa czwartej edycji

1. ↑  Reichen & Chip dotarli na metę na 2 miejscu, otrzymali jednak 35 minut kary za przyjazd taksówką, zamiast – jak kazała wskazówka – pieszo. W czasie odbywania kary na metę dotarli Kelly & Jon, co zepchnęło ich na 3 miejsce.
2. ↑  David & Jeff zostali daleko w tyle, przez co wyścig zakończył się, kiedy oni dopiero dotarli na Hawaje.
3. ↑  W wywiadzie opublikowanym na oficjalnej stronie Amazing Race Jeff powiedział, że on wykonywał blokadę na ostatnim odcinku.
4. 1 2  Jon & Al oraz Millie & Chuck zostali razem sklasyfikowani na 2 miejscu, po osiągnięciu mety w tym samym czasie.
5. 1 2 3  Millie & Chuck, Steve & Josh oraz Amanda & Chris zostali razem sklasyfikowani na 1 miejscu, po osiągnięciu mety w tym samym czasie.

- Trasa:

Trasa liczyła 71 000 km i obejmowała 9 różnych państw.
| Państwa           | Przewijanie | Objazd | Blokada | Meta |
| ----------------- | ----------- | ------ | ------- | ---- |
| Stany Zjednoczone | –           | 1      | 1       | 1    |
| Włochy            | 2           | 2      | 1       | 2    |
| Austria           | 1           | 1      | 1       | 1    |
| Francja           | 1           | 1      | 1       | 1    |
| Holandia          | 1           | 1      | 1       | 1    |
| Indie             | 2           | 2      | 2       | 2    |
| Malezja           | 2           | 2      | 2       | 2    |
| Korea Południowa  | 1           | 1      | 1       | 1    |
| Australia         | 1           | 2      | 2       | 2    |

### Sezon 5 (2004)
- Wyniki:

| Zawodnicy                         | Związek                | Pozycja (w odcinku) | Pozycja (w odcinku) | Pozycja (w odcinku) | Pozycja (w odcinku) | Pozycja (w odcinku) | Pozycja (w odcinku) | Pozycja (w odcinku) | Pozycja (w odcinku) | Pozycja (w odcinku) | Pozycja (w odcinku) | Pozycja (w odcinku) | Pozycja (w odcinku) | Pozycja (w odcinku) | Wykonane blokady     |
| Zawodnicy                         | Związek                | <1>                 | <2>                 | <3>                 | <4>                 | <5>                 | <6>                 | <7>                 | <8>                 | <9ƒ>                | <10>                | 11                  | 12                  | 13                  | Wykonane blokady     |
| --------------------------------- | ---------------------- | ------------------- | ------------------- | ------------------- | ------------------- | ------------------- | ------------------- | ------------------- | ------------------- | ------------------- | ------------------- | ------------------- | ------------------- | ------------------- | -------------------- |
| Chip McAllister & Kim McAllister  | Małżeństwo             | 8.                  | 8.                  | 7.                  | 1.                  | 4.                  | 2.                  | 1.                  | 3.                  | 2.                  | 4.                  | 1.>                 | 2.                  | 1.                  | Chip 10, Kim 1       |
| Colin Guinn & Christie Wood       | Narzeczeni             | 7.                  | 6.                  | 1.                  | 2.                  | 1.ƒ                 | 1.                  | 2.                  | 1.                  | 1.                  | 1.                  | 4.<                 | 3.                  | 2.                  | Colin 9, Christie 1  |
| Brandon Davidson & Nicole O'Brian | Narzeczeni/Modele      | 6.                  | 1.                  | 3.                  | 5.                  | 3.                  | 4.                  | 4.                  | 2.                  | 5.                  | 3.                  | 3.                  | 1.                  | 3.                  | Brandon 10, Nicole 1 |
| Linda Ruiz & Karen Heins          | Mamy                   | 3.                  | 4.                  | 6.                  | 6.                  | 7.                  | 6.                  | 3.                  | 4.                  | 3.                  | 2.                  | 2.                  | 4.                  |                     | Linda 4, Karen 6     |
| Kami French & Karli French        | Bliźniaczki            | 9.                  | 9.                  | 5.                  | 7.                  | 6.                  | 3.                  | 5.                  | 5.                  | 4.                  | 5.                  |                     |                     |                     | Kami 5, Karli 3      |
| Charla Faddoul & Mirna Hindoyan   | Kuzynki                | 5.                  | 2.                  | 2.                  | 4.                  | 2.                  | 5.                  | 6.                  |                     |                     |                     |                     |                     |                     | Charla 4, Mirna 2    |
| Marshall Hudes & Lance Hudes      | Bracia                 | 2.                  | 7.                  | 8.                  | 3.                  | 5.                  | 7.                  |                     |                     |                     |                     |                     |                     |                     | Marshall 1, Lance 4  |
| Bob Barron & Joyce Nicolo         | Internetowi narzeczeni | 4.                  | 5.                  | 4.                  | 8.                  |                     |                     |                     |                     |                     |                     |                     |                     |                     | Bob 1, Joyce 2       |
| Jim McCoy & Marsha McCoy          | Ojciec/Córka           | 10.                 | 3.                  | 9.                  |                     |                     |                     |                     |                     |                     |                     |                     |                     |                     | Jim 1, Marsha 1      |
| Alison Irwin & Donny Patrick      | Narzeczeni             | 1.                  | 10.                 |                     |                     |                     |                     |                     |                     |                     |                     |                     |                     |                     | Alison 0, Donny 1    |
| Dennis Frentsos & Erika Shay      | Byli arzeczeni         | 11.                 |                     |                     |                     |                     |                     |                     |                     |                     |                     |                     |                     |                     | Dennis 0, Erika 0    |

- Zespół oznaczony czerwonym kolorem został wyeliminowany w danym odcinku.
- Zespół oznaczony purpurowym kolorem zrezygnował z udziału w programie.
- Zespół oznaczony niebieskim podkreślonym kolorem zajął ostatnie miejsce w odcinku nieeliminacyjnym. Para została zmuszona do oddania wszystkich posiadanych pieniędzy, a także nie otrzymała pieniędzy na starcie kolejnego etapu.
- Zielony znak ƒ przy miejscu zespołu oznacza wygrane zadanie Fast Forward. Jeśli znajduje się przy numerze odcinka, oznacza że Fast Foreward było dostępne, ale nie zostało użyte przez żaden zespół.
- Pomarańczowy znak „>” przy pozycji zespołu oznacza zespół, który użył sideł do spowolnienia innego zespołu. Znak „<” oznacza, kto został spowolniony. Oba znaki „<>” wokół numeru odcinka oznaczają, że sidła były dostępne, ale nie zostały użyte.

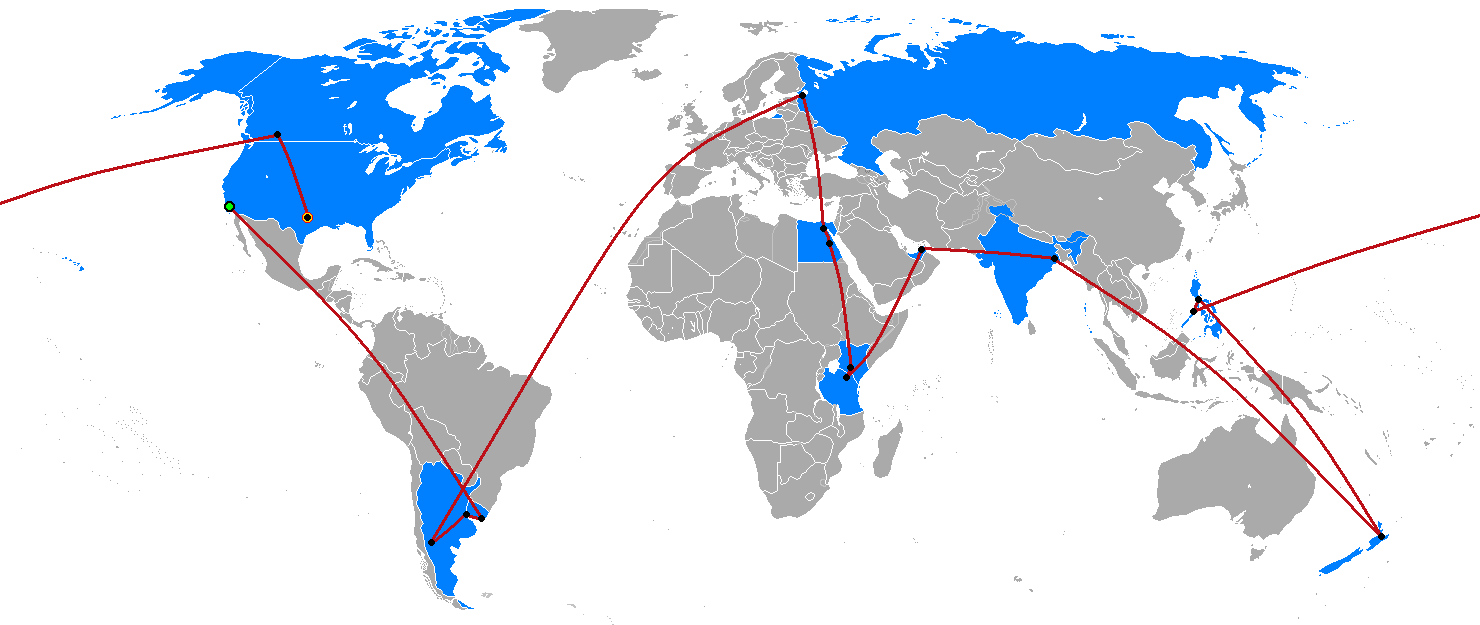
Trasa piątej edycji

1. ↑  Do sumy nie wliczono niepokazanej w telewizji blokady z odcinka 8.
2. 1 2  Chip & Kim oraz Kami & Karli dotarli na metę odpowiednio na pierwszym i drugim miejscu. Przoczyli jednak wskazówkę dotyczącą objazdu, po którą musieli wrócić. Spadli odpowiednio na 8 i 9 miejsce.
3. ↑  Marshall & Lance z powodu wyczerpania zrezygnowali z udziału w programie podczas wykonywania blokady na 6 odcinku. Znajdowali się oni wówczas na ostatnim miejscu.

- Trasa:

Trasa liczyła 116 000 km i obejmowała 12 różnych państw.
| Państwa                      | Sidła | Przewijanie | Objazd | Blokada | Meta |
| ---------------------------- | ----- | ----------- | ------ | ------- | ---- |
| Stany Zjednoczone            | –     | –           | 1      | 1       | 1    |
| Urugwaj                      | 1     | –           | 1      | –       | 1    |
| Argentyna                    | 2     | –           | 2      | 2       | 2    |
| Rosja                        | 1     | –           | 1      | 1       | 1    |
| Egipt                        | 2     | 1           | 2      | 2       | 2    |
| Kenia                        | –     | –           | –      | –       | –    |
| Tanzania                     | 1     | –           | 1      | 1       | 1    |
| Zjednoczone Emiraty Arabskie | 1     | –           | 1      | 1       | 1    |
| Indie                        | 1     | 1           | 1      | 1       | 1    |
| Nowa Zelandia                | 1     | –           | 1      | 2       | 1    |
| Filipiny                     | 1     | –           | 2      | 1       | 2    |
| Kanada                       | –     | –           | –      | –       | –    |

### Sezon 6 (2004-2005)
- Wyniki:

| Zawodnicy                               | Związek                   | Pozycja (w odcinku) | Pozycja (w odcinku) | Pozycja (w odcinku) | Pozycja (w odcinku) | Pozycja (w odcinku) | Pozycja (w odcinku) | Pozycja (w odcinku) | Pozycja (w odcinku) | Pozycja (w odcinku) | Pozycja (w odcinku) | Pozycja (w odcinku) | Pozycja (w odcinku) | Pozycja (w odcinku) | Wykonane blokady       |
| Zawodnicy                               | Związek                   | 1                   | 2                   | <3>                 | 4                   | 5                   | 6                   | 6                   | 7                   | 8                   | 9                   | 10                  | 11                  | 12                  | Wykonane blokady       |
| --------------------------------------- | ------------------------- | ------------------- | ------------------- | ------------------- | ------------------- | ------------------- | ------------------- | ------------------- | ------------------- | ------------------- | ------------------- | ------------------- | ------------------- | ------------------- | ---------------------- |
| Freddy Holliday & Kendra Bentley        | Zaręczeni/Modele          | 4.                  | 8.                  | 7.                  | 6.                  | 5.                  | 1.                  | 6.                  | 2.                  | 4.<                 | 3.                  | 2.>                 | 2.                  | 1.                  | Freddy 6, Kendra 6     |
| Kris Perkins & Jon Buehler              | Narzeczeni na odległość   | 2.                  | 1.                  | 2.                  | 1.                  | 4.                  | 5.                  | 2.                  | 4.                  | 3.                  | 1.                  | 3.                  | 1.                  | 2.                  | Kris 6, Jon 6          |
| Adam Malis and Rebecca Cardon           | Byli narzeczeni           | 7.                  | 6.                  | 5.                  | 6.                  | 6.                  | 6.                  | 5.                  | 1.ƒ                 | 5.>                 | 4.                  | 4.<                 | 3.                  | 3.                  | Adam 6, Rebecca 5      |
| Hayden Kristianson & Aaron Crumbaugh    | Narzeczeni/Aktorzy        | 1.                  | 4.                  | 1.                  | 4.                  | 3.                  | 4.                  | 4.                  | 6.                  | 1.                  | 2.                  | 1.                  | 4.                  |                     | Hayden 5, Aaron 6      |
| Lori Chestnut Harvey & Bolo Dar'tainian | Małżeństwo/Wrestlerzy     | 6.                  | 5.                  | 7.                  | 3.                  | 7.                  | 7.                  | 1.ƒ                 | 3.                  | 2.                  | 5.                  |                     |                     |                     | Lori 5, Bolo 3         |
| Jonathan Baker & Victoria Fuller        | Małżeństwo/Przedsiębiorcy | 5.                  | 2.                  | 4.                  | 2.                  | 2.                  | 3.                  | 3.                  | 5.                  | 6.                  |                     |                     |                     |                     | Jonathan 4, Victoria 4 |
| Gus McLeod and Hera McLeod              | Ojciec/Córka              | 10.                 | 3.                  | 3.                  | 7.                  | 5.                  | 2.                  | 7.                  |                     |                     |                     |                     |                     |                     | Gus 3, Hera 3          |
| Don St. Claire & Mary Jean St. Claire   | Dziadkowie                | 9.                  | 7.                  | 8.                  | 8.                  | 8.                  |                     |                     |                     |                     |                     |                     |                     |                     | Don 2, Mary Jean 2     |
| Lena Jensen & Kristy Jensen             | Siostry                   | 3.                  | 9.                  | 9.                  |                     |                     |                     |                     |                     |                     |                     |                     |                     |                     | Lena 1, Kristy 1       |
| Meredtih Tufaro & Maria Sampogna        | Przyjaciółki              | 8.                  | 10.                 |                     |                     |                     |                     |                     |                     |                     |                     |                     |                     |                     | Meredith 0, Maria 1    |
| Avi Schneier & Joe Rashbaum             | Koledzy ze szkoły         | 11.                 |                     |                     |                     |                     |                     |                     |                     |                     |                     |                     |                     |                     | Avi 0, Joe 0           |

- Zespół oznaczony czerwonym kolorem został wyeliminowany w danym odcinku.
- Zespół oznaczony niebieskim podkreślonym kolorem zajął ostatnie miejsce w odcinku nieeliminacyjnym. Para została zmuszona do oddania wszystkich posiadanych pieniędzy, a także nie otrzymała pieniędzy na starcie kolejnego etapu. Dodatkowo nie mogli zbierać pieniędzy przed startem kolejnego etapu.
- Zielony znak ƒ przy pozycji zespołu oznacza wygrane zadanie Fast Forward. Jeśli znajduje się przy numerze odcinka, oznacza że Fast Foreward było dostępne, ale nie zostało użyte przez żaden zespół.
- Pomarańczowy znak „>” przy pozycji zespołu oznacza zespół, który użył sideł do spowolnienia innego zespołu. Znak „<” oznacza, kto został spowolniony. Oba znaki „<>” wokół numeru odcinka oznaczają, że sidła były dostępne, ale nie zostały użyte.

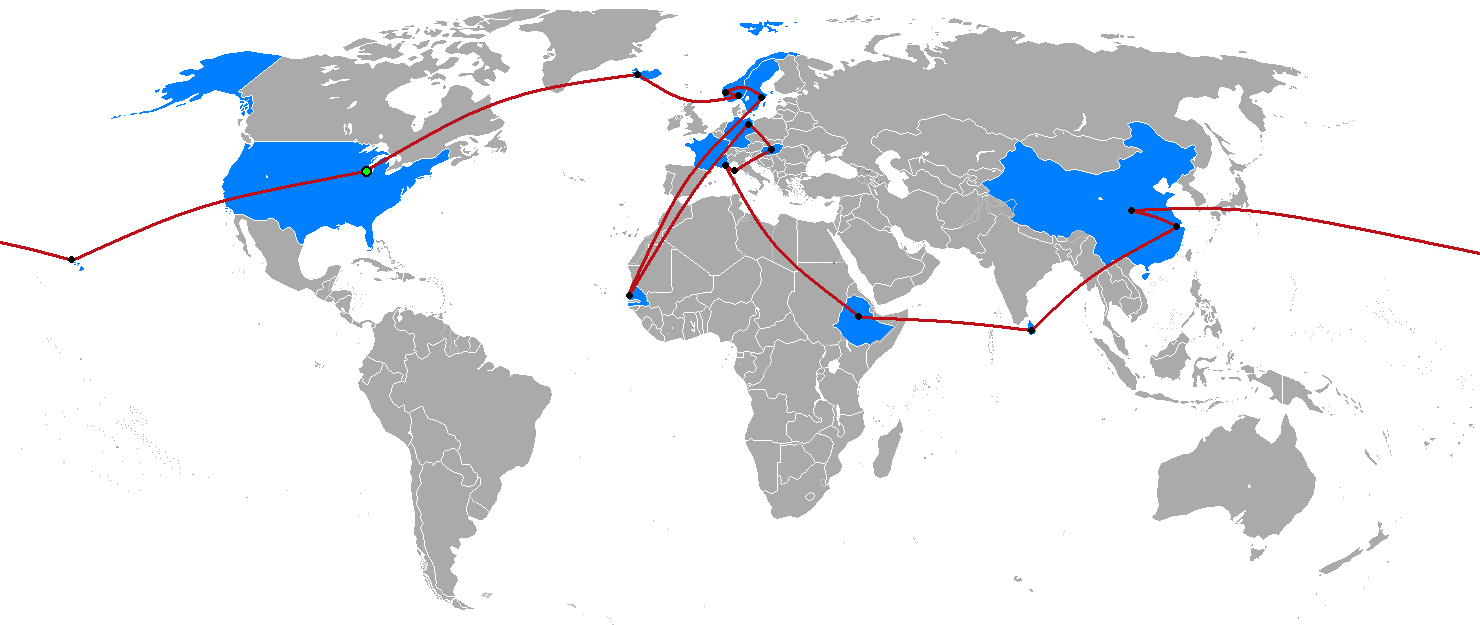
Trasa szóstej edycji

1. ↑  Odcinek szósty był odcinkiem podwójnym, z dwoma blokadami i objazdami. Miejsca w pierwszej kolumnie pochodzą z półmetka odcinka. Przewijanie było dostępne w drugiej części i dotyczyło tylko jednej blokady oraz jednego objazdu.
2. ↑  Freddy & Kendra dotarli na metę na szóstym miejscu, jednak otrzymali 30 minut kary za wzięcie dodatkowej wskazówki. Po odbyciu kary spadli na ósme miejsce
3. 1 2  Hayden & Aaron dotarli na metę jako trzeci zespół, otrzymali jednak czterogodzinną karę, za niewykonanie blokady, przez co spadli na czwarte miejsce i zostali wyeliminowani.
4. ↑  Don & Mary Jean dotarli na metę na siódmym miejscu, jednak później otrzymali karę 30 minut za jazdę nie swoim samochodem. Na trasę 3 odcinka wyruszyli z ósmego miejsca.
5. 1 2  Lena & Kristy nie wykonały blokady na 3 odcinku. Po dziesięciu godzinach prób zostali wyeliminowani przez gospodarza programu.

- Trasa:

Trasa liczyła 64 000 km i obejmowała 11 różnych państw.
| Państwa           | Sidła | Przewijanie | Objazd | Blokada | Meta |
| ----------------- | ----- | ----------- | ------ | ------- | ---- |
| Stany Zjednoczone | –     | –           | 1      | 1       | 1    |
| Islandia          | –     | –           | 1      | –       | 1    |
| Norwegia          | –     | –           | 1      | 1       | 1    |
| Szwecja           | 1     | –           | 1      | 1       | 1    |
| Senegal           | –     | –           | 1      | 1       | 1    |
| Niemcy            | –     | –           | 1      | 2       | 1    |
| Węgry             | –     | 1           | 2      | 1       | 1    |
| Francja           | –     | 1           | 1      | 1       | 1    |
| Etiopia           | 1     | –           | 1      | 1       | 1    |
| Sri Lanka         | –     | –           | 1      | 1       | 1    |
| Chiny             | 1     | –           | 2      | 2       | 2    |

### Sezon 7 (2005)
- Wyniki:

| Zawodnicy                       | Związek                      | Pozycja (w odcinku) | Pozycja (w odcinku) | Pozycja (w odcinku) | Pozycja (w odcinku) | Pozycja (w odcinku) | Pozycja (w odcinku) | Pozycja (w odcinku) | Pozycja (w odcinku) | Pozycja (w odcinku) | Pozycja (w odcinku) | Pozycja (w odcinku) | Pozycja (w odcinku) | Pozycja (w odcinku) | Wykonane blokady       |
| Zawodnicy                       | Związek                      | 1                   | 2                   | <3>                 | 4                   | 5                   | 6                   | 7                   | <8>                 | <8>                 | 9                   | 10                  | 11                  | 12                  | Wykonane blokady       |
| ------------------------------- | ---------------------------- | ------------------- | ------------------- | ------------------- | ------------------- | ------------------- | ------------------- | ------------------- | ------------------- | ------------------- | ------------------- | ------------------- | ------------------- | ------------------- | ---------------------- |
| Uchenna Agu and Joyce Agu       | Małżeństwo                   | 8.                  | 4.                  | 2.                  | 3.                  | 6.                  | 3.                  | 3.                  | 3.                  | 1.ƒ                 | 1.                  | 3.                  | 2.                  | 1.                  | Uchenna 6, Joyce 5     |
| Rob Mariano & Amber Brkich      | Zaręczeni                    | 3.                  | 1.                  | 5.                  | 1.                  | 5.                  | 2.                  | 1.                  | 1.                  | 3.                  | 3.                  | 1.>                 | 2.                  | 2.                  | Rob 6, Amber 6         |
| Ron Young & Kelly McCorkle      | Jeniec wojenny/Miss Karoliny | 10.                 | 2.                  | 4.                  | 4.                  | 2.                  | 1.                  | 2.                  | 2.                  | 2.                  | 4.                  | 2.<                 | 1.                  | 3.                  | Ron 6, Kelly 6         |
| Meredith Smith & Gretchen Smith | Małżeństwo/Emeryci           | 6.                  | 7.                  | 7.                  | 7.                  | 7.                  | 5.                  | 5.                  | 5.                  | 4.                  | 2.                  | 4.                  |                     |                     | Meredith 6, Gretchen 4 |
| Lynn Warren & Alex Ali          | Narzeczeni                   | 5.                  | 5.                  | 1.                  | 5.                  | 4.                  | 4.                  | 4.                  | 4.                  | 5.                  |                     |                     |                     |                     | Lynn 4, Alex 4         |
| Brian Smith & Greg Smith        | Bracia                       | 4.                  | 9.                  | 3.                  | 2.                  | 3.                  | 6.                  | 6.                  |                     |                     |                     |                     |                     |                     | Brian 3, Greg 3        |
| Ray Hosteau & Deana Shane       | Narzeczeni                   | 7.                  | 3.                  | 6.                  | 6.                  | 1.ƒ                 | 7.                  |                     |                     |                     |                     |                     |                     |                     | Ray 2, Deana 2         |
| Susan Vaughn & Patrick Vaughn   | Matka/Syn                    | 2.                  | 8.                  | 8.                  | 8.                  |                     |                     |                     |                     |                     |                     |                     |                     |                     | Susan 1, Patrick 2     |
| Debbie Cloyed and Bianca Smith  | Przyjaciółki                 | 1.                  | 6.                  | 9.                  |                     |                     |                     |                     |                     |                     |                     |                     |                     |                     | Debbie 2, Bianca 0     |
| Megan Baker & Heidi Heidel      | Współlokatorki               | 9.                  | 10.                 |                     |                     |                     |                     |                     |                     |                     |                     |                     |                     |                     | Megan 1, Heidi 0       |
| Ryan Phillips & Chuck Horton    | Przyjaciele                  | 11.                 |                     |                     |                     |                     |                     |                     |                     |                     |                     |                     |                     |                     | Ryan 0, Chuck 0        |

- Zespół oznaczony czerwonym kolorem został wyeliminowany w danym odcinku.
- zespół oznaczony niebieskim podkreślonym kolorem zajął ostatnie miejsce w odcinku nieeliminacyjnym. Para została zmuszona do oddania wszystkich posiadanych pieniędzy i rzeczy posiadanych w plecakach (poza dokumentami), a także nie otrzymała pieniędzy na starcie kolejnego etapu. Dodatkowo nie mogli zbierać pieniędzy przed startem kolejnego etapu
- Zielony znak ƒ przy miejscu zespołu oznacza wygrane zadanie Fast Forward. Jeśli znajduje się przy numerze odcinka, oznacza że Fast Foreward było dostępne, ale nie zostało użyte przez żaden zespół.
- Pomarańczowy znak „>” przy pozycji zespołu oznacza zespół, który użył sideł do spowolnienia innego zespołu. Znak „<” oznacza, kto został spowolniony. Oba znaki „<>” wokół numeru odcinka oznaczają, że sidła były dostępne, ale nie zostały użyte.

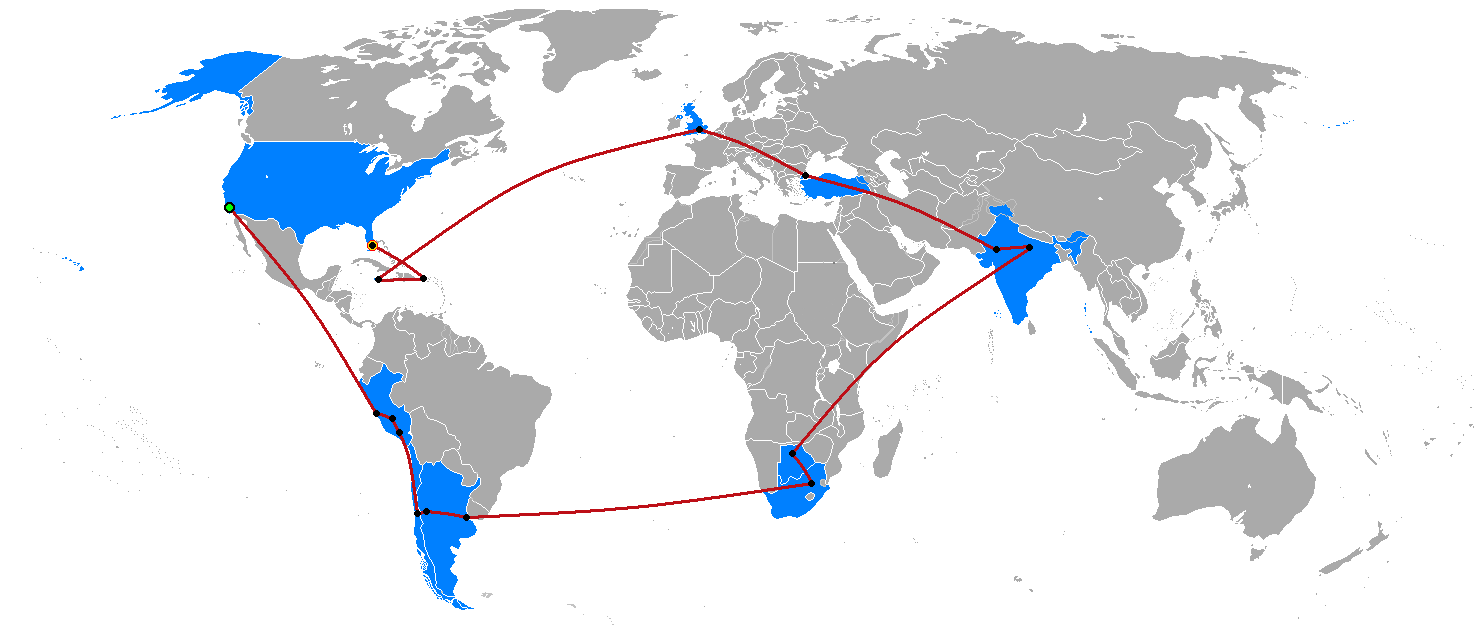
Trasa siódmej edycji

1. ↑  Odcinek ósmy był odcinkiem podwójnym, z dwoma blokadami i objazdami. Miejsca w pierwszej kolumnie pochodzą z półmetka odcinka. Przewijanie było dostępne w drugiej części i dotyczyło tylko jednej blokady oraz jednego objazdu. Sidła były dostępne przed pierwszą blokadą
2. ↑  Uchenna & Joyce nie dokończyli zadania na blokadzie, w związku z czym musieli wrócić i ją dokończyć. Nie wpłynęło to na ich pozycję końcową
3. 1 2 3  Rob, Meredith i Deana zrezygnowali z wykonania blokady, w związku z czym cała trójka otrzymała 4 godziny kary.
4. ↑  Meredith & Gretchen przeoczyli wskazówkę po zakończeniu blokady, w związku z czym musieli po nią wrócić. Rezultatem tego był spadek z czwartej na piątą pozycję

- Trasa:

Trasa liczyła 64 000 km i obejmowała 11 różnych państw.
| Państwa           | Sidła | Przewijanie | Objazd | Blokada | Meta |
| ----------------- | ----- | ----------- | ------ | ------- | ---- |
| Stany Zjednoczone | –     | –           | –      | 1       | 1    |
| Peru              | –     | –           | 1      | 1       | 1    |
| Chile             | –     | –           | 1      | –       | 1    |
| Argentyna         | 1     | –           | 2      | 2       | 2    |
| Południowa Afryka | –     | 1           | 1      | 1       | 1    |
| Botswana          | –     | –           | 2      | 2       | 2    |
| Indie             | 1     | 1           | 2      | 2       | 1    |
| Turcja            | –     | –           | 1      | 1       | 1    |
| Anglia            | 1     | –           | 1      | 1       | 1    |
| Jamajka           | –     | –           | 2      | 1       | 1    |
| Portoryko         | –     | –           | –      | –       | –    |

### Sezon 8: Family Edition (2005)
- Wyniki:

| Zawodnicy           | Związek                  | Pozycja (w odcinku) | Pozycja (w odcinku) | Pozycja (w odcinku) | Pozycja (w odcinku) | Pozycja (w odcinku) | Pozycja (w odcinku) | Pozycja (w odcinku) | Pozycja (w odcinku) | Pozycja (w odcinku) | Pozycja (w odcinku) | Pozycja (w odcinku) | Pozycja (w odcinku) | Pozycja (w odcinku) | Wykonane blokady                            |
| Zawodnicy           | Związek                  | <1>                 | 2                   | 3                   | 4                   | 5                   | 6ƒ                  | 7                   | 8                   | 9                   | 10                  | 10                  | 11                  | 11                  | Wykonane blokady                            |
| ------------------- | ------------------------ | ------------------- | ------------------- | ------------------- | ------------------- | ------------------- | ------------------- | ------------------- | ------------------- | ------------------- | ------------------- | ------------------- | ------------------- | ------------------- | ------------------------------------------- |
| Rodzina Linzów      | Rodzeństwo               | 9.                  | 2.                  | 2.                  | 3.                  | 4.                  | 2.                  | 3.                  | 2                   | 1.>                 | 3.                  | 2.                  | 2.                  | 1.                  | Nick 5, Alex 4, Megan 2, Tommy 4            |
| Rodzina Bransenów   | Ojciec i córki           | 7.                  | 6.                  | 1.                  | 1.                  | 3.                  | 3.                  | 5.                  | 4.                  | 2.                  | 1.                  | 1.                  | 1.                  | 2.                  | Wally 4, Beth 5, Lauren 4, Lindsay 2        |
| Rodzina Weaverów    | Wdowa i dzieci           | 3.                  | 1.                  | 5.                  | 5.                  | 2.                  | 5.<                 | 2.                  | 3.                  | 4.<                 | 2.                  | 3.                  | 3.                  | 3.                  | Linda 2, Rebecca 3, Rachel 2, Rolly 7       |
| Rodzina Godlewskich | Siostry                  | 1.                  | 3.                  | 4.                  | 4.                  | 6.                  | 4.                  | 1.                  | 1.                  | 3.                  | 4.                  | 4.                  |                     |                     | Michelle 4, Sharon 5, Christine 2, Tricia 2 |
| Rodzina Paolo       | Rodzice z dziećmi        | 6.                  | 8.                  | 6.                  | 2.                  | 1.ƒ                 | 1.>                 | 4.                  | 5.                  |                     |                     |                     |                     |                     | Tony 1, Marion 1, DJ 3, Brian 2             |
| Rodzina Gaghanów    | Rodzice z dziećmi        | 2.                  | 7.                  | 7.                  | 6.                  | 5.                  | 6.                  |                     |                     |                     |                     |                     |                     |                     | Bill 2, Tammy 2, Billy 1, Carissa 1         |
| Rodzina Schroederów | Ojciec, macocha i dzieci | 5.                  | 4.                  | 3.                  | 7.                  |                     |                     |                     |                     |                     |                     |                     |                     |                     | Mark 2, Char 0, Stassi 1, Hunter 1          |
| Rodzina Aiello      | Ojciec i zięciowie       | 8.                  | 5.                  | 8.                  |                     |                     |                     |                     |                     |                     |                     |                     |                     |                     | Tony 0, Kevin 0, Matt 1, David 2            |
| Rodzina Rogersów    | Rodzice z dziećmi        | 4.                  | 9.                  |                     |                     |                     |                     |                     |                     |                     |                     |                     |                     |                     | Denny 0, Renee 0, Brittney 1, Brock 0       |
| Rodzina Blacków     | Rodzice z dziećmi        | 10.                 |                     |                     |                     |                     |                     |                     |                     |                     |                     |                     |                     |                     | Reggie 0, Kim 0, Kenneth 0, Austin 0        |

- Zespół oznaczony czerwonym kolorem został wyeliminowany w danym odcinku.
- Zespół oznaczony niebieskim podkreślonym kolorem zajął ostatnie miejsce w odcinku nieeliminacyjnym. Zespół został zmuszony do oddania wszystkich posiadanych pieniędzy i rzeczy posiadanych w plecakach (poza dokumentami), a także nie otrzymała pieniędzy na starcie kolejnego etapu.
- Zielony znak ƒ przy miejscu zespołu oznacza wygrane zadanie Fast Forward. Jeśli znajduje się przy numerze odcinka, oznacza że Fast Foreward było dostępne, ale nie zostało użyte przez żaden zespół.
- Pomarańczowy znak „>” przy pozycji zespołu oznacza zespół, który użył sideł do spowolnienia innego zespołu. Znak „<” oznacza, kto został spowolniony. Oba znaki „<>” wokół numeru odcinka oznaczają, że sidła były dostępne, ale nie zostały użyte.

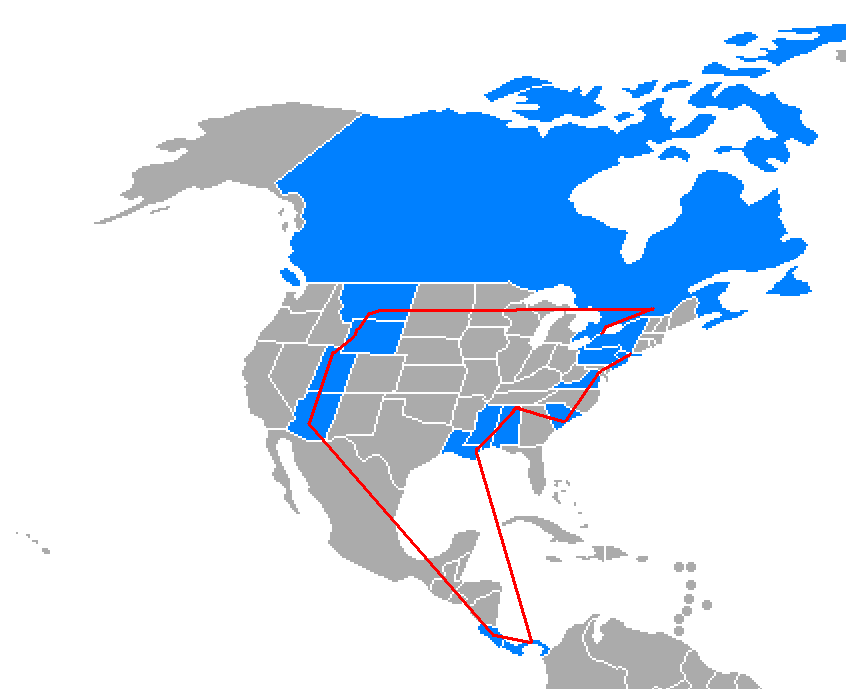
Trasa edycji rodzinnej

1. ↑  Podczas 3 i 10 etapu blokadę wykonywało po dwóch członków drużyny.
2. ↑  Dodatkowe zadanie na 4 etapie zostało przekazane zespołom jak blokada.
3. ↑  Odcinek dziesiąty był odcinkiem podwójnym, z dwoma blokadami i objazdami, pokazany jako dwa odrębne odcinki. Wyniki w pierwszej kolumnie dotyczą półmetka odcinka.
4. ↑  Odcinek jedenasty, podobnie jak dziesiąty był odcinkiem podwójnym, jednak w telewizji pokazany jako jeden dwugodzinny.
5. ↑  Rodzina Bransenów wygrała dodatkową konkurencję nazwaną The Final Amazing Challenge umieszczoną na stronie internetowej po zakończeniu odcinka finałowego.
6. ↑  Rodzina Weaverów nie została pokazana podczas wykonywania blokady. W wywiadzie zostało ujawnione, że ostatnią blokadę wykonywała Rebecca.

- Trasa:

Trasa liczyła 18 000 km i obejmowała 4 różne państwa.
| Państwa           | Sidła | Przewijanie | Objazd | Blokada | Meta |
| ----------------- | ----- | ----------- | ------ | ------- | ---- |
| Stany Zjednoczone | 2     | –           | 8      | 10      | 9    |
| Panama            | –     | 1           | 1      | 1       | 1    |
| Kostaryka         | 1     | 1           | 2      | 1       | 1    |
| Kanada            | –     | –           | 1      | 1       | –    |

### Sezon 9 (2006)
- Wyniki:

| Zawodnicy                                   | Związek                   | Pozycja (w odcinku) | Pozycja (w odcinku) | Pozycja (w odcinku) | Pozycja (w odcinku) | Pozycja (w odcinku) | Pozycja (w odcinku) | Pozycja (w odcinku) | Pozycja (w odcinku) | Pozycja (w odcinku) | Pozycja (w odcinku) | Pozycja (w odcinku) | Pozycja (w odcinku) | Pozycja (w odcinku) | Wykonane blokady   |
| Zawodnicy                                   | Związek                   | 1                   | 2                   | 3                   | 3                   | 4                   | 5                   | 6                   | 7                   | 8                   | 9                   | 10                  | 11                  | 12                  | Wykonane blokady   |
| ------------------------------------------- | ------------------------- | ------------------- | ------------------- | ------------------- | ------------------- | ------------------- | ------------------- | ------------------- | ------------------- | ------------------- | ------------------- | ------------------- | ------------------- | ------------------- | ------------------ |
| Brian Jeffrey „BJ” Averell & Tyler MacNiven | Przyjaciele               | 2.                  | 1.                  | 4.                  | 2.                  | 1.                  | 2.                  | 5.                  | 5.                  | 3.                  | 4.>                 | 1.ƒ                 | 1.                  | 1.                  | BJ 6, Tyler 5      |
| Eric Sanchez & Jeremy Ryan                  | Przyjaciele               | 1.                  | 2.                  | 1.                  | 1.                  | 2.                  | 1.                  | 1.ƒ                 | 4.                  | 1.                  | 2.                  | 2.                  | 2.                  | 2.                  | Eric 6, Jeremy 5   |
| Ray Whitty & Yolanda Brown-Moore            | Narzeczeni                | 7.                  | 5.                  | 3.                  | 7.                  | 7.                  | 6.                  | 3.                  | 3.                  | 4.                  | 1.                  | 3.                  | 3.                  | 3.                  | Ray 6, Yolanda 6   |
| Joseph Meadows & Monica Cayce               | Narzeczeni                | 6.                  | 3.                  | 8.                  | 6.                  | 3.                  | 3.                  | 2.                  | 2.                  | 2.                  | 3.<                 | 4.                  |                     |                     | Joseph 5, Monica 5 |
| Fran Lazarus & Barry Lazarus                | Małżeństwo od 40 lat      | 8.                  | 9.                  | 5.                  | 4.                  | 4.                  | 4.                  | 4.                  | 1.                  | 5.                  |                     |                     |                     |                     | Fran 4, Barry 4    |
| Lake Garner & Michelle Garner               | Małżeństwo                | 5.                  | 7.                  | 2.                  | 3.                  | 5.>                 | 5.                  | 6.                  |                     |                     |                     |                     |                     |                     | Lake 4, Michelle 2 |
| Dave Spiker & Lori Willems                  | Narzeczeni                | 4.                  | 4.                  | 9.                  | 5.                  | 6.                  | 7.                  |                     |                     |                     |                     |                     |                     |                     | Dave 3, Lori 2     |
| Danielle Turner & Dani Torchio              | Przyjaciele z dzieciństwa | 9.                  | 8.                  | 6.                  | 8.                  | 8.<                 |                     |                     |                     |                     |                     |                     |                     |                     | Danielle 1, Dani 3 |
| Wanda Lopez-Rochford & Desiree Cifr         | Matka/Córka               | 3.                  | 6.                  | 7.                  | 9.                  |                     |                     |                     |                     |                     |                     |                     |                     |                     | Wanda 1, Desiree 2 |
| Lisa Hinds & Joni Glaze                     | Siostry                   | 10.                 | 10.                 |                     |                     |                     |                     |                     |                     |                     |                     |                     |                     |                     | Lisa 0, Joni 1     |
| John Lowe & Scott Braginton-Smith           | Przyjaciele               | 11.                 |                     |                     |                     |                     |                     |                     |                     |                     |                     |                     |                     |                     | John 0, Scott 0    |

- Zespół oznaczony czerwonym kolorem został wyeliminowany w danym odcinku.
- Zespół oznaczony niebieskim podkreślonym kolorem zajął ostatnie miejsce w odcinku nieeliminacyjnym. Para została zmuszona do oddania wszystkich posiadanych pieniędzy i rzeczy posiadanych w plecakach (poza dokumentami), a także nie otrzymała pieniędzy na starcie kolejnego etapu. Dodatkowo nie mogli zbierać pieniędzy przed startem kolejnego etapu
- Zielony znak ƒ przy miejscu zespołu oznacza wygrane zadanie Fast Forward. Jeśli znajduje się przy numerze odcinka, oznacza że Fast Foreward było dostępne, ale nie zostało użyte przez żaden zespół.
- Pomarańczowy znak „>” przy pozycji zespołu oznacza zespół, który użył sideł do spowolnienia innego zespołu. Znak „<” oznacza, kto został spowolniony. Oba znaki „<>” wokół numeru odcinka oznaczają, że sidła były dostępne, ale nie zostały użyte.

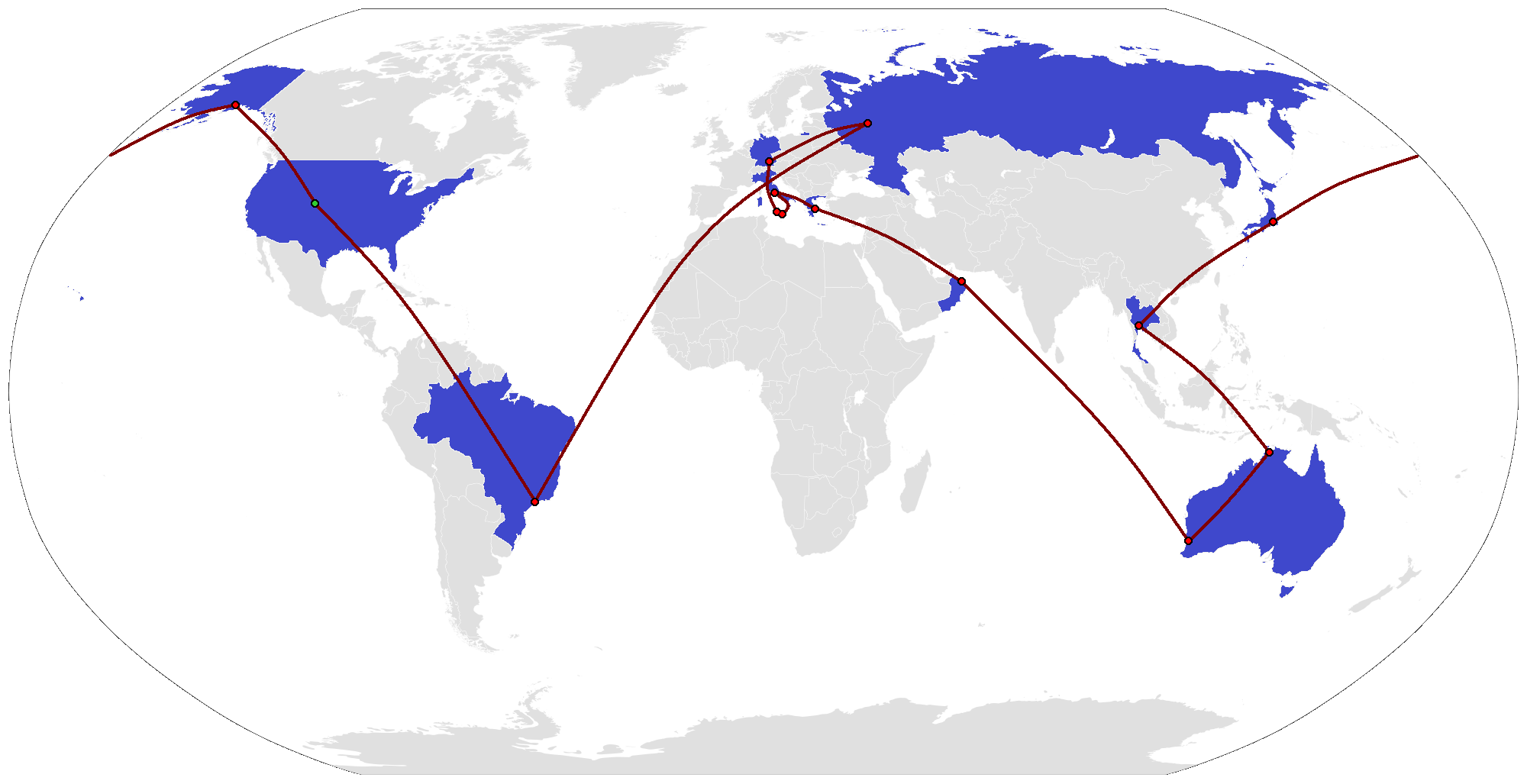
Trasa dziewiątej edycji

1. ↑  Odcinek trzeci był odcinkiem podwójnym, z dwoma blokadami i objazdami, pokazany jako dwa odrębne odcinki. Wyniki w pierwszej kolumnie dotyczą półmetka odcinka.
2. 1 2 3  Pary  Ray & Yolanda i BJ & Tyler, które przybyły na metę odcinka odpowiednio jako drudzy i piąci, otrzymały karę 15 minut za przejazd autobusem, zamiast tramwajem. W przypadku tych pierwszych spowodowało to spadek z drugiej na trzecią pozycję. Tę samą karę powinni otrzymać także Lake & Michelle, jednak zajęli ostatnie miejsce i zostali wyeliminowani.
3. ↑  W telewizji nie pokazano, kto wykonywał blokadę w ostatnim etapie. Zostało to ujawnione dzień po zakończeniu emisji.

- Trasa:

Trasa liczyła 95 000 km i obejmowała 10 różnych państw.
| Państwa           | Sidła | Przewijanie | Objazd | Blokada | Meta |
| ----------------- | ----- | ----------- | ------ | ------- | ---- |
| Stany Zjednoczone | –     | –           | 1      | 1       | 1    |
| Brazylia          | –     | –           | 2      | 1       | 2    |
| Rosja             | –     | –           | 1      | 1       | –    |
| Niemcy            | –     | –           | 1      | 1       | 1    |
| Włochy            | 1     | –           | 2      | 2       | 2    |
| Grecja            | –     | 1           | 1      | 1       | 1    |
| Oman              | –     | –           | 1      | 1       | 1    |
| Australia         | 1     | –           | 2      | 2       | 2    |
| Tajlandia         | –     | 1           | 1      | 1       | 1    |
| Japonia           | –     | –           | 1      | 1       | 1    |

### Sezon 10 (2006)
- Wyniki:

| Zawodnicy                                    | Związek           | Pozycja (w odcinku) | Pozycja (w odcinku) | Pozycja (w odcinku) | Pozycja (w odcinku) | Pozycja (w odcinku) | Pozycja (w odcinku) | Pozycja (w odcinku) | Pozycja (w odcinku) | Pozycja (w odcinku) | Pozycja (w odcinku) | Pozycja (w odcinku) | Pozycja (w odcinku) | Pozycja (w odcinku) | Wykonane blokady    |
| Zawodnicy                                    | Związek           | 1                   | 2                   | 3                   | <4>                 | 5                   | 6                   | 7                   | 8                   | 9                   | 9                   | 10                  | 11                  | 12                  | Wykonane blokady    |
| -------------------------------------------- | ----------------- | ------------------- | ------------------- | ------------------- | ------------------- | ------------------- | ------------------- | ------------------- | ------------------- | ------------------- | ------------------- | ------------------- | ------------------- | ------------------- | ------------------- |
| Tyler Denk & James Branaman                  | Modele            | 1.                  | 2.                  | 2.                  | 3.                  | 6.                  | 6.                  | 2.                  | 2.ƒ+                | 1.                  | 1.                  | 1.                  | 3.                  | 1.                  | Tyler 6, James 7    |
| Rob Diaz & Kimberly Chabolla                 | Narzeczeni        | 5.                  | 6.                  | 3.                  | 1.                  | 3.                  | 3.                  | 3.                  | 3.ƒ+                | 4.                  | 3.                  | 3.                  | 1.                  | 2.                  | Rob 6, Kimberly 6   |
| Lyn Turk & Karlyn Harris                     | Samotne matki     | 9.                  | 9.                  | 6.                  | 6.                  | 5.                  | 4.                  | 5.                  | 5.~                 | 3.                  | 4.                  | 2.<                 | 2.                  | 3.                  | Lyn 6, Karlyn 7     |
| Dustin Konzelman-Seltzer & Kandice Pelletier | Królowe piękności | 4.                  | 5.                  | 4.                  | 7.                  | 2.                  | 2.                  | 1.                  | 1.–                 | 2.                  | 2.                  | 4.>                 | 4.                  |                     | Dustin 6, Kandice 6 |
| Erwin Cho & Godwin Cho                       | Bracia            | 7.                  | 8.                  | 1.                  | 4.                  | 4.                  | 5.                  | 4.                  | 4.–                 | 5.                  | 5.                  |                     |                     |                     | Erwin 4, Godwin 5   |
| David Conley, Jr. & Mary Conley              | Górnik i żona     | 10.                 | 7.                  | 7.                  | 5.                  | 7.                  | 1.ƒ                 | 6.                  | 6.~                 |                     |                     |                     |                     |                     | David 4, Mary 2     |
| Peter Harsch & Sarah Reinertsen              | Byli narzeczeni   | 3.                  | 1.                  | 5.                  | 2.                  | 1.                  | 7.                  |                     |                     |                     |                     |                     |                     |                     | Peter 4, Sarah 2    |
| Tom Rock & Terry Cosentino                   | Narzeczeni        | 8.                  | 4.                  | 8.                  | 8.                  |                     |                     |                     |                     |                     |                     |                     |                     |                     | Tom 2, Terry 2      |
| Duke Marcoccio & Lauren Marcoccio            | Ojciec/Córka      | 2.                  | 3.                  | 9.                  |                     |                     |                     |                     |                     |                     |                     |                     |                     |                     | Duke 2, Lauren 1    |
| Kellie Patterson & Jamie Hill                | Cheerleaderki     | 6.                  | 10.                 |                     |                     |                     |                     |                     |                     |                     |                     |                     |                     |                     | Kellie 1, Jamie 1   |
| Vipul Patel & Arti Patel                     | Małżeństwo        | 11.                 |                     |                     |                     |                     |                     |                     |                     |                     |                     |                     |                     |                     | Vipul 1, Arti 0     |
| Bilal Abdul-Mani & Sa'eed Rudolph            | Przyjaciele       | 12.                 |                     |                     |                     |                     |                     |                     |                     |                     |                     |                     |                     |                     | Bilal 1, Sa'eed 0   |

- Zespół oznaczony czerwonym kolorem został wyeliminowany w danym odcinku.
- Zespół oznaczony niebieskim podkreślonym kolorem został „naznaczony eliminacją” za zajęcie ostatniego miejsca w odcinku nieeliminacyjnym. Oznaczało to, że w przypadku niewygrania kolejnego etapu para otrzyma 30 minutową karę.
- Zielony znak ƒ przy miejscu zespołu oznacza wygrane zadanie Fast Forward. Jeśli znajduje się przy numerze odcinka, oznacza że Fast Foreward było dostępne, ale nie zostało użyte przez żaden zespół.
- Pomarańczowy znak „>” przy pozycji zespołu oznacza zespół, który użył sideł do spowolnienia innego zespołu. Znak „<” oznacza, kto został spowolniony. Oba znaki „<>” wokół numeru odcinka oznaczają, że sidła były dostępne, ale nie zostały użyte.
- Pasujące do siebie symbole (czerwony +, limonkowy ~ oraz purpurowy –) oznaczają zespoły, które współpracowały ze sobą w ramach skrzyżowania

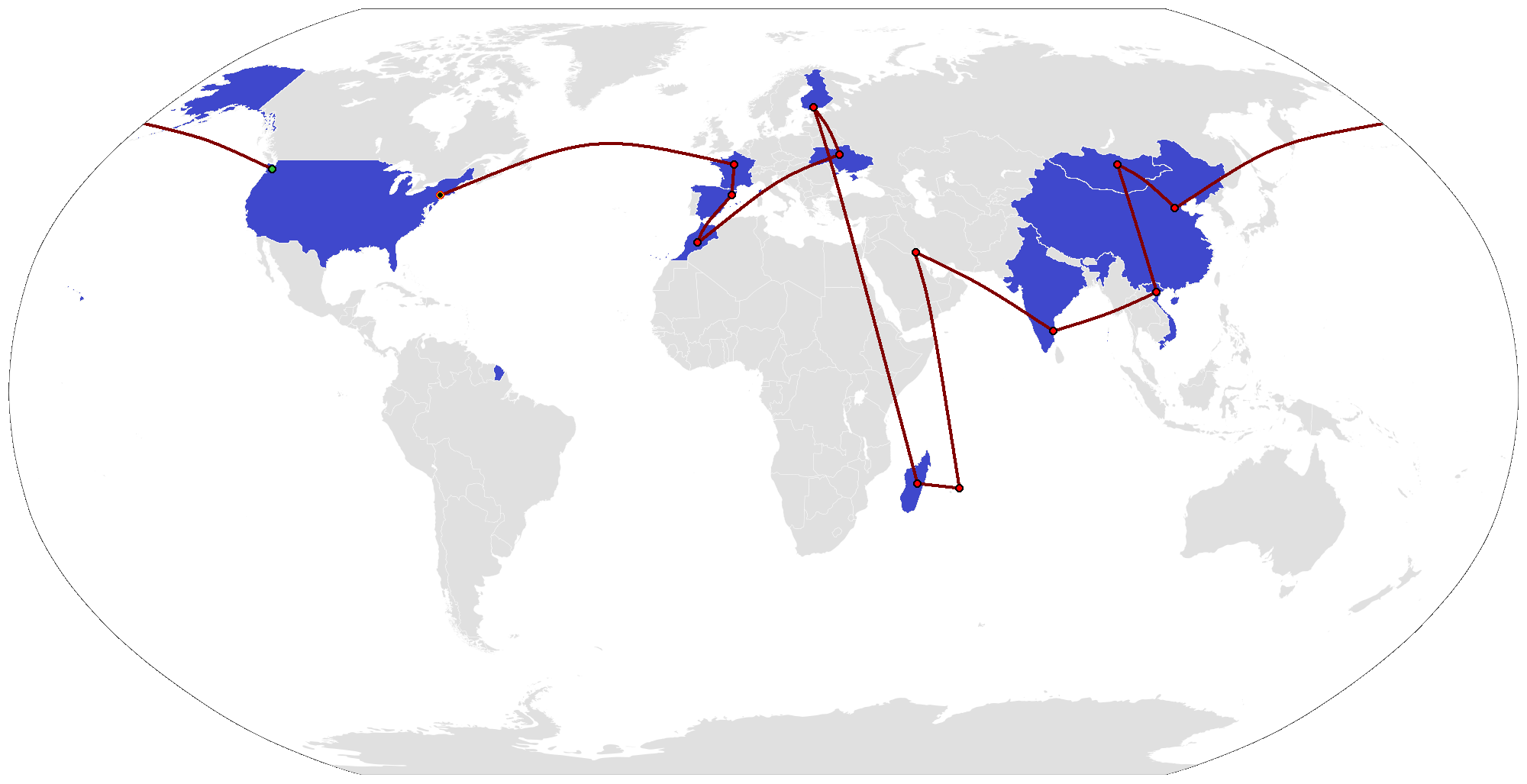
Trasa dziesiątej edycji

1. ↑  Etap siódmy zawierał niepokazaną w telewizji blokadę. Nie wiadomo, kto z par Erwin & Godwin i David & Mary wykonywał blokadę.
2. ↑  Tyler & James oraz Rob & Kimberly w ramach skrzyżowania mogli razem wykonać przewijanie i ominąć pozostałe zadania.
3. ↑  Etap 9 był odcinkiem podwójnym z dwoma blokadami i objazdami. Miejsce w pierwszej kolumnie pokazuje pozycję w połowie etapu.
4. ↑  Dustin & Kandice zajęły ostatnie miejsce w etapie, w związku z czym zostały wyeliminowane bez nakładania 30 minutowej kary za zajęcie ostatniego miejsca we wcześniejszym odcinku.
5. ↑  David & Mary wygrali etap, w związku z czym ich kara za zajęcie ostatniego miejsca w poprzednim odcinku nie została zastosowana.
6. ↑  David & Mary dotarli na metę na piątym miejscu, jednak z powodu ukończenia poprzedniego etapu na ostatnim miejscu i niewygraniu kolejnego etapu otrzymali karę 30 minut. W tym czasie na metę dotarła para Lyn & Karlyn, spychając ich na ostatnie miejsce.
7. ↑  Peter & Sarah zostali daleko w tyle. Ponieważ wszystkie zespoły dotarły na metę, gdy oni byli dopiero na objeździe, zostali oni poinstruowani by udać się na metę, gdzie zostali wyeliminowani.
8. ↑  Tom & Terry dotarli na metę na drugim miejscu, jednak otrzymali karę 30 minut z powodu przejazdu na motocyklach, które były zakazane z powodów bezpieczeństwa. Podczas oczekiwania na zakończenie kary do mety dotarły pary: Tyler & James, Rob & Kimberly, Dustin & Kandice, Peter & Sarah, Lyn & Karlyn oraz David & Mary, co spowodowało spadek pary Tom & Terry na miejsce ósme.
9. 1 2  Blokadę wykonywała Kelly, jednak nie była w stanie jej ukończyć. Para dotarła na metę na ostatnim miejscu i została wyeliminowana bez nakładania 4 godzinnej kary.
10. ↑  Bilal & Sa'eed zostali wyeliminowani w połowie etapu, co zostało zapowiedziane na starcie wyścigu.

- Trasa:

Trasa liczyła 64 000 km i obejmowała 13 różnych państw.
| Państwa           | Sidła | Przewijanie | Objazd | Blokada | Skrzyżowanie | Meta |
| ----------------- | ----- | ----------- | ------ | ------- | ------------ | ---- |
| Stany Zjednoczone | –     | –           | –      | –       | –            | 1    |
| Chiny             | –     | –           | 1      | 1       | –            | 1    |
| Mongolia          | –     | –           | 1      | 1       | –            | 1    |
| Wietnam           | 1     | –           | 2      | 2       | –            | 2    |
| Indie             | –     | –           | 1      | 1       | –            | 1    |
| Kuwejt            | –     | 1           | 1      | 1       | –            | 1    |
| Mauritius         | –     | –           | 1      | 1       | –            | 1    |
| Madagaskar        | –     | 1           | 1      | 1       | 1            | 1    |
| Finlandia         | –     | –           | 1      | 1       | –            | –    |
| Ukraina           | –     | –           | 1      | 1       | –            | 1    |
| Maroko            | 1     | –           | 1      | 1       | –            | 1    |
| Hiszpania         | –     | –           | 1      | 1       | –            | 1    |
| Francja           | –     | –           | 1      | 1       | –            | –    |

### Sezon 11: All-Stars (2007)
- Wyniki:

| Sezon | Zawodnicy                                    | Związek            | Pozycja (w odcinku) | Pozycja (w odcinku) | Pozycja (w odcinku) | Pozycja (w odcinku) | Pozycja (w odcinku) | Pozycja (w odcinku) | Pozycja (w odcinku) | Pozycja (w odcinku) | Pozycja (w odcinku) | Pozycja (w odcinku) | Pozycja (w odcinku) | Pozycja (w odcinku) | Pozycja (w odcinku) | Wykonane blokady    |
| Sezon | Zawodnicy                                    | Związek            | 1                   | 2                   | 3                   | 4                   | 5                   | 6                   | 7                   | 8                   | 9                   | 10                  | 11                  | 12                  | 13                  | Wykonane blokady    |
| ----- | -------------------------------------------- | ------------------ | ------------------- | ------------------- | ------------------- | ------------------- | ------------------- | ------------------- | ------------------- | ------------------- | ------------------- | ------------------- | ------------------- | ------------------- | ------------------- | ------------------- |
| 9     | Eric Sanchez & Danielle Turner               | Narzeczeni         | 4.                  | 4.                  | 3.                  | 2.                  | 6.                  | 5.                  | 5.                  | 5.+                 | 3.<                 | 4.                  | 3.<                 | 2.                  | 1.                  | Eric 6, Danielle 6  |
| 10    | Dustin Konzelman-Seltzer & Kandice Pelletier | Królowe piękności  | 6.                  | 6.                  | 4.                  | 5.                  | 2.                  | 4.                  | 1.                  | 3.~                 | 1.>                 | 2.                  | 1.                  | 1.                  | 2.                  | Dustin 5, Kandice 5 |
| 5     | Charla Faddoul & Mirna Hindoyan              | Kuzynki            | 8.                  | 8.                  | 8.                  | 7.                  | 1.                  | 1.                  | 4.                  | 4.~                 | 2.                  | 3.                  | 2.                  | 3.                  | 3.                  | Charla 6, Mirna 5   |
| 2     | Oswald Mendez & Danny Jimenez                | Przyjaciele        | 2.                  | 2.                  | 5.                  | 1.                  | 4.                  | 2.                  | 2.                  | 1.–ƒ                | 4.                  | 1.ƒ                 | 4.>                 | 4.                  |                     | Oswald 4, Danny 4   |
| 7     | Uchenna Agu & Joyce Agu                      | Małżeństwo         | 7.                  | 5.                  | 2.                  | 6.                  | 7.                  | 3.                  | 3.                  | 1.–ƒ                | 5.                  |                     |                     |                     |                     | Uchenna 3, Joyce 3  |
| 1     | Joe Baldassare & Bill Bartek                 | Partnerzy życiowi  | 5.                  | 3.                  | 7.                  | 4.                  | 5.                  | 6.                  | 6.                  | 6.+                 |                     |                     |                     |                     |                     | Joe 2, Bill 4       |
| 3     | Teri Pollack & Ian Pollack                   | Małżeństwo         | 3.                  | 7.                  | 6.                  | 3.                  | 3.                  | 7.                  |                     |                     |                     |                     |                     |                     |                     | Teri 2, Ian 3       |
| 7     | Rob Mariano & Amber Brkich-Mariano           | Nowożeńcy          | 1.                  | 1.                  | 1.                  | 8.                  |                     |                     |                     |                     |                     |                     |                     |                     |                     | Rob 1, Amber 2      |
| 10    | David Conley, Jr. & Mary Conley              | Górnik i żona      | 9.                  | 9.                  | 9.                  |                     |                     |                     |                     |                     |                     |                     |                     |                     |                     | David 1, Mary 1     |
| 1     | Kevin O'Connor & Andrew „Drew” Feinberg      | Członkowie bractwa | 10.                 | 10.                 |                     |                     |                     |                     |                     |                     |                     |                     |                     |                     |                     | Kevin 1, Drew 0     |
| 3     | John Vito Pietanza & Jill Aquilino           | Byli narzeczeni    | 11.                 |                     |                     |                     |                     |                     |                     |                     |                     |                     |                     |                     |                     | John Vito 0, Jill 0 |

- Zespół oznaczony czerwonym kolorem został wyeliminowany w danym odcinku.
- Zespół oznaczony niebieskim podkreślonym kolorem został „naznaczony eliminacją” za zajęcie ostatniego miejsca w odcinku nieeliminacyjnym. Oznaczało to, że w przypadku niewygrania kolejnego etapu para otrzyma 30 minutową karę.
- Zielony znak ƒ przy miejscu zespołu oznacza wygrane zadanie Fast Forward. Jeśli znajduje się przy numerze odcinka, oznacza że Fast Foreward było dostępne, ale nie zostało użyte przez żaden zespół.
- Pomarańczowy znak „>” przy pozycji zespołu oznacza zespół, który użył sideł do spowolnienia innego zespołu. Znak „<” oznacza, kto został spowolniony. Oba znaki „<>” wokół numeru odcinka oznaczają, że sidła były dostępne, ale nie zostały użyte.
- Pasujące do siebie symbole (czerwony +, limonkowy ~ oraz purpurowy –) oznaczają zespoły, które współpracowały ze sobą w ramach skrzyżowania

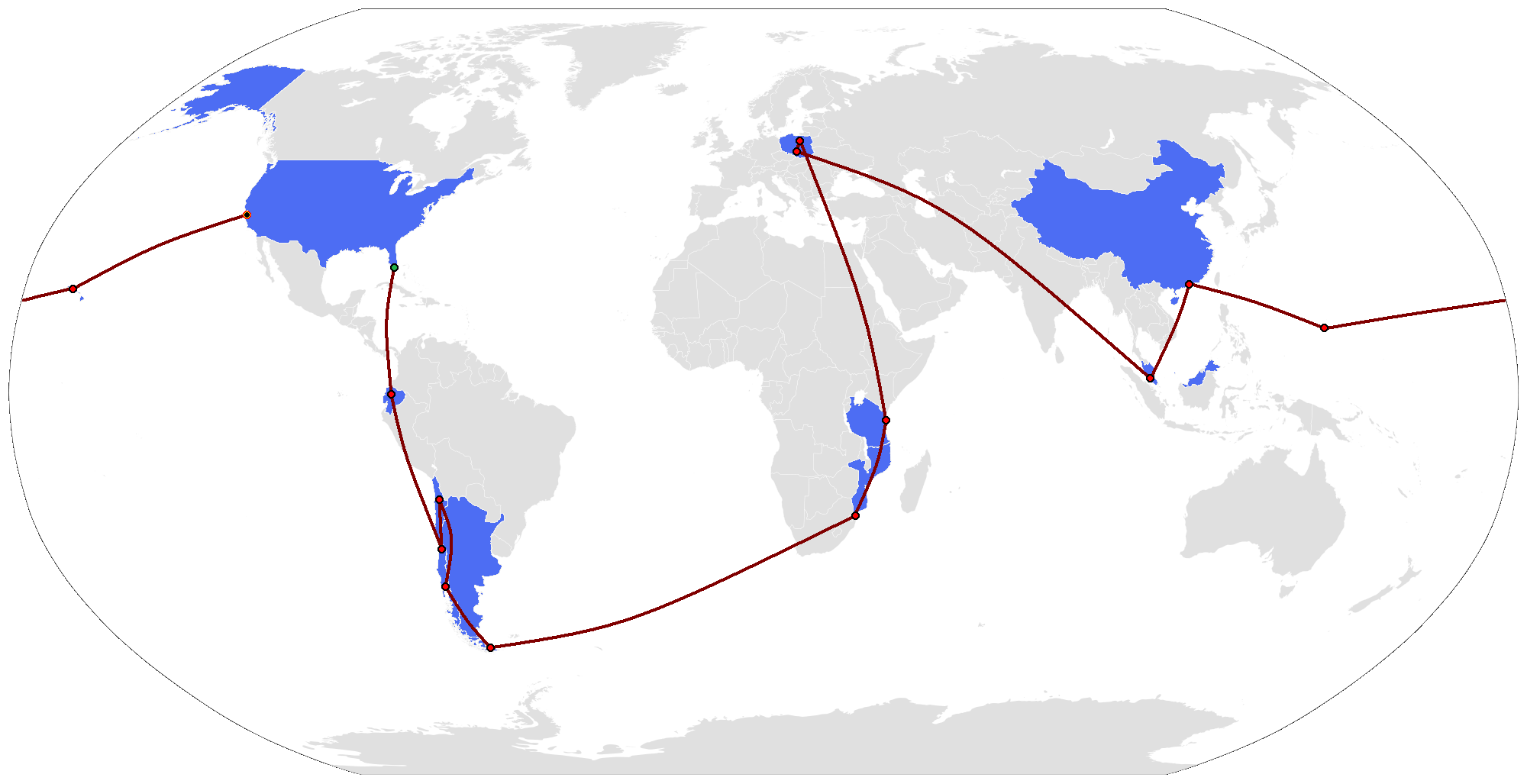
Trasa edycji All-Stars

1. ↑  Dwa odcinki zawierały niepokazaną w telewizji blokadę.
2. ↑  Uchenna & Joyce oraz Oswald & Danny w związku ze skrzyżowaniem mogli razem wykonać przewijanie.
3. ↑  Eric Sanchez & Danielle Turner w sezonie 9 występowali w różnych parach. Eric startował w parze ze swoim przyjacielem Jeremym Ryanem, natomiast Danielle ze swoją przyjaciółką z dzieciństwa Danielle „Dani” Torchio.
4. ↑  Eric & Danielle otrzymali karę 30 minut za niewygranie etapu, co spowodowało ich spadek z drugiej na trzecią pozycję.
5. ↑  Dustin & Kandice ominęły wskazówkę dotyczącą objazdu, po którą musiały wrócić. Nie miało to wpływu na ich pozycję.
6. ↑  Oswald & Danny nie otrzymali kary 30 minut za niewygranie etapu z powodu zajęcia ostatniej pozycji na poprzednim etapie. Na kolejnym etapie dotarli także na końcu i zostali wyeliminowani.
7. ↑  Uchenna & Joyce otrzymali karę 30 minut z powodu niezajęcia pierwszego miejsca w etapie. Nie miało to wpływu na ich pozycję.
8. ↑  Uchenna & Joyce spóźnili się na samolot, w związku z czym rozpoczęli wykonywanie zadań, dopiero gdy pozostali byli już na mecie, co nie zostało pokazane w telewizji. Ostatnią blokadę wykonywał Joyce.
9. ↑  Joe & Bill otrzymali karę 30 minut za niewygranie etapu. Spowodowało to ich spadek z piątego na szóste miejsce i eliminację.
10. ↑  W sezonie siódmym występowali jako „Zaręczeni”.
11. ↑  W sezonie trzecim występowali jako „Narzeczeni”

- Trasa:

Trasa liczyła 72 000 km i obejmowała 11 różnych państw.
| Państwa                 | Sidła | Przewijanie | Objazd | Blokada | Skrzyżowanie | Meta |
| ----------------------- | ----- | ----------- | ------ | ------- | ------------ | ---- |
| Stany Zjednoczone       | –     | –           | 1      | 1       | –            | 1    |
| Ekwador                 | –     | –           | 1      | –       | –            | 1    |
| Chile                   | –     | –           | 3      | 2       | –            | 2    |
| Argentyna               | –     | –           | –      | 1       | –            | 1    |
| Mozambik                | –     | –           | 1      | 1       | –            | 1    |
| Tanzania/ Zanzibar      | –     | –           | 1      | 1       | –            | 1    |
| Polska                  | –     | 1           | 2      | 2       | 1            | 2    |
| Malezja                 | 1     | –           | 1      | 1       | –            | 1    |
| Chiny/ Hongkong         | –     | 1           | 1      | 1       | –            | 1    |
| Chiny/ Makau            | 1     | –           | 1      | 1       | –            | 1    |
| Stany Zjednoczone/ Guam | –     | –           | 1      | 1       | –            | 1    |

### Sezon 12 (2007-2008)
- Wyniki:

| Zawodnicy                         | Związek         | Pozycja (w odcinku) | Pozycja (w odcinku) | Pozycja (w odcinku) | Pozycja (w odcinku) | Pozycja (w odcinku) | Pozycja (w odcinku) | Pozycja (w odcinku) | Pozycja (w odcinku) | Pozycja (w odcinku) | Pozycja (w odcinku) | Pozycja (w odcinku) | Wykonane blokady      |
| Zawodnicy                         | Związek         | 1                   | 2                   | 3                   | 4                   | 5ƒ                  | 6                   | 7                   | 8                   | 9                   | 10                  | 11                  | Wykonane blokady      |
| --------------------------------- | --------------- | ------------------- | ------------------- | ------------------- | ------------------- | ------------------- | ------------------- | ------------------- | ------------------- | ------------------- | ------------------- | ------------------- | --------------------- |
| TK Erwin & Rachel Rosales         | Narzeczeni      | 3.                  | 6.                  | 2.                  | 7.                  | 1.                  | 4.                  | 4.                  | 1.                  | 4.                  | 2.                  | 1.                  | TK 5, Rachel 6        |
| Ronald "Ron" Hsu & Christina Hsu  | Ojciec/Córka    | 7.                  | 9.                  | 5.                  | 3.                  | 3.                  | 1.                  | 3.                  | 3.                  | 1.                  | 1.                  | 2.                  | Ronald 5, Christina 6 |
| Nicolas Fulks & Donald Jerousek   | Wnuk/Dziadek    | 5.                  | 8.                  | 6.                  | 4.                  | 6.                  | 5.                  | 1.ƒ                 | 2.                  | 3.                  | 3.                  | 3.                  | Nicolas 6, Donald 4   |
| Nathan Hagstrom & Jennifer Parker | Narzeczeni      | 10.                 | 2.                  | 3.                  | 2.                  | 5.                  | 3.                  | 2.                  | 4.                  | 2.                  | 4.                  |                     | Nathan 5, Jennifer 5  |
| Kynt Cothron & Vyxsin Fiala       | Narzeczeni/Goci | 2.                  | 4.                  | 4.                  | 5.                  | 2.                  | 2.                  | 5.                  | 5.⊃                 |                     |                     |                     | Kynt 4, Vyxsin 4      |
| Azaria Azene & Hendekea Azene     | Brat/Siostra    | 1.                  | 5.                  | 1.                  | 1.                  | 4.                  | 6.                  |                     |                     |                     |                     |                     | Azaria 4, Hendekea 2  |
| Shana Wall & Jennifer McCall      | Przyjaciółki    | 6.                  | 3.                  | 7.                  | 6.⊃                 | 7.                  |                     |                     |                     |                     |                     |                     | Shana 3, Jennifer 2   |
| Lorena Segura & Jason Widener     | Narzeczeni      | 4.                  | 1.                  | 8.                  | 8.⊂                 |                     |                     |                     |                     |                     |                     |                     | Lorena 1, Jason 3     |
| Marianna Ruiz & Julia Ruiz        | Siostry         | 9.                  | 7.                  | 9.                  |                     |                     |                     |                     |                     |                     |                     |                     | Marianna 2, Julia 1   |
| Kate Lewis & Pat Hendrickson      | Małżeństwo      | 8.                  | 10.                 |                     |                     |                     |                     |                     |                     |                     |                     |                     | Kate 2, Pat 0         |
| Ari Bonias & Staella Gianakkos    | Przyjaciele     | 11.                 |                     |                     |                     |                     |                     |                     |                     |                     |                     |                     | Ari 0, Staella 1      |

- Zespół oznaczony czerwonym kolorem został wyeliminowany w danym odcinku.
- zespół oznaczony niebieskim podkreślonym kolorem został „naznaczony eliminacją” za zajęcie ostatniego miejsca w odcinku nieeliminacyjnym. Oznaczało to, że w przypadku niewygrania kolejnego etapu para otrzyma 30 minutową karę
- Zielony znak ƒ przy miejscu zespołu oznacza wygrane zadanie Fast Forward. Jeśli znajduje się przy numerze odcinka, oznacza że Fast Foreward było dostępne, ale nie zostało użyte przez żaden zespół.
- Brązowy znak „⊃” przy pozycji zespołu oznacza zespół, który użył nawrotu do spowolnienia innego zespołu. Znak „⊂” oznacza, kto został spowolniony. Oba znaki „⊂⊃” wokół numeru odcinka oznaczają, że nawrót był dostępny, ale nie został użyty.

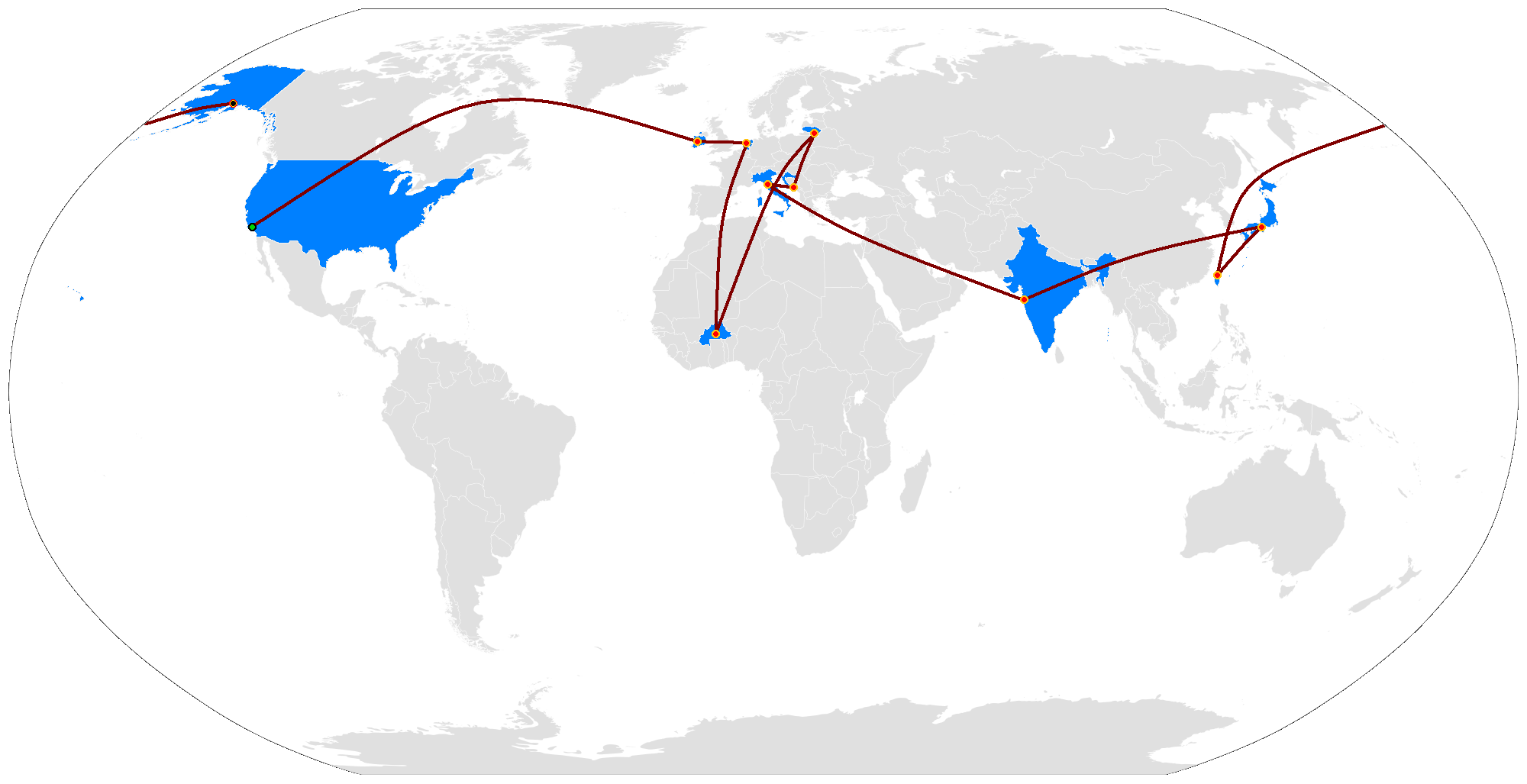
Trasa dwunastej edycji

1. ↑  Nathan & Jennifer użyli niewłaściwego środka transportu na metę po wykonaniu objazdu. Musieli wrócić i przyjechać taksówką, w związku z czym spadli z drugiej na trzecią pozycję.
2. ↑  Kynt Cothron został zaproszony do osiemnastej edycji Unfinished Business, gdzie występował pod swoim prawdziwym imieniem i nazwiskiem Kent Kaliber.
3. ↑  Kynt & Vyxsin użyli nawrotu na parze Nicolas & Donald, którzy byli przed nimi. Nawrót nie miał wpływu na dalszy wyścig.

- Trasa:

Trasa liczyła 48 000 km i obejmowała 10 różnych państw.
| Państwa           | Nawrót | Próg zwalniający | Przewijanie | Objazd | Blokada | Meta |
| ----------------- | ------ | ---------------- | ----------- | ------ | ------- | ---- |
| Stany Zjednoczone | –      | –                | –           | 1      | 1       | 1    |
| Irlandia          | –      | –                | –           | –      | 1       | 1    |
| Holandia          | –      | –                | –           | 1      | 1       | 1    |
| Burkina Faso      | 1      | –                | –           | 2      | 2       | 2    |
| Litwa             | –      | –                | 1           | 1      | 1       | 1    |
| Chorwacja         | –      | –                | –           | 1      | 1       | 1    |
| Włochy            | –      | –                | 1           | 1      | 1       | 1    |
| Indie             | 1      | 1                | –           | 1      | 1       | 1    |
| Japonia           | –      | –                | –           | 1      | 1       | 1    |
| Tajwan            | –      | 1                | –           | 1      | 1       | 1    |

### Sezon 13 (2008)
- Wyniki:

| Zawodnicy                              | Związek                 | Pozycja (w odcinku) | Pozycja (w odcinku) | Pozycja (w odcinku) | Pozycja (w odcinku) | Pozycja (w odcinku) | Pozycja (w odcinku) | Pozycja (w odcinku) | Pozycja (w odcinku) | Pozycja (w odcinku) | Pozycja (w odcinku) | Pozycja (w odcinku) | Wykonane blokady       |
| Zawodnicy                              | Związek                 | 1                   | 2                   | ⊂3⊃                 | 4                   | 5                   | 6                   | 7                   | 8                   | ⊂9⊃                 | 10                  | 11                  | Wykonane blokady       |
| -------------------------------------- | ----------------------- | ------------------- | ------------------- | ------------------- | ------------------- | ------------------- | ------------------- | ------------------- | ------------------- | ------------------- | ------------------- | ------------------- | ---------------------- |
| Nick Spangler & Emily "Starr" Spangler | Brat/Siostra            | 1.                  | 6.                  | 6.                  | 5.                  | 1.                  | 1.                  | 1.                  | 1.ƒ                 | 3.                  | 1.                  | 1.                  | Nick 5, Starr 3        |
| Ken Greene & Tina Greene               | Małżeństwo w separacji  | 2.                  | 1.                  | 1.                  | 1.ƒ                 | 4.                  | 6.                  | 4.                  | 3.                  | 2.                  | 3.                  | 2.                  | Ken 4, Tina 4          |
| Andrew Lappitt & Dan Honig             | Członkowie bractwa      | 7.                  | 8.                  | 7.                  | 6.                  | 6.                  | 5.                  | 5.                  | 4.                  | 4.                  | 2.                  | 3.                  | Andrew 6, Dan 3        |
| Toni Imbimbo & Dallas Imbimbo          | Matka/Syn               | 6.                  | 5.                  | 2.                  | 4.                  | 2.                  | 3.                  | 2.                  | 2.                  | 1.                  | 4.                  |                     | Toni 4, Dallas 5       |
| Terence Gerchberg & Sarah Leshner      | Narzeczeni              | 3.                  | 3.                  | 3.                  | 2.                  | 3.                  | 4.                  | 3.                  | 5.                  |                     |                     |                     | Terence 3, Sarah 4     |
| Kelly Crabb & Christy Cook             | Rozwódki                | 5.                  | 7.                  | 8.                  | 3.                  | 5.                  | 2.                  | 6.                  |                     |                     |                     |                     | Kelly 3, Christy 3     |
| Aja Benton and Ty White                | Narzeczeni na odległość | 8.                  | 4.                  | 5.                  | 7.                  | 7.                  |                     |                     |                     |                     |                     |                     | Kelly 3, Christy 3     |
| Marisa Axelrod & Brooke Jackson        | Southern Belle          | 10.                 | 9.                  | 4.                  | 8.                  |                     |                     |                     |                     |                     |                     |                     | Marisa 2, Brooke 1     |
| Mark Yturralde & Bill Kahler           | Przyjaciele             | 4.                  | 2.                  | 9.                  |                     |                     |                     |                     |                     |                     |                     |                     | Mark 1, Bill 1         |
| Anthony Marotta & Stephanie Kacandes   | Narzeczeni              | 8.                  | 10.                 |                     |                     |                     |                     |                     |                     |                     |                     |                     | Anthony 1, Stephanie 0 |
| Anita Jones & Arthur Jones             | Małżeństwo pszczelarzy  | 11.                 |                     |                     |                     |                     |                     |                     |                     |                     |                     |                     | Anita 0, Arthur 0      |

- Zespół oznaczony czerwonym kolorem został wyeliminowany w danym odcinku.
- Zespół oznaczony niebieskim podkreślonym kolorem zajął ostatnie miejsce w odcinku nieeliminacyjnym. Podczas kolejnego etapu para musiała wykonać próg zwalniający.
- Zielony znak ƒ przy miejscu zespołu oznacza wygrane zadanie Fast Forward. Jeśli znajduje się przy numerze odcinka, oznacza że Fast Foreward było dostępne, ale nie zostało użyte przez żaden zespół.
- Brązowy znak „⊃” przy pozycji zespołu oznacza zespół, który użył nawrotu do spowolnienia innego zespołu. Znak „⊂” oznacza, kto został spowolniony. Oba znaki „⊂⊃” wokół numeru odcinka oznaczają, że nawrót był dostępny, ale nie został użyty.

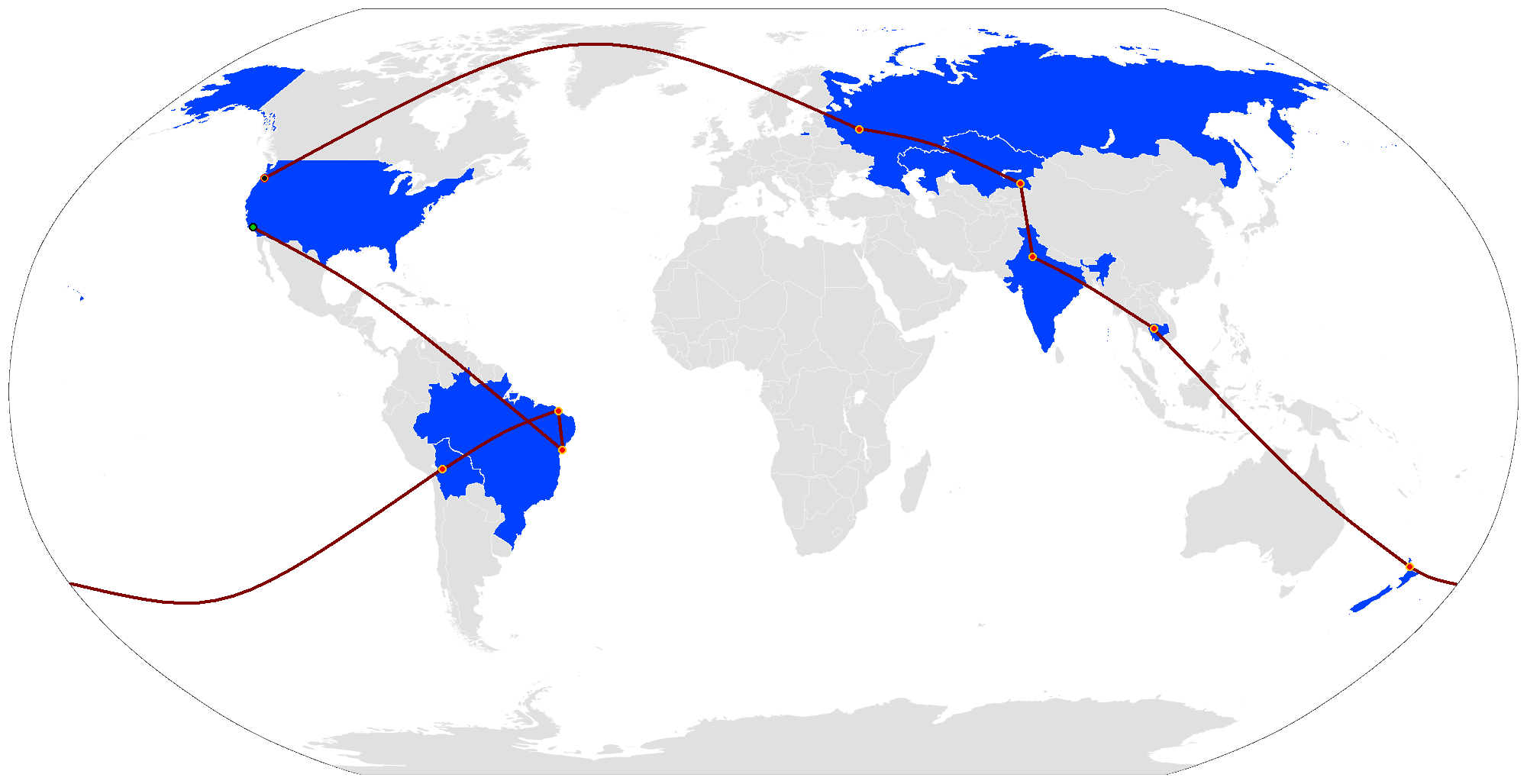
Trasa trzynastej edycji

1. ↑  Ken & Tina dotarli na metę omijając wskazówkę kierującą ich tam po zakończeniu objazdu. Musieli po nią wrócić i ponownie udać się na metę. Nie miało to wpływu na ich pozycję.
2. ↑  Andrew & Dan przyjechali na metę taksówką po wykonaniu objazdu. Musieli wrócić na koniec objazdu i udać się pieszo. Nie miało to wpływu na ich pozycję.
3. ↑  Toni & Dallas nie otrzymali wskazówki dotyczącej zadania na objeździe z powodu przejazdu metrem zamiast taksówką. Musieli udać się ponownie na koniec blokady i dotrzeć do objazdu zgodnie ze wskazówką by kontynuować wyścig. Spowodowało to ich spadek na ostatnie miejsce i w konsekwencji eliminację jeszcze podczas wykonywania zadania.
4. ↑  Terence & Sarah otrzymali 30 minutową karę za przekroczenie prędkości na etapie. Kara została nałożona na starcie kolejnego odcinka, przez co wyruszyli po parach Ken & Tina i Kelly & Christy
5. ↑  Mark & Bill otrzymali 30 minutową karę za przejazd taksówką, zamiast udać się pieszo jak kazała wskazówka na zadanie z objazdu. Spowodowało to ich spadek z ósmej na dziewiątą pozycję i eliminację.

- Trasa:

Trasa liczyła 64 000 km i obejmowała 8 różnych państw.
| Państwa           | Nawrót | Próg zwalniający | Przewijanie | Objazd | Blokada | Meta |
| ----------------- | ------ | ---------------- | ----------- | ------ | ------- | ---- |
| Stany Zjednoczone | –      | –                | –           | 1      | –       | 1    |
| Brazylia          | –      | –                | –           | 2      | 1       | 2    |
| Boliwia           | 1      | –                | –           | 1      | 1       | 1    |
| Nowa Zelandia     | –      | –                | 1           | 1      | 1       | 1    |
| Kambodża          | –      | –                | –           | 1      | 1       | 1    |
| Indie             | –      | 1                | –           | 2      | 2       | 2    |
| Kazachstan        | –      | –                | 1           | 1      | 1       | 1    |
| Rosja             | 1      | 1                | –           | 2      | 2       | 2    |

### Sezon 14 (2009)
- Wyniki:

| Zawodnicy                                        | Związek                | Pozycja (w odcinku) | Pozycja (w odcinku) | Pozycja (w odcinku) | Pozycja (w odcinku) | Pozycja (w odcinku) | Pozycja (w odcinku) | Pozycja (w odcinku) | Pozycja (w odcinku) | Pozycja (w odcinku) | Pozycja (w odcinku) | Pozycja (w odcinku) | Pozycja (w odcinku) | Wykonane blokady      |
| Zawodnicy                                        | Związek                | 1                   | 2                   | 3                   | 4                   | 5                   | 6                   | 7ƒ                  | 8                   | 9                   | 10                  | 10                  | 11                  | Wykonane blokady      |
| ------------------------------------------------ | ---------------------- | ------------------- | ------------------- | ------------------- | ------------------- | ------------------- | ------------------- | ------------------- | ------------------- | ------------------- | ------------------- | ------------------- | ------------------- | --------------------- |
| Tamara Tien-Jan "Tammy" Jih & Victor Jih         | Rodzeństwo/Prawnicy    | 2.                  | 1.                  | 8.                  | 3.                  | 2.                  | 1.                  | 1.                  | 3.                  | 2.                  | 3.                  | 1.⊃                 | 1.                  | Tammy 5, Victor 6     |
| Jaime Edmondson & Cara Rosenthal                 | Byle cheerleaderki NFL | 7.                  | 6.                  | 7.                  | 5.                  | 3.                  | 5.                  | 2.                  | 2.                  | 4.                  | 1.                  | 3.                  | 2.                  | Jaime 6, Cara 5       |
| Margie Adams & Luke Adams                        | Matka/Syn              | 1.                  | 4.                  | 4.                  | 4.⊃                 | 1.                  | 4.                  | 4.                  | 1.                  | 3.                  | 2.                  | 2.                  | 3.                  | Margie 5, Luke 6      |
| LaKisha "Kisha" Hoffman & Jennifer "Jen" Hoffman | Siostry                | 8.                  | 7.                  | 3.                  | 2.                  | 6.                  | 3.                  | 5.                  | 4.                  | 1.                  | 4.                  | 4.⊂                 |                     | Kisha 5, Jen 5        |
| Mark Munoz & Michael Munoz                       | Bracia/Kaskaderzy      | 3.                  | 8.                  | 5.                  | 7.                  | 5.                  | 6.                  | 3.                  | 5.                  | 5.                  |                     |                     |                     | Mark 5, Michael 3     |
| Mel White & Mike White                           | Ojciec/Syn             | 4.                  | 2.                  | 1.                  | 6.                  | 4.                  | 2.                  | 6.                  |                     |                     |                     |                     |                     | Mel 3, Mike 3         |
| Christie Volkmer & Jodi Wincheski                | Stewardesy             | 10.                 | 9.                  | 6.                  | 1.                  | 7.                  | 7.                  |                     |                     |                     |                     |                     |                     | Christie 3, Jodi 3    |
| Amanda Blackledge & Kris Klicka                  | Narzeczeni             | 5.                  | 3.                  | 2.                  | 8.⊂                 |                     |                     |                     |                     |                     |                     |                     |                     | Amanda 1, Kris 3      |
| Brad Hunt & Victoria Hunt                        | Małżeństwo             | 6.                  | 5.                  | 9.                  |                     |                     |                     |                     |                     |                     |                     |                     |                     | Brad 0, Victoria 3    |
| Steve Cole & Linda Cole                          | Małżeństwo             | 9.                  | 10.                 |                     |                     |                     |                     |                     |                     |                     |                     |                     |                     | Steve 1, Linda 1      |
| Preston McCamy & Jennifer Hopka                  | Narzeczeni             | 11.                 |                     |                     |                     |                     |                     |                     |                     |                     |                     |                     |                     | Preston 1, Jennifer 0 |

- Zespół oznaczony czerwonym kolorem został wyeliminowany w danym odcinku.
- Zespół oznaczony niebieskim podkreślonym kolorem zajął ostatnie miejsce w odcinku nieeliminacyjnym. Podczas kolejnego etapu para musiała wykonać próg zwalniający.
- Zielony znak ƒ przy miejscu zespołu oznacza wygrane zadanie Fast Forward. Jeśli znajduje się przy numerze odcinka, oznacza że Fast Foreward było dostępne, ale nie zostało użyte przez żaden zespół.
- Brązowy znak „⊃” przy pozycji zespołu oznacza zespół, który użył nawrotu do spowolnienia innego zespołu. Znak „⊂” oznacza, kto został spowolniony. Oba znaki „⊂⊃” wokół numeru odcinka oznaczają, że nawrót był dostępny, ale nie został użyty.

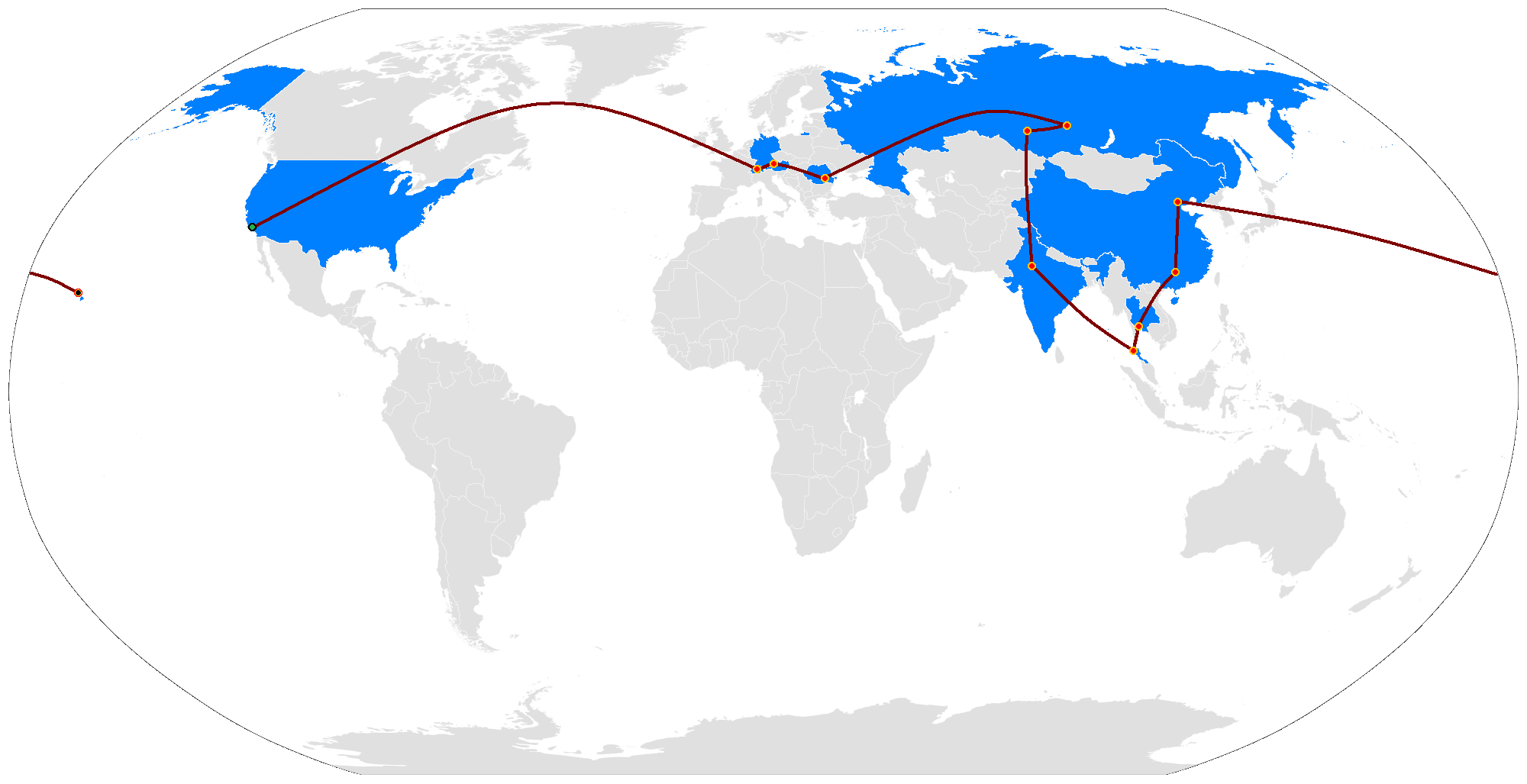
Trasa czternastej edycji

1. ↑  Nieużyte przewijanie nie zostało wyemitowane w telewizji.
2. ↑  Odcinek 10 był odcinkiem podwójnym z dwoma objazdami i dwoma blokadami, pokazane jako dwa odcinki w telewizji. Pozycje w pierwszej kolumnie oznaczają kolejność na półmetku odcinka.
3. ↑  Kisha & Jen dotarły na metę odcinka jako trzecie, jednak zostały zawrócone po dokumenty pozostawione w miejscu wykonywania blokady. Tammy & Victor oraz Mark & Michael dotarli w tym czasie na metę. Kisha & Jen zostały sklasyfikowane na czwartym miejscu z powodu kar nałożonych na parę Mark & Michael (patrz przypis nr 4).
4. ↑  Mark & Michael dotarli na metę odcinka jako pierwsi, jednak otrzymali dwie 30 minutowe kary, pierwszą za celowe utrudnienie wykonania zadania na objeździe innym zespołom, drugą za przejazd taksówką, zamiast przejścia pieszo na metę odcinka. Spowodowało to ich spadek z pierwszej na trzecią pozycję.
5. ↑  Mark & Michael dotarli na metę odcinka jako czwarta para, jednak otrzymali dwie dwugodzinne kary, obie za użycie prywatnych środków przy płaceniu kierowcom taksówek. Kisha & Jen dotarły na metę gdy Markowi & Michaelowi pozostało ponad 3 godziny kary.

- Trasa:

Trasa liczyła 64 000 km i obejmowała 10 różnych państw.
| Państwa           | Nawrót | Próg zwalniający | Przewijanie | Objazd | Blokada | Meta |
| ----------------- | ------ | ---------------- | ----------- | ------ | ------- | ---- |
| Stany Zjednoczone | –      | –                | –           | –      | 1       | 1    |
| Włochy            | –      | –                | –           | –      | –       | –    |
| Szwajcaria        | –      | –                | –           | –      | 1       | 1    |
| Niemcy            | –      | –                | –           | 1      | 1       | –    |
| Austria           | –      | –                | –           | –      | –       | 1    |
| Rumunia           | –      | –                | –           | 1      | 1       | 1    |
| Rosja             | 1      | –                | –           | 1      | 2       | 2    |
| Indie             | –      | 1                | –           | 1      | 1       | 1    |
| Tajlandia         | –      | –                | 1           | 2      | 1       | 2    |
| Chiny             | 1      | 1                | –           | 3      | 3       | 2    |

### Sezon 15 (2009)
- Wyniki:

| Zawodnicy                                                | Związek                        | Pozycja (w odcinku) | Pozycja (w odcinku) | Pozycja (w odcinku) | Pozycja (w odcinku) | Pozycja (w odcinku) | Pozycja (w odcinku) | Pozycja (w odcinku) | Pozycja (w odcinku) | Pozycja (w odcinku) | Pozycja (w odcinku) | Pozycja (w odcinku) | Pozycja (w odcinku) | Wykonane blokady          |
| Zawodnicy                                                | Związek                        | 1                   | 2                   | 3                   | 4                   | 5                   | 6                   | 7                   | 8                   | 9                   | 10                  | 11                  | 12                  | Wykonane blokady          |
| -------------------------------------------------------- | ------------------------------ | ------------------- | ------------------- | ------------------- | ------------------- | ------------------- | ------------------- | ------------------- | ------------------- | ------------------- | ------------------- | ------------------- | ------------------- | ------------------------- |
| Meghan Rickey & Cheyne Whitney                           | Narzeczeni                     | 1.                  | 6.                  | 2.                  | 5.                  | 1.ƒ                 | 1.                  | 2.                  | 2.                  | 1.                  | 1.                  | 1.                  | 1.                  | Meghan 5, Cheyne 6        |
| Sam McMillen & Dan McMillen                              | Bracia                         | 9.                  | 2.                  | 5.⊂                 | 1.                  | 5.                  | 3.                  | 1.                  | 4.                  | 2.                  | 2.                  | 2.                  | 2.                  | Sam 6, Dan 6              |
| Brian Kleinschmidt & Ericka Dunlap                       | Małżeństwo                     | 6.                  | 10.                 | 4.                  | 3.                  | 2.                  | 4.                  | 5.                  | 3.                  | 4.                  | 4.                  | 3.                  | 3.                  | Brian 6, Ericka 6         |
| Herbert "Flight Time" Lang & Nathaniel "Big Easy" Lofton | Zawodnicy Harlem Globetrotters | 5.                  | 3.                  | 1.                  | 2.                  | 3.                  | 6.                  | 3.                  | 1.                  | 3.                  | 3.                  | 4.                  |                     | Flight Time 5, Big Easy 6 |
| Gary Tomljenovich & Matt Tomljenovich                    | Ojciec/Syn                     | 7.                  | 1.                  | 3.                  | 4.                  | 4.                  | 5.                  | 4.                  | 5.                  | 5.                  |                     |                     |                     | Gary 4, Matt 5            |
| Maria Ho & Tiffany Michell                               | Zawodowe pokerzystki           | 11.                 | 7.                  | 6.                  | 8.                  | 6.                  | 2.                  | 6.                  |                     |                     |                     |                     |                     | Maria 2, Tiffany 5        |
| Mika Combs & Canaan Smith                                | Narzeczeni                     | 10.                 | 8.                  | 7.                  | 7.                  | 7.                  | 7.                  |                     |                     |                     |                     |                     |                     | Mika 1, Canaan 5          |
| Lance Layne & Keri Morrione                              | Zaręczeni                      | 3.                  | 4.                  | 9.⊃                 | 6.                  | 8.                  |                     |                     |                     |                     |                     |                     |                     | Lance 3, Keri 2           |
| Zev Glassenberg & Justin Kanew                           | Przyjaciele                    | 2.                  | 5.                  | 8.                  | 9.                  |                     |                     |                     |                     |                     |                     |                     |                     | Zev 2, Justin 2           |
| Marcy Malloy & Ron Shalita                               | Narzeczeni                     | 4.                  | 9.                  | 10.                 |                     |                     |                     |                     |                     |                     |                     |                     |                     | Marcy 1, Ron 2            |
| Garret Paul & Jessica Stout                              | Byli narzeczeni                | 8.                  | 11.                 |                     |                     |                     |                     |                     |                     |                     |                     |                     |                     | Garrett 1, Jessica 1      |
| Eric Paskel & Lisa Paskel                                | Małżeństwo/Nauczyciele jogi    | 12.                 |                     |                     |                     |                     |                     |                     |                     |                     |                     |                     |                     | Eric 0, Lisa 0            |

- Zespół oznaczony czerwonym kolorem został wyeliminowany w danym odcinku.
- Zespół oznaczony niebieskim podkreślonym kolorem zajął ostatnie miejsce w odcinku nieeliminacyjnym. Podczas kolejnego etapu para musiała wykonać próg zwalniający.
- Zielony znak ƒ przy miejscu zespołu oznacza wygrane zadanie Fast Forward. Jeśli znajduje się przy numerze odcinka, oznacza że Fast Foreward było dostępne, ale nie zostało użyte przez żaden zespół.
- Brązowy znak „⊃” przy pozycji zespołu oznacza zespół, który użył nawrotu do spowolnienia innego zespołu. Znak „⊂” oznacza, kto został spowolniony. Oba znaki „⊂⊃” wokół numeru odcinka oznaczają, że nawrót był dostępny, ale nie został użyty.

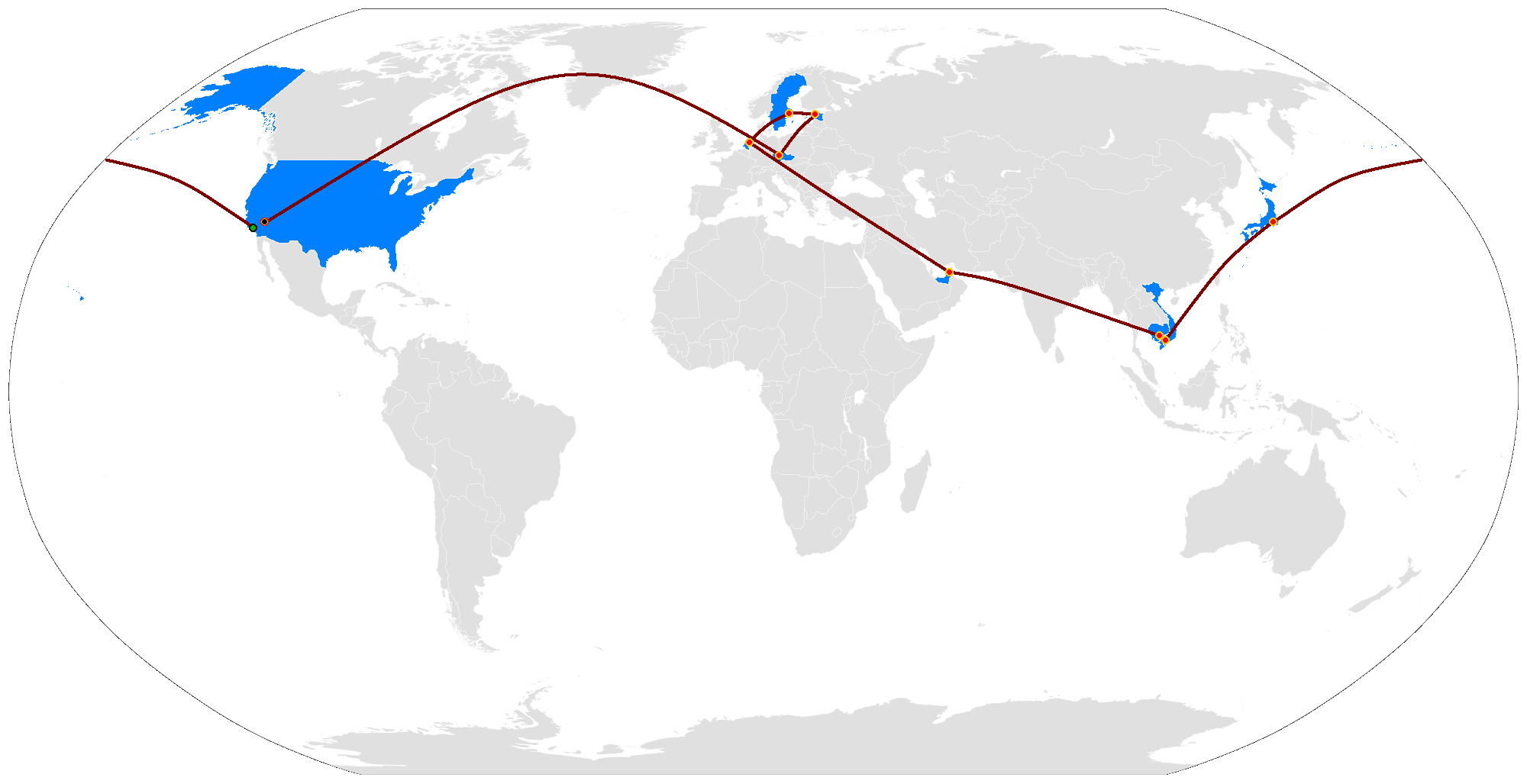
Trasa piętnastej edycji

1. 1 2  Lance & Keri użyli nawrotu na parze Sam & Dan, która była przed nimi i nie miała wpływu na dalszą część odcinka. Scena nie została pokazana w telewizji.
2. ↑  Brian & Ericka otrzymali 30 minut kary za niezgodny z instrukcją transport na objazd. Nie miało to wpływu na ich pozycję.
3. ↑  Brian & Ericka otrzymali karę 30 minut za postępowanie niezgodne z wskazówką. Nie miało to wpływu na ich wynik.
4. 1 2  Flight Time & Big Easy nie wykonali blokady podczas 11 odcinka. Ponieważ i tak znajdowali się na ostatniej pozycji przy następnej lokalizacji zostali poinstruowani by udać się na metę odcinka, gdzie zostali wyeliminowani bez nakładania kary.
5. ↑  Maria & Tiffany nie wykonały poprawnie zadania (zgubiły się dwie osoby, które należało przyprowadzić na metę). Para zdecydowała nie wracać by odnaleźć te osoby, ponieważ i tak zajmowali ostatnią pozycję. Ponieważ był to odcinek nieeliminacyjny, kara 2 godzin za niewykonanie zadania została doliczona na starcie kolejnego etapu.
6. ↑  Maria & Tiffany nie były w stanie wykonać żadnego zadania z objazdu. Ponieważ i tak znajdowały się na ostatniej pozycji prowadzący wyszedł na trasę wyścigu i poinformował parę, że zajęła ostatnie miejsce i została wyeliminowana.
7. ↑  Mika & Canaan zostali zawróceni z mety z powodu zgubienia się jednej z osób, które należało przyprowadzić na metę odcinka. Nie miało to wpływu na ich końcową pozycję.
8. ↑  Mika & Canaan nie wykonali zadania z powodu lęku Miki przed wysokością i wodą. Ponieważ znajdowali się na ostatnim miejscu zostali poinstruowani by udać się na metę odcinka, gdzie zostali wyeliminowani.
9. ↑  Zev & Justin dotarli na metę odcinka jako pierwsza para, jednak nie mogli zostać sklasyfikowani z powodu utraty jednego z paszportów. Wszystkie zespoły dotarły na metę zanim paszport został odnaleziony.
10. ↑  Eric & Lisa zostali wyeliminowani na linii startowej, podczas zadania w którym dwanaście zespołów szukało jedenastu tablic rejestracyjnych kierujących drużyny do następnej lokalizacji.

- Trasa:

Trasa liczyła 40 000 km i obejmowała 9 różnych państw.
| Państwa                      | Nawrót | Próg zwalniający | Przewijanie | Objazd | Blokada | Meta |
| ---------------------------- | ------ | ---------------- | ----------- | ------ | ------- | ---- |
| Stany Zjednoczone            | –      | –                | –           | –      | 1       | 1    |
| Japonia                      | –      | –                | –           | –      | 1       | 1    |
| Wietnam                      | 1      | 1                | –           | 1      | 2       | 2    |
| Kambodża                     | –      | –                | –           | 1      | 1       | 1    |
| Zjednoczone Emiraty Arabskie | –      | –                | 1           | 2      | 2       | 2    |
| Holandia                     | –      | –                | –           | 1      | 1       | 1    |
| Szwecja                      | –      | –                | –           | 1      | 1       | 1    |
| Estonia                      | –      | 1                | –           | 1      | 1       | 1    |
| Czechy                       | –      | 1                | –           | 2      | 2       | 2    |

### Sezon 16 (2010)
- Wyniki:

| Zawodnicy                         | Związek            | Pozycja (w odcinku) | Pozycja (w odcinku) | Pozycja (w odcinku) | Pozycja (w odcinku) | Pozycja (w odcinku) | Pozycja (w odcinku) | Pozycja (w odcinku) | Pozycja (w odcinku) | Pozycja (w odcinku) | Pozycja (w odcinku) | Pozycja (w odcinku) | Pozycja (w odcinku) | Wykonane blokady    |
| Zawodnicy                         | Związek            | 1                   | 2                   | 3                   | 4                   | 5                   | 6                   | 7                   | 8                   | 9                   | 10                  | 11                  | 12                  | Wykonane blokady    |
| --------------------------------- | ------------------ | ------------------- | ------------------- | ------------------- | ------------------- | ------------------- | ------------------- | ------------------- | ------------------- | ------------------- | ------------------- | ------------------- | ------------------- | ------------------- |
| Daniel "Dan" Pious & Jordan Pious | Bracia             | 8.                  | 8.                  | 6.                  | 6.–                 | 4.                  | 2.                  | 5.                  | 2.                  | 1.ƒ                 | 3.                  | 3.                  | 1.                  | Dan 6, Jordan 5     |
| Jet McCoy & Cord McCoy            | Bracia/Kowboje     | 3.                  | 1.                  | 1.                  | 4.+                 | 3.                  | 4.                  | 6.                  | 1.                  | 3.                  | 1.                  | 2.                  | 2.                  | Jet 6, Cord 6       |
| Brent Horne & Caite Upton         | Narzeczeni/Modele  | 7.                  | 4.                  | 7.                  | 7.~                 | 6.                  | 6.                  | 3.                  | 4.                  | 2.⊃                 | 2.                  | 1.                  | 3.                  | Brent 7, Caite 5    |
| Louie Stravato & Michael Naylor   | Detektywi          | 9.                  | 9.                  | 8.                  | 1.+                 | 1.⊃                 | 1.                  | 4.                  | 3.                  | 4.                  | 4.                  | 4.                  |                     | Louie 6, Michael 5  |
| Carol Rosenfeld & Brandy Snow     | Narzeczeni         | 6.                  | 3.                  | 3.                  | 5.–                 | 5.                  | 2.                  | 5.                  | 2.                  | 5.⊂                 |                     |                     |                     | Carol 4, Brandy 4   |
| Steve Smith & Allie Smith         | Ojciec/Córka       | 4.                  | 7.                  | 2.                  | 2.^                 | 2.                  | 3.                  | 1.                  | 6.                  |                     |                     |                     |                     | Steve 4, Allie 3    |
| Jordan Lloyd & Jeff Schroeder     | Narzeczeni         | 1.                  | 6.                  | 5.                  | 8.~                 | 7.                  | 7.                  |                     |                     |                     |                     |                     |                     | Jordan 2, Jeff 3    |
| Joe Wang & Heidi Wang             | Małżeństwo         | 5.                  | 2.                  | 4.                  | 3.^                 | 8.⊂                 |                     |                     |                     |                     |                     |                     |                     | Joe 2, Heidi 2      |
| Monique Pryor & Shawne Morgan     | Matki/Adwokaci     | 2.                  | 5.                  | 9.                  |                     |                     |                     |                     |                     |                     |                     |                     |                     | Monique 1, Shawne 2 |
| Jody Kelly & Shannon Foster       | Babcia/Wnuczka     | 10.                 | 10.                 |                     |                     |                     |                     |                     |                     |                     |                     |                     |                     | Jody 1, Shannon 1   |
| Dana Davis & Adrian Davis         | Szkolni narzeczeni | 11.                 |                     |                     |                     |                     |                     |                     |                     |                     |                     |                     |                     | Dana 0, Adrian 1    |

- Zespół oznaczony czerwonym kolorem został wyeliminowany w danym odcinku.
- Zespół oznaczony niebieskim podkreślonym kolorem zajął ostatnie miejsce w odcinku nieeliminacyjnym. Podczas kolejnego etapu para musiała wykonać próg zwalniający.
- Zielony znak ƒ przy miejscu zespołu oznacza wygrane zadanie Fast Forward. Jeśli znajduje się przy numerze odcinka, oznacza że Fast Foreward było dostępne, ale nie zostało użyte przez żaden zespół.
- Brązowy znak „⊃” przy pozycji zespołu oznacza zespół, który użył nawrotu do spowolnienia innego zespołu. Znak „⊂” oznacza, kto został spowolniony. Oba znaki „⊂⊃” wokół numeru odcinka oznaczają, że nawrót był dostępny, ale nie został użyty.
- Pasujące do siebie symbole (pomarańczowy –, czerwony +, limonkowy ~ oraz oliwkowy ^) oznaczają zespoły, które współpracowały ze sobą w ramach skrzyżowania.

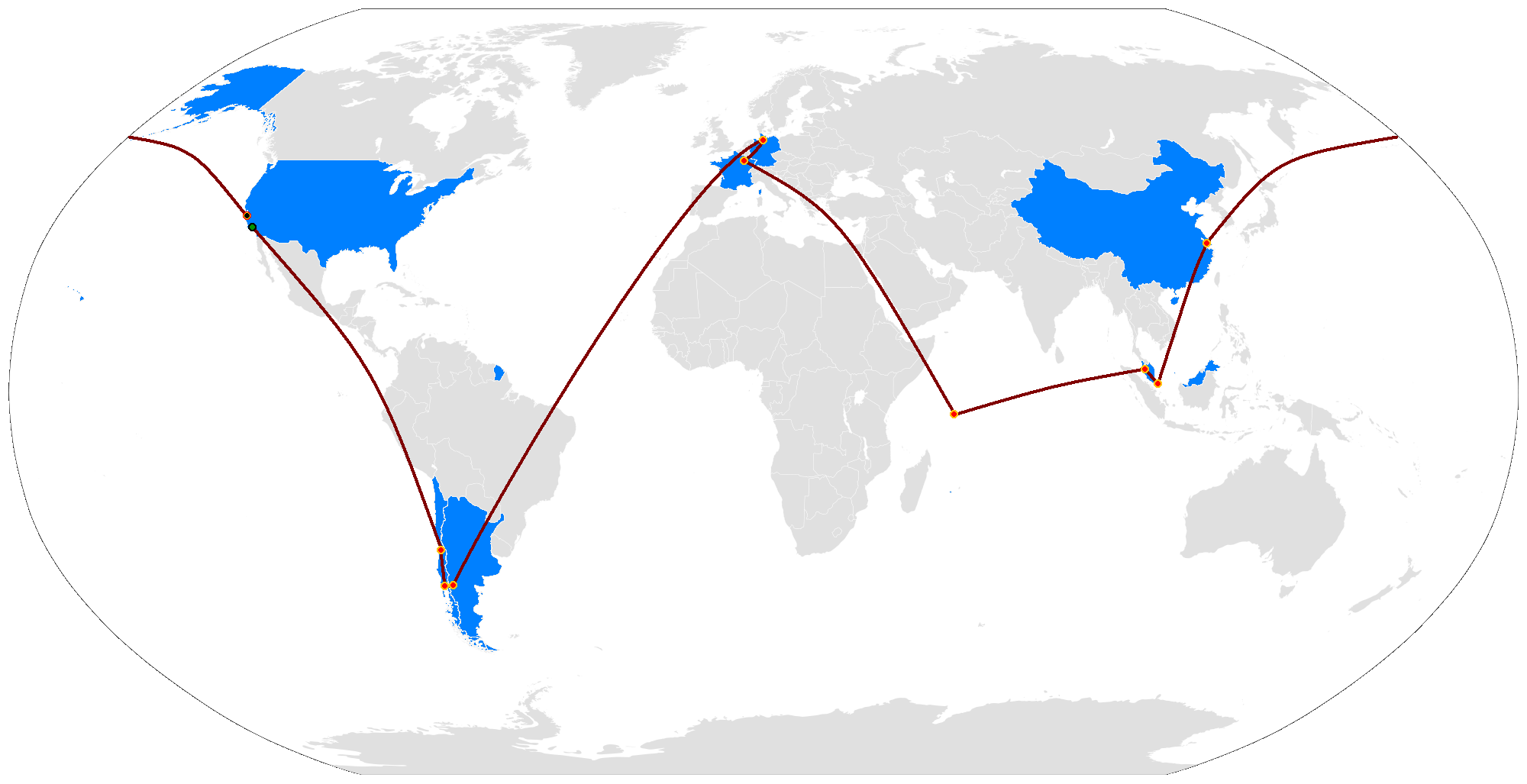
Trasa szesnastej edycji

1. ↑  Podczas odcinka dostępny był Blind U-Turn.
2. ↑  Odcinek 10 zawierał dwie blokady i nie zawierał objazdu. Osoba która wykonywała pierwszą blokadę nie mogła wykonywać drugiej.
3. ↑  Dan & Jordan dotarli na metę odcinka jako czwarta drużyna, otrzymali jednak 15 minutową karę za zgubienie pędzla podczas dodatkowego zadania. Podczas trwania kary na metę dotarły cztery drużyny, włącznie z Brentem i Caite.
4. ↑  Jet & Cord dotarli na metę jako piąta para, jednak ominęli wskazówkę po wykonaniu blokady. Zostali zawróceni i następnie sklasyfikowani na ostatnim miejscu.
5. ↑  Brent & Caite dotarli na metę odcinka jako druga drużyna, otrzymali jednak 30 minutową karę za przejście pieszo zamiast koleją linowo-terenową. Podczas trwania kary na metę dotarło pięć drużyn powodując ich spadek na miejsce siódme.
6. ↑  Brent & Caite wyruszyli na trasę trzeciego odcinka jako ostatni z powodu pobytu w szpitalu spowodowanego odwodnieniem.
7. ↑  Brent & Caite dotarli na metę na szóstym miejscu, jednak ominęli wskazówkę dotyczącą objazdu. Zostali zawróceni na miejsce wykonania zadania po wskazówkę. Nie miało to wpływu na ich końcowy wynik.
8. ↑  Brent & Caite dotarli na metę jako trzecia drużyna, jednak nie wykonali zadania na objeździe, a na metę dotarli jadąc za inną parą. Zostali zawróceni na trasę i ostatecznie sklasyfikowani na szóstym miejscu.
9. ↑  Joe & Heidi nie byli w stanie wykonać drugiego zadania na objeździe. Po dotarciu na metę wszystkich zespołów zostali wyeliminowani przez prowadzącego bez konieczności wykonywania zadania.
10. 1 2  Dana & Adrian nie byli w stanie wykonać blokady w pierwszym odcinku. Po drugiej nieudanej próbie Adriana i dotarciu na metę wszystkich pozostałych drużyn zostali poinformowani przez prowadzącego, że zostali wyeliminowani.

- Trasa:

Trasa liczyła 64 372 km i obejmowała 9 różnych państw.
| Państwa           | Nawrót | Próg zwalniający | Przewijanie | Skrzyżowanie | Objazd | Blokada | Meta |
| ----------------- | ------ | ---------------- | ----------- | ------------ | ------ | ------- | ---- |
| Stany Zjednoczone | –      | –                | –           | –            | –      | 1       | 1    |
| Chile             | –      | –                | –           | –            | 1      | 2       | 2    |
| Argentyna         | –      | –                | –           | –            | 1      | 1       | 1    |
| Niemcy            | –      | –                | –           | 1            | 1      | 1       | 1    |
| Francja           | –      | 1                | –           | –            | 1      | 1       | 1    |
| Seszele           | –      | –                | –           | –            | 1      | 1       | 1    |
| Malezja           | –      | 1                | –           | –            | 1      | 1       | 1    |
| Singapur          | 1      | –                | 1           | –            | 1      | 1       | 1    |
| Chiny             | 1      | –                | –           | –            | 1      | 3       | 2    |

### Sezon 17 (2010)
- Wyniki:

| Zawodnicy                                    | Związek                | Pozycja (w odcinku) | Pozycja (w odcinku) | Pozycja (w odcinku) | Pozycja (w odcinku) | Pozycja (w odcinku) | Pozycja (w odcinku) | Pozycja (w odcinku) | Pozycja (w odcinku) | Pozycja (w odcinku) | Pozycja (w odcinku) | Pozycja (w odcinku) | Pozycja (w odcinku) | Wykonane blokady     |
| Zawodnicy                                    | Związek                | 1                   | 2                   | 3                   | 4                   | 5                   | 6                   | 7                   | 8                   | 9                   | 10                  | 11                  | 12                  | Wykonane blokady     |
| -------------------------------------------- | ---------------------- | ------------------- | ------------------- | ------------------- | ------------------- | ------------------- | ------------------- | ------------------- | ------------------- | ------------------- | ------------------- | ------------------- | ------------------- | -------------------- |
| Natalie "Nat" Strand & Katherine "Kat" Chang | Doktorki               | 2.                  | 7.                  | 8.                  | 1.                  | 1.ƒ                 | 4.                  | 1.                  | 5.                  | 3.⋑                 | 1.                  | 3.                  | 1.                  | Nat 6, Kat 5         |
| Brook Roberts & Claire Champlin              | Gospodynie wyprzedaży  | 4.                  | 1.                  | 6.                  | 3.                  | 5.                  | 2.                  | 2.                  | 4.                  | 4.⊂                 | 3.                  | 2.                  | 2.                  | Brook 7, Claire 5    |
| Jill Haney & Thomas Wolfard                  | Narzeczeni             | 1.                  | 5.                  | 7.                  | 5.ε                 | 3.                  | 1.                  | 5.                  | 2.                  | 1.⊃                 | 2.                  | 1.                  | 3.                  | Jill 5, Thomas 7     |
| Nick DeCarlo & Vicki Casciola                | Narzeczeni             | 10.                 | 8.                  | 5.                  | 6.                  | 6.                  | 7.                  | 3.                  | 3.                  | 2.                  | 4.                  | 4.                  |                     | Nick 6, Vicki 4      |
| Chad Waltrip & Stephanie Smith               | Narzeczeni → Zaręczeni | 8.                  | 4.                  | 3.                  | 7.                  | 7.                  | 5.                  | 6.                  | 1.                  | 5.⋐                 |                     |                     |                     | Chad 5, Stephanie 4  |
| Gary Ervin & Mallory Ervin                   | Ojciec/Córka           | 6.                  | 9.                  | 2.                  | 2.                  | 2.                  | 6.                  | 4.                  | 6.                  |                     |                     |                     |                     | Gary 4, Mallory 4    |
| Michael Wu & Kevin "KevJumba" Wu             | Ojciec/Syn             | 7.                  | 3.                  | 9.                  | 4                   | 4.                  | 3.                  | 7.                  |                     |                     |                     |                     |                     | Michael 3, Kevin 4   |
| Katie Seamon & Rachel Johnston               | Siatkarki plażowe      | 5.                  | 2.                  | 4.                  | 8.                  | 8.⊂                 |                     |                     |                     |                     |                     |                     |                     | Katie 3, Rachel 2    |
| Connor Diemand-Yauman & Jonathan Schwartz    | Piosenkarze acapella   | 3.                  | 6.                  | 1.                  | 9.                  |                     |                     |                     |                     |                     |                     |                     |                     | Connor 4, Jonathan 0 |
| Andie DeKroon & Jenna Sykes                  | Matka/Córka            | 9.                  | 10.                 |                     |                     |                     |                     |                     |                     |                     |                     |                     |                     | Andie 0, Jenna 2     |
| Ron Kellum & Tony Stovall                    | Przyjaciele            | 11.                 |                     |                     |                     |                     |                     |                     |                     |                     |                     |                     |                     | Ron 1, Tony 0        |

- Zespół oznaczony czerwonym kolorem został wyeliminowany w danym odcinku.
- Zespół oznaczony niebieskim podkreślonym kolorem zajął ostatnie miejsce w odcinku nieeliminacyjnym. Podczas kolejnego etapu para musiała wykonać próg zwalniający.
- Zespół oznaczony niebieskim podkreślonym i pochylonym kolorem zajął ostatnie miejsce w odcinku nieeliminacyjnym i nie musiał wykonywać dodatkowego zadania podczas kolejnego etapu w związku z problemami produkcyjnymi.
- Zielony znak ƒ przy miejscu zespołu oznacza wygrane zadanie Fast Forward. Jeśli znajduje się przy numerze odcinka, oznacza że Fast Foreward było dostępne, ale nie zostało użyte przez żaden zespół.
- Brązowy znak „⊃”, oraz zielony znak „⋑” przy pozycji zespołu oznacza zespół, który użył nawrotu do spowolnienia innego zespołu. Znaki „⊂” oraz „⋐” oznaczają, kto został spowolniony.

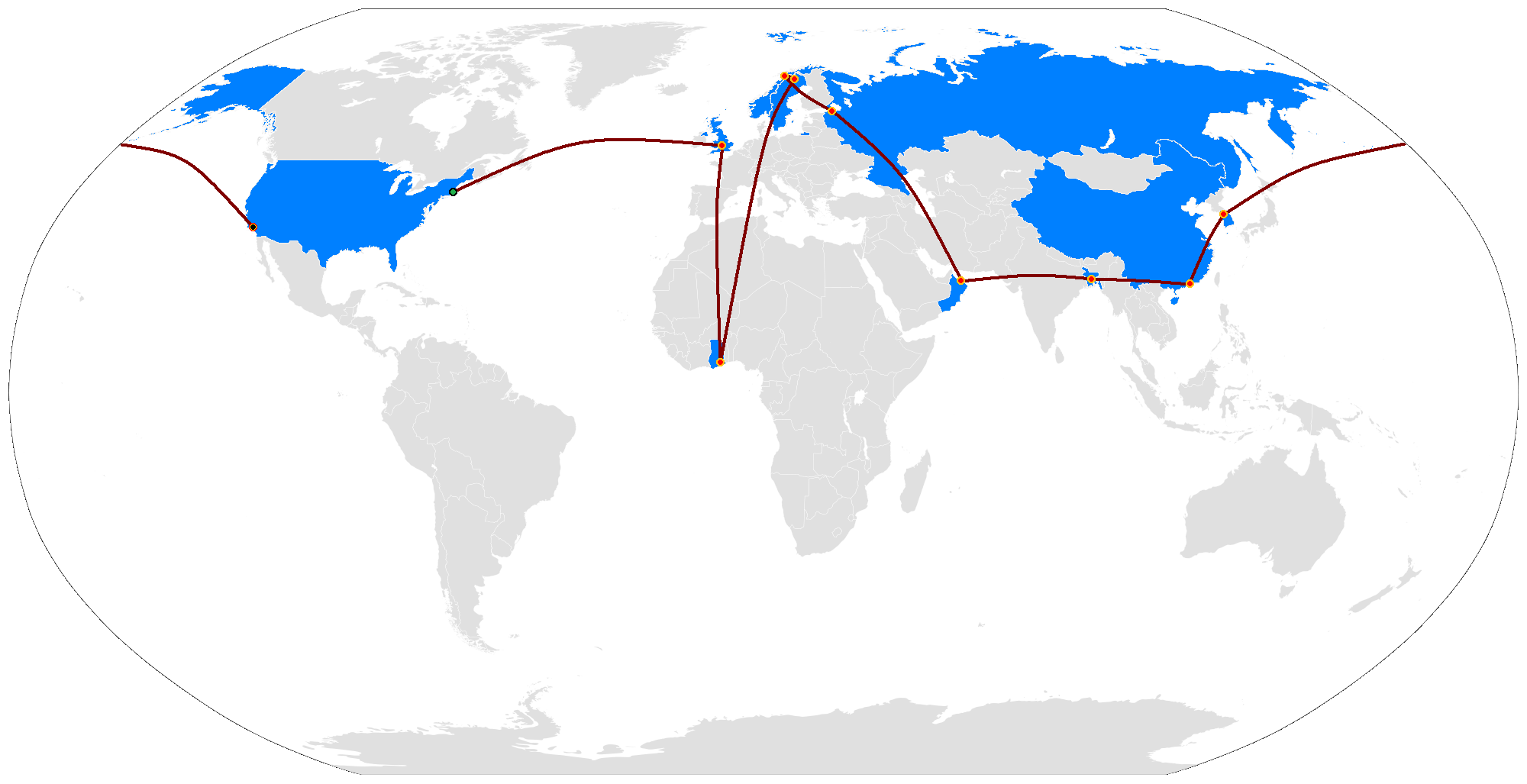
Trasa siedemnastej edycji

1. ↑  Brook & Claire dotarli na metę jako pierwsi, jednak otrzymali 30 minut kary za dojazd taksówką na metę odcinka. Spowodowało to ich spadek na 2 miejsce.
2. ↑  Jill & Thomas użyli szybkiej przepustki do ominięcia objazdu podczas czwartego etapu.
3. 1 2  Jill & Thomas dotarli na metę jako pierwsi, jednak otrzymali 30 minutową karę za nieprawidłowy transport na metę odcinka. W czasie trwania kary na metę dotarli Chad & Stephanie.
4. ↑  Nick & Vicki nie musieli wykonywać progu zwalniającego po zajęciu ostatniego miejsca z powodu problemów produkcyjnych podczas wykonywania objazdu.
5. ↑  Nick & Vicki zdecydowali się nie wykonywać zadania z objazdu z powodu zbytniego wyczerpania. Po dotarciu na metę jako ostatni zostali poinformowani, że jest to odcinek nieeliminacyjny i kara została doliczona do czasu startu następnego odcinka.
6. ↑  Czas startu pary Nick & Vicki nie został pokazany (było to około godziny 23:45). Ponieważ startowali co najmniej 6 godzin po poprzedniej parze, która wystartowała o godzinie 17:26 znajdowali się daleko w tyle oraz z powodu późnej pory nie wykonywali wszystkich zadań z powodu bezpieczeństwa. W relacji telewizyjnej zostało pokazane tylko wykonanie progu zwalniającego a następnie dotarcie na metę. W wywiadzie uczestnicy ujawnili, że wykonywali także zadanie z objazdu.
7. ↑  Chad & Stephanie wyruszyli na trasę odcinka ponad dwie godziny później niż było to planowane z powodu zaspania. Nie miało to wpływu na kolejność startu, ponieważ i tak mieli startować jako ostatni. W trakcie odcinka Chad oświadczył się Stephanie, która je przyjęła. Od tego momentu ich relacje zostały zmienione z „Narzeczeni” na „Zaręczeni”
8. ↑  Chad & Stephanie dotarli na metę bez swoich bagaży, przez co nie mogli zapłacić za taksówkę. Zostali zawróceni na trasę wyścigu po bagaże. W tym czasie na metę dotarła para Michael & Kevin, która jednak otrzymała dwie 30 minutowe kary za niezgodny transport między lokacjami. W trakcie trwania kary na metę wrócili Chad & Stephanie, którzy także otrzymali 30 minut kary za to samo przewinienie. Ponieważ Michael & Kevin mieli do odczekania ponad 30 minut ze swojej kary, Chad & Stephanie zostali sklasyfikowani na szóstym miejscu, a czas kary został doliczony do startu następnego etapu, następnie Michael & Kevin zostali sklasyfikowani na ostatnim miejscu i wyeliminowani z wyścigu.
9. ↑  Gary & Mallory otrzymali 30 minut kary za posiadanie i używanie mapy, co zostało jasno zakazane we wskazówce. Ponieważ zostali sklasyfikowani na ostatnim miejscu zostali wyeliminowani bez konieczności odczekania kary.
10. ↑  Ron & Tony otrzymali karę o nieokreślonej długości za niewykonanie jednego z zadań dodatkowych, ponieważ jednak dotarli na metę jako ostatni zostali wyeliminowani bez nakładania kary.
11. ↑  W odcinku nie zostało pokazane kto z pary Ron & Tony wykonywał blokadę, jednak według oficjalnej strony był to Ron.

- Trasa:

Trasa liczyła 51 498 km i obejmowała 9 różnych państw.
| Państwa                 | Nawrót | Próg zwalniający | Przewijanie | Objazd | Blokada | Meta |
| ----------------------- | ------ | ---------------- | ----------- | ------ | ------- | ---- |
| Stany Zjednoczone       | –      | –                | –           | –      | 1       | 1    |
| Anglia/ Wielka Brytania | –      | –                | –           | –      | 1       | 1    |
| Ghana                   | –      | –                | –           | 2      | 2       | 2    |
| Szwecja                 | –      | 1                | –           | 1      | 1       | 1    |
| Norwegia                | –      | –                | 1           | 1      | 1       | 1    |
| Rosja                   | –      | –                | –           | 2      | 2       | 2    |
| Oman                    | –      | –                | –           | 1      | 1       | 1    |
| Bangladesz              | 1      | –                | –           | 1      | 1       | 1    |
| Hongkong/ Chiny         | –      | –                | –           | 1      | 1       | 1    |
| Korea Południowa        | –      | 1                | –           | 1      | 1       | 1    |

### Sezon 18: Unfinished Business (2011)
- Wyniki:

| Sezon | Zawodnicy                                                | Związek                        | Pozycja (w odcinku) | Pozycja (w odcinku) | Pozycja (w odcinku) | Pozycja (w odcinku) | Pozycja (w odcinku) | Pozycja (w odcinku) | Pozycja (w odcinku) | Pozycja (w odcinku) | Pozycja (w odcinku) | Pozycja (w odcinku) | Pozycja (w odcinku) | Pozycja (w odcinku) | Wykonane blokady          |
| Sezon | Zawodnicy                                                | Związek                        | 1                   | 2                   | 3                   | 4                   | 5                   | 6                   | 7                   | 8                   | ⋐9⋑                 | 10                  | 11                  | 12                  | Wykonane blokady          |
| ----- | -------------------------------------------------------- | ------------------------------ | ------------------- | ------------------- | ------------------- | ------------------- | ------------------- | ------------------- | ------------------- | ------------------- | ------------------- | ------------------- | ------------------- | ------------------- | ------------------------- |
| 14    | LaKisha "Kisha" Hoffman & Jennifer "Jen" Hoffman         | Siostry                        | 3.                  | 4.                  | 4.                  | 5.                  | 4.                  | 6.                  | 3.                  | 4.                  | 2.                  | 2.                  | 2.                  | 1.                  | Kisha 6, Jen 6            |
| 15    | Herbert "Flight Time" Lang & Nathaniel "Big Easy" Lofton | Zawodnicy Harlem Globetrotters | 5.                  | 2.                  | 5.                  | 6.                  | 6.⋐                 | 7.                  | 1.                  | 2.                  | 5.⊃                 | 1.                  | 3.                  | 2.                  | Flight Time 6, Big Easy 6 |
| 17    | Gary Ervin & Mallory Ervin                               | Ojciec/Córka                   | 1.                  | 9.                  | 2.                  | 3.                  | 2.ε                 | 1.                  | 4.                  | 6.                  | 4.                  | 3.                  | 1.                  | 3.                  | Gary 6, Mallory 6         |
| 15    | Zev Glassenberg & Justin Kanew                           | Przyjaciele                    | 4.                  | 1.                  | 1.                  | 8.                  | 8.                  | 4.                  | 2.                  | 1.                  | 1.                  | 4.                  | 4.                  |                     | Zev 5, Justin 5           |
| 12    | Kent Kaliber & Vyxsin Fiala                              | Narzeczeni/Goci                | 10.                 | 7.                  | 7.                  | 9.                  | 5.⊃                 | 5.                  | 6.                  | 3.                  | 3.                  | 5.                  |                     |                     | Kent 4, Vyxsin 5          |
| 16    | Jet McCoy & Cord McCoy                                   | Bracia/Kowboje                 | 11.                 | 3.                  | 6.                  | 2.                  | 1.                  | 2.                  | 5.                  | 5.                  | 6.⊂                 |                     |                     |                     | Jet 4, Cord 4             |
| 12    | Ronald "Ron" Hsu & Christina Hsu                         | Ojciec/Córka                   | 8.                  | 10.                 | 3.                  | 4.                  | 7.                  | 3.                  | 7.                  |                     |                     |                     |                     |                     | Ron 3, Christina 3        |
| 14    | Margie Adams & Luke Adams                                | Matka/Syn                      | 7.                  | 5.                  | 8.                  | 1.                  | 3.                  | 8.                  |                     |                     |                     |                     |                     |                     | Margie 2, Luke 3          |
| 14    | Jaime Edmondson & Cara Rosenthal                         | Byle cheerleaderki NFL         | 6.                  | 8.                  | 9.                  | 7.                  | 9.⊂⋑                |                     |                     |                     |                     |                     |                     |                     | Jaime 2, Cara 2           |
| 14    | Mel White & Mike White                                   | Ojciec/Syn                     | 9.                  | 6.                  | 10.                 |                     |                     |                     |                     |                     |                     |                     |                     |                     | Mel 1, Mike 1             |
| 14    | Amanda Blackledge & Kris Klicka                          | Zaręczeni                      | 2.∪                 | 11.                 |                     |                     |                     |                     |                     |                     |                     |                     |                     |                     | Amanda 1, Kris 0          |

- Zespół oznaczony czerwonym kolorem został wyeliminowany w danym odcinku.
- Zespół oznaczony purpurowym kolorem wycofał się z wyścigu z powodów zdrowotnych.
- Zespół oznaczony niebieskim podkreślonym kolorem zajął ostatnie miejsce w odcinku nieeliminacyjnym. Podczas kolejnego etapu para musiała wykonać próg zwalniający.
- Orzechowy znak „ε” oznacza, że zespół użył szybkiej przepustki podczas trwania etapu.
- Odcinek oznaczony poziomkowym podkreślonym kolorem był odcinkiem po którym zespołom nie przysługiwał odpoczynek. Zespoły od razu startowały do kolejnego etapu. Podczas tych odcinków zostały zachowane nagrody za zwycięstwo etapowe i żadna para nie została wyeliminowana.
- Pomarańczowy znak „∪” oznacza, że zespół musiał automatycznie wykonać oba zadania z objazdu za zajęcie ostatniego miejsca w zadaniu na starcie.
- Brązowy znak „⊃”, oraz ziełżylony znak „⋑” przy pozycji zespołu oznacza zespół, który użył nawrotu do spowolnienia innego zespołu. Znaki „⊂” oraz „⋐” oznaczają, kto został spowolniony. Oba znaki „⋐⋑” wokół numeru odcinka oznaczają, że dostępny był podwójny nawrót w trakcie etapu, lecz został użyty tylko raz.

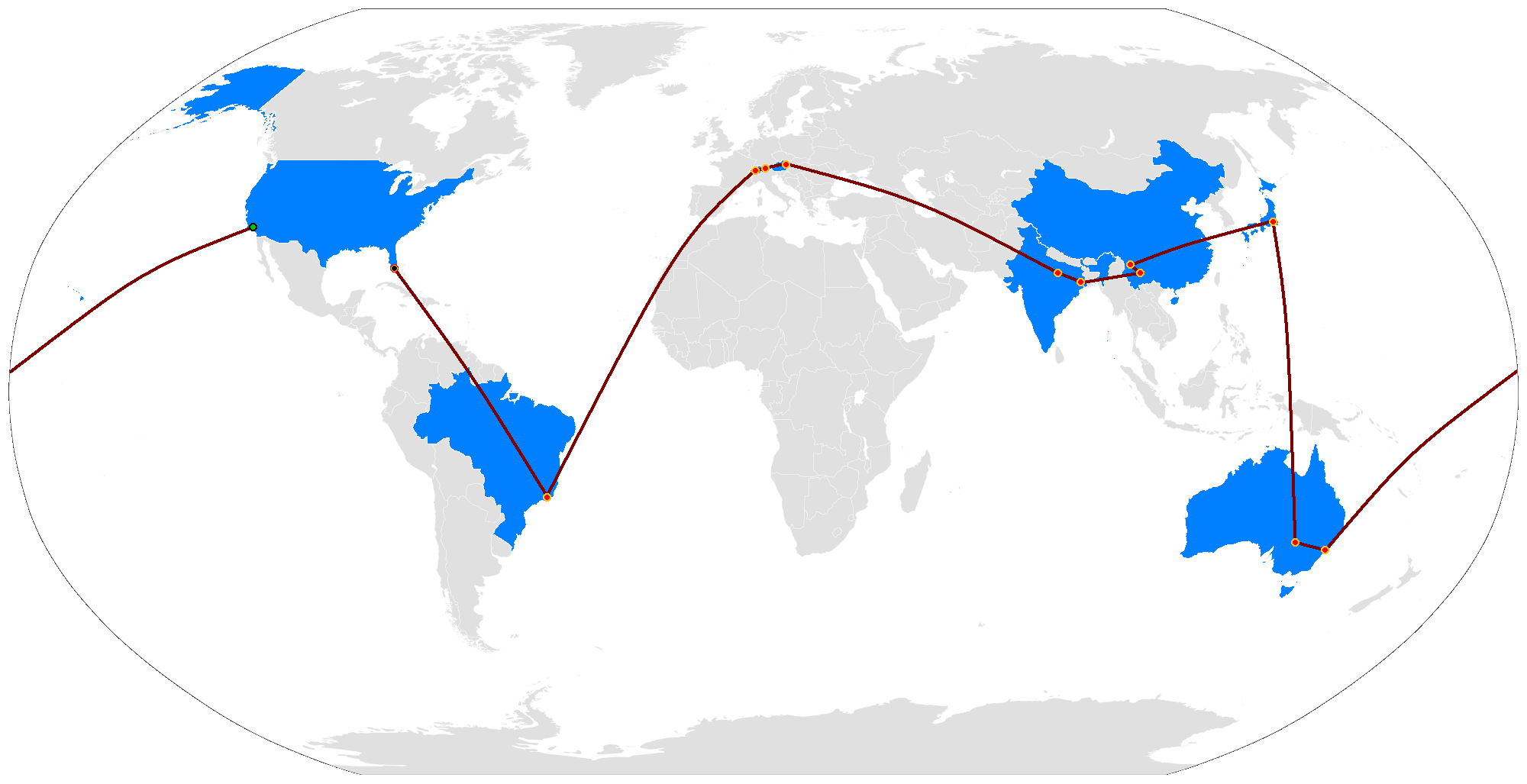
Trasa siedemnastej edycji

1. ↑  Odcinek 12 zawierał dwie blokady i nie zawierał objazdu. Osoba która wykonywała pierwszą blokadę nie mogła wykonywać drugiej.
2. ↑  Flight Time & Big Easy dotarli na metę jako trzecia para, otrzymali jednak 30 minut kary, co spowodowało ich spadek na 5 miejsce.
3. 1 2  Gary & Mallory użyli szybkiej przepustki do ominięcia blokady na piątym etapie. Wcześniej Gary zdecydował się na wykonywanie zadania, co zostało wliczone w podsumowaniu wykonanych blokad.
4. ↑  Kent Kaliber w dwunastej edycji występował jako Kynt Cothron
5. ↑  Kent & Vyxsin otrzymali 30 minutową karę za przelot innym lotem niż było to wymagane. Spowodowało to ich spadek z czwartego na piąte miejsce.
6. ↑  Kent & Vyxsin otrzymali 30 minutową karę za przejazd taksówką na metę, spowodowało to ich spadek z trzeciego na ostatnie miejsce i eliminację.
7. ↑  Mel & Mike wpadli w hipotermię podczas wykonywania zadania na objeździe. Zostali poinstruowani by udać się na metę, gdzie zostali wyeliminowani.
8. ↑  Amanda & Kris w czternastej edycji występowali jako narzeczeni.
9. ↑  Automatyczny nawrót za ostatnie miejsce podczas zadania na starcie został wyegzekwowany podczas drugiego etapu.

- Trasa:

Trasa liczyła 64 372 km i obejmowała 9 różnych państw.
| Państwa           | Nawrót | Próg zwalniający | Objazd | Blokada | Meta |
| ----------------- | ------ | ---------------- | ------ | ------- | ---- |
| Stany Zjednoczone | –      | –                | –      | 2       | 1    |
| Australia         | 1      | –                | 1      | 1       | 2    |
| Japonia           | –      | –                | 1      | 1       | 1    |
| Chiny             | 1      | –                | 2      | 2       | 2    |
| Indie             | –      | –                | 2      | 2       | 2    |
| Austria           | –      | –                | 1      | 1       | 1    |
| Liechtenstein     | –      | 1                | –      | 1       | –    |
| Szwajcaria        | 1      | –                | 2      | 1       | 2    |
| Brazylia          | –      | –                | 1      | 1       | 1    |

### Sezon 19 (2011)
- Wyniki:

| Zawodnicy                            | Związek                         | Pozycja (w odcinku) | Pozycja (w odcinku) | Pozycja (w odcinku) | Pozycja (w odcinku) | Pozycja (w odcinku) | Pozycja (w odcinku) | Pozycja (w odcinku) | Pozycja (w odcinku) | Pozycja (w odcinku) | Pozycja (w odcinku) | Pozycja (w odcinku) | Pozycja (w odcinku) | Wykonane blokady     |
| Zawodnicy                            | Związek                         | 1                   | 2                   | 3                   | 4                   | 5                   | 6                   | ⋐7⋑                 | 8                   | 9                   | 10                  | 11                  | 12                  | Wykonane blokady     |
| ------------------------------------ | ------------------------------- | ------------------- | ------------------- | ------------------- | ------------------- | ------------------- | ------------------- | ------------------- | ------------------- | ------------------- | ------------------- | ------------------- | ------------------- | -------------------- |
| Ernie Halvorsen & Cindy Chiang       | Zaręczeni                       | 1.                  | 4.                  | 5.                  | 5.                  | 3.                  | 5.                  | 2.ε                 | 1.⊃                 | 2.                  | 3.                  | 2.                  | 1.                  | Ernie 7, Cindy 6     |
| Jeremy Cline & Sandy Draghi          | Narzeczeni                      | 2.                  | 6.                  | 3.                  | 3.                  | 7.                  | 3.                  | 6.                  | 5.                  | 3.                  | 2.                  | 1.                  | 2.                  | Jeremy 6, Sandy 7    |
| Amani Pollard & Marcus Pollard       | Małżeństwo                      | 5.                  | 9.                  | 6.                  | 6.                  | 1.                  | 7.                  | 4.                  | 4.                  | 1.                  | 4.                  | 3.                  | 3.                  | Amani 6, Marcus 7    |
| Andy Finch & Tommy Czeschin          | Snowboardziści                  | 7.                  | 1.                  | 1.                  | 1.                  | 5.                  | 1.                  | 1.                  | 3.                  | 4.                  | 1.                  | 4.                  |                     | Andy 6, Tommy 6      |
| Bill Alden & Cathi Alden             | Dziadkowie                      | 11.                 | 7.                  | 7.                  | 7.                  | 2.                  | 6.                  | 3.                  | 2.⊂⋑                | 5.                  | 5.                  |                     |                     | Bill 6, Cathi 5      |
| Laurence Sunderland & Zac Sunderland | Ojciec/Syn Poszukiwacze przygód | 6.                  | 2.                  | 2.                  | 4.                  | 6.                  | 4.                  | 5.⊃                 | 6.⋐                 |                     |                     |                     |                     | Laurence 4, Zac 5    |
| Justin Young & Jennifer Young        | Rodzeństwo                      | 3.                  | 8.                  | 4.                  | 2.                  | 4.                  | 2.                  | 7.                  |                     |                     |                     |                     |                     | Justin 4, Jennifer 4 |
| Liz Canavan & Marie Canavan          | Bliźniaczki                     | 10.                 | 5.                  | 8.                  | 8.                  | 8.                  |                     |                     |                     |                     |                     |                     |                     | Liz 2, Marie 4       |
| Kaylani Pallotta & Lisa Tilley       | Byłe statystyki z Vegas         | 9.н                 | 3.                  | 9.                  |                     |                     |                     |                     |                     |                     |                     |                     |                     | Kaylani 1, Lisa 2    |
| Ethan Zohn & Jenna Morasca           | Narzeczeni                      | 4.                  | 10.                 |                     |                     |                     |                     |                     |                     |                     |                     |                     |                     | Ethan 2, Jenna 0     |
| Ron Zeitz & Bill Smith               | Partnerzy                       | 8.                  | 11.                 |                     |                     |                     |                     |                     |                     |                     |                     |                     |                     | Ron 1, Bill 1        |

- Zespół oznaczony czerwonym kolorem został wyeliminowany w danym odcinku.
- Zespół oznaczony niebieskim podkreślonym kolorem zajął ostatnie miejsce w odcinku nieeliminacyjnym. Podczas kolejnego etapu para musiała wykonać próg zwalniający.
- Orzechowy znak „ε” oznacza, że zespół użył szybkiej przepustki podczas trwania etapu.
- Odcinek oznaczony poziomkowym podkreślonym kolorem był odcinkiem po którym zespołom nie przysługiwał odpoczynek. Zespoły od razu startowały do kolejnego etapu. Podczas tych odcinków zostały zachowane nagrody za zwycięstwo etapowe i żadna para nie została wyeliminowana.
- Pomarańczowy znak „н” oznacza, że zespół musiał wykonać dodatkowe zadanie za zajęcie ostatniego miejsca w zadaniu na starcie (patrz Niebezpieczeństwo).
- Brązowy znak „⊃”, oraz zielony znak „⋑” przy pozycji zespołu oznacza zespół, który użył nawrotu do spowolnienia innego zespołu. Znaki „⊂” oraz „⋐” oznaczają, kto został spowolniony. Oba znaki „⋐⋑” wokół numeru odcinka oznaczają, że dostępny był podwójny nawrót w trakcie etapu, lecz został użyty tylko raz.

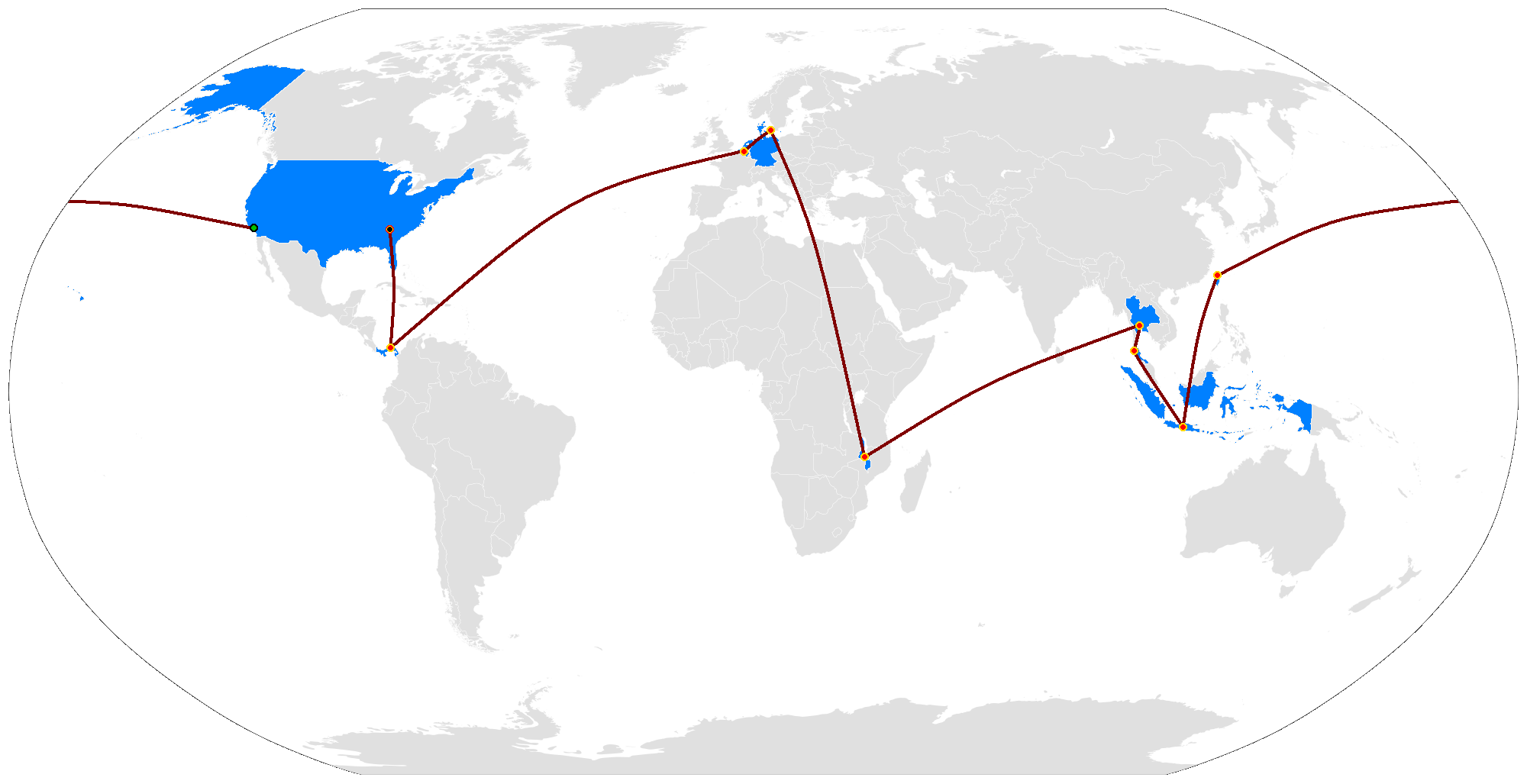
Trasa dziewiętnastej edycji

1. ↑  Osiem z jedenastu zespołów nie wykonało poprawnie zadania ze wskazówki, która polegała na oddaniu wszystkich posiadanych pieniędzy. Zespoły przybyły na metę w następującej kolejności (pogrubioną czcionką oznaczono zespoły, które poprawnie wykonały zadanie):
  1. Ernie & Cindy
  2. Liz & Marie
  3. Bill & Cathi
  4. Andy & Tommy
  5. Jeremy & Sandy
  6. Justin & Jennifer
  7. Amani & Marcus
  8. Laurence & Zac
  9. Ethan & Jenna
  10. Kaylani & Lisa
  11. Ron & Bill.
2. ↑  Piąty etap zawierał dwie blokady i nie zawierał objazdu. Osoba wykonująca pierwszą blokadę nie mogła wykonywać drugiej.
3. ↑  Ernie & Cindy użyli szybkiej przepustki do ominięcia zadania z objazdu.
4. 1 2  Justin & Jennifer oraz Bill & Cathi dotarli na metę odpowiednio jako pierwsi i trzeci, jednak nie zapłacili kierowcom taksówek, którzy pomogli im dostać się na metę. Zostali zawróceni na trasę by zapłacić, a następnie sklasyfikowani odpowiednio na drugim i szóstym miejscu.
5. ↑  Laurence & Zac dotarli na metę jako pierwsza para, jednak otrzymali 15 minut kary za niepoprawne wykonanie zadania podczas objazdu. Spowodowało to ich spadek na drugą pozycję.
6. ↑  Laurence & Zac użyli nawrotu na parze Amani & Marcus, którzy byli przed nimi. Nie miało to wpływu na przebieg wyścigu.
7. ↑  Dodatkowe zadanie wykonywała Kaylani.
8. 1 2  Odcinek drugi był etapem z podwójną eliminacją. Dwa ostatnie zespoły na mecie zostały wyeliminowane.

- Trasa:

Trasa liczyła 64 372 km i obejmowała 10 różnych państw.
| Państwa           | Nawrót | Próg zwalniający | Niebezpieczeństwo | Objazd | Blokada | Meta |
| ----------------- | ------ | ---------------- | ----------------- | ------ | ------- | ---- |
| Stany Zjednoczone | –      | –                | –                 | –      | 1       | 1    |
| Tajwan            | –      | –                | 1                 | –      | 1       | 1    |
| Indonezja         | –      | 1                | –                 | 2      | 2       | 2    |
| Tajlandia         | –      | 1                | –                 | 1      | 3       | 2    |
| Malawi            | 1      | 1                | –                 | 2      | 2       | 2    |
| Dania             | 1      | –                | –                 | 1      | 2       | 1    |
| Niemcy            | –      | –                | –                 | –      | –       | –    |
| Belgia            | –      | –                | –                 | 2      | 1       | 2    |
| Holandia          | –      | –                | –                 | –      | –       | –    |
| Panama            | –      | –                | –                 | 1      | 1       | 1    |

### Sezon 20 (2012)
- Wyniki:

| Zawodnicy                              | Związek               | Pozycja (w odcinku) | Pozycja (w odcinku) | Pozycja (w odcinku) | Pozycja (w odcinku) | Pozycja (w odcinku) | Pozycja (w odcinku) | Pozycja (w odcinku) | Pozycja (w odcinku) | Pozycja (w odcinku) | Pozycja (w odcinku) | Pozycja (w odcinku) | Pozycja (w odcinku) | Wykonane blokady          |
| Zawodnicy                              | Związek               | 1                   | 2                   | 3                   | 4                   | 5                   | 6                   | 7                   | 8                   | 9                   | 10                  | 11                  | 12                  | Wykonane blokady          |
| -------------------------------------- | --------------------- | ------------------- | ------------------- | ------------------- | ------------------- | ------------------- | ------------------- | ------------------- | ------------------- | ------------------- | ------------------- | ------------------- | ------------------- | ------------------------- |
| Rachel Brown & G. David Brown Jr       | Żona & Pilot bojowy   | 1.                  | 1.                  | 6.ε                 | 2.                  | 4.                  | 1.ƒ                 | 1.                  | 2.                  | 1.                  | 1.                  | 1.                  | 1.                  | Rachel 6, Dave 5          |
| Art Velez & John James "JJ" Carrell    | Strażnicy graniczni   | 3.                  | 2.                  | 1.                  | 1.ƒ                 | 1.                  | 2.                  | 3.                  | 3.⊃                 | 3.                  | 4.                  | 2.                  | 2.                  | Art 6, JJ 5               |
| Brendon Villegas & Rachel Reilly       | Doktorant & Hostessa  | 2.                  | 4.                  | 2.                  | 6.                  | 5.                  | 4.                  | 4.                  | 4.⊂⋑                | 2.                  | 2.                  | 3.                  | 3.                  | Brendon 6, Rachel 6       |
| Vanessa Macias & Ralph Kelley          | Narzeczeni/Rozwodnicy | 5.                  | 7.                  | 8.                  | 4.                  | 3.                  | 6.                  | 5.                  | 5.⋐                 | 4.                  | 3.                  | 4.                  |                     | Vanessa 5, Ralph 5        |
| William "Bopper" Minton & Mark Jackson | Przyjaciele           | 9.                  | 3.                  | 4.                  | 8.                  | 6.                  | 3.                  | 2.                  | 1.                  | 5.                  | 5.ƒ                 |                     |                     | Bopper 3, Mark 5          |
| Nary Ebeid & Jamie Graetz              | Agentki federalne     | 4.                  | 6.                  | 5.                  | 5.                  | 7.                  | 5.                  | 6.                  | 6.                  |                     |                     |                     |                     | Nary 4, Jamie 3           |
| Joey "Fitness" Lasalla & Danny Horal   | Trener & Promotor     | 10.                 | 8.                  | 3.                  | 3.                  | 2.                  | 7.                  |                     |                     |                     |                     |                     |                     | Joey "Fitness" 3, Danny 3 |
| Kerri Paul & Stacy Bowers              | Kuzynki               | 7.                  | 5.                  | 7.                  | 7.                  | 8.                  |                     |                     |                     |                     |                     |                     |                     | Kerri 3, Stacy 2          |
| Elliot Weber & Andrew Weber            | Bliźniacy             | 6.                  | 9.                  | 9.                  |                     |                     |                     |                     |                     |                     |                     |                     |                     | Elliot 1, Andrew 2        |
| Dave Gregg & Cherie Gregg              | Małżeństwo/Klauni     | 8.                  | 10.                 |                     |                     |                     |                     |                     |                     |                     |                     |                     |                     | Dave 1, Cherie 1          |
| Misa Tanaka & Maiya Tanaka             | Siostry               | 11.                 |                     |                     |                     |                     |                     |                     |                     |                     |                     |                     |                     | Misa 0, Maiya 1           |

- Zespół oznaczony czerwonym kolorem został wyeliminowany w danym odcinku.
- Zespół oznaczony niebieskim podkreślonym kolorem zajął ostatnie miejsce w odcinku nieeliminacyjnym. Podczas kolejnego etapu para musiała wykonać próg zwalniający.
- Orzechowy znak „ε” oznacza, że zespół użył szybkiej przepustki podczas trwania etapu.
- Zielony znak ƒ przy miejscu zespołu oznacza wygrane zadanie Fast Forward.
- Brązowy znak „⊃”, oraz zielony znak „⋑” przy pozycji zespołu oznacza zespół, który użył nawrotu do spowolnienia innego zespołu. Znaki „⊂” oraz „⋐” oznaczają, kto został spowolniony.

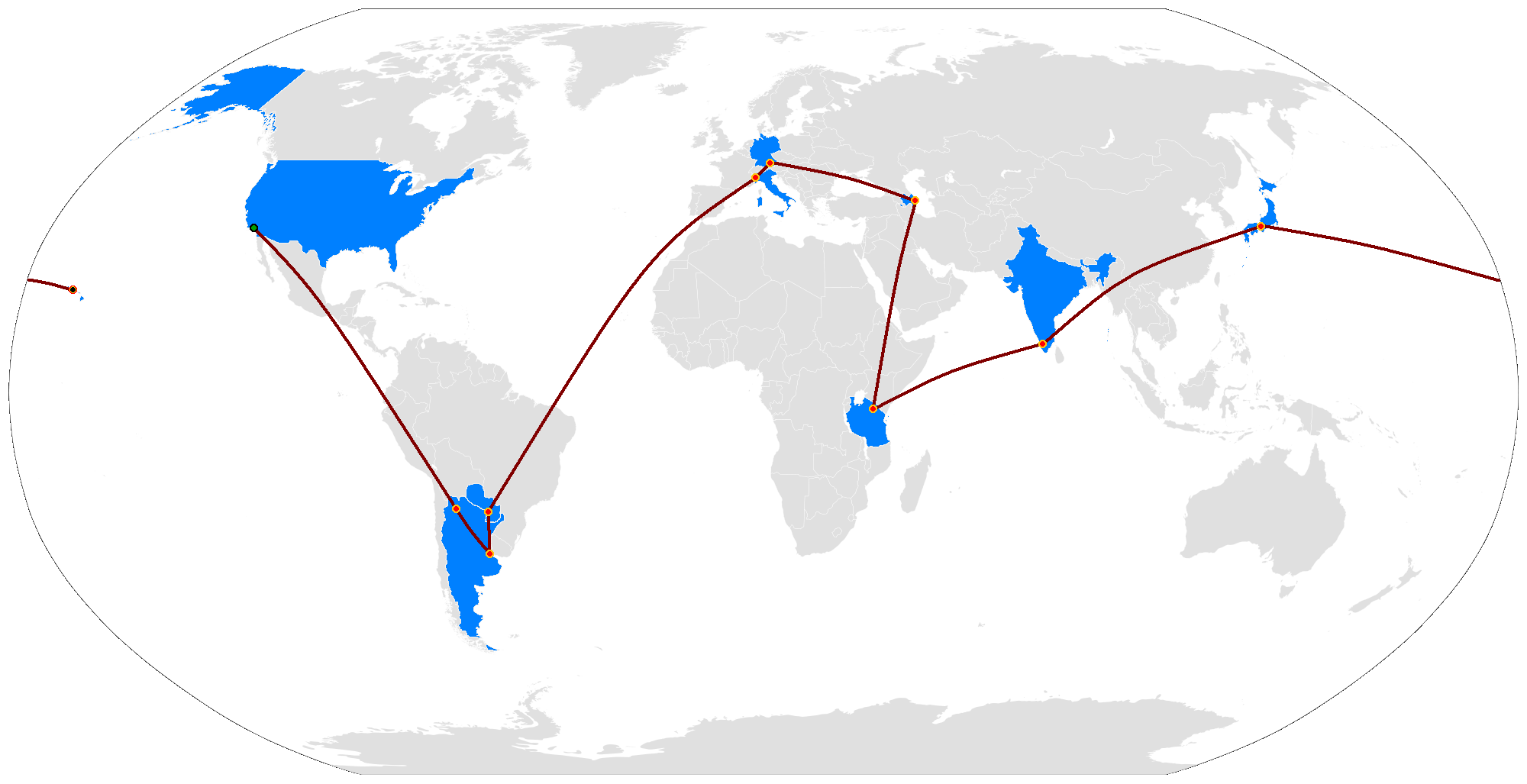
Trasa dwudziestej edycji

1. ↑  Etap 12 zawierał dwie blokady i nie zawierał objazdu. Osoba wykonująca pierwsze zadanie nie mogła wykonywać drugiego.
2. ↑  Rachel & Dave użyli szybkiej przepustki do ominięcia objazdu.
3. ↑  Rachel & Dave otrzymali 2 godziny kary za użycie wszystkich butelek podczas blokady i nieukończenie jej. Spowodowało to ich spadek z drugiej na szóstą pozycję.
4. ↑  Rachel & Dave dotarli na metę całego wyścigu jako pierwsza para, jednak omyłkowo ominęli drugą blokadę. Zostali zawróceni na trasę w celu wykonania blokady. Nie miało to wpływu na ich pozycję.

- Trasa:

Trasa liczyła 64 372 km i obejmowała 10 różnych państw.
| Państwa           | Nawrót | Próg zwalniający | Przewijanie | Objazd | Blokada | Meta |
| ----------------- | ------ | ---------------- | ----------- | ------ | ------- | ---- |
| Stany Zjednoczone | –      | –                | –           | –      | 2       | 1    |
| Argentyna         | –      | –                | –           | 1      | 2       | 2    |
| Paragwaj          | –      | –                | –           | 1      | 1       | 1    |
| Włochy            | –      | –                | 1           | 1      | 1       | 1    |
| Austria           | –      | –                | –           | –      | –       | –    |
| Niemcy            | –      | 1                | –           | 1      | 1       | 1    |
| Azerbejdżan       | –      | –                | 1           | 1      | 1       | 1    |
| Tanzania          | 1      | 1                | –           | 2      | 1       | 2    |
| Indie             | –      | 1                | 1           | 2      | 2       | 2    |
| Japonia           | –      | –                | –           | 1      | 1       | 1    |

### Sezon 25 (2014)
- Wyniki:

| Zawodnicy         | Związek                                         | Nazwa drużyny       | (Pozycja w odcinku) | (Pozycja w odcinku) | (Pozycja w odcinku) | (Pozycja w odcinku) | (Pozycja w odcinku) | (Pozycja w odcinku) | (Pozycja w odcinku) | (Pozycja w odcinku) | (Pozycja w odcinku) | (Pozycja w odcinku) | (Pozycja w odcinku) | (Pozycja w odcinku) | Wykonane blokady     |
| Zawodnicy         | Związek                                         | Nazwa drużyny       | 1                   | 2                   | 3                   | 4                   | 5                   | 6                   | 7                   | 8                   | 9                   | 10                  | 11                  | 12                  | Wykonane blokady     |
| ----------------- | ----------------------------------------------- | ------------------- | ------------------- | ------------------- | ------------------- | ------------------- | ------------------- | ------------------- | ------------------- | ------------------- | ------------------- | ------------------- | ------------------- | ------------------- | -------------------- |
| Amy & Maya        | Naukowcy                                        | Sweet Scientists    | 6.                  | 8.                  | 5.                  | 4.                  | 7.                  | 6.                  | 3.                  | 4.                  | 4.                  | 2.                  | 4.                  | 1.                  | Amy 5, Maya 5        |
| Misti & Jim       | Małżeństwo                                      | The Dentists        | 1.                  | 2.                  | 1.                  | 8.                  | 6.                  | 1.                  | 1.                  | 2.                  | 3.                  | 1.                  | 3.                  | 2.                  | Misti 5, Jim 5       |
| Adam & Bethany    | Małżeństwo                                      | Soul Surfers        | 5.                  | 1.                  | 2.                  | 7.                  | 2.                  | 2.                  | 5.                  | 1.                  | 1.                  | 3.                  | 2.                  | 3.                  | Adam 5, Bethany 4    |
| Brooke & Robbie   | Para/ Wrestlersi                                | The Wrestlers       | 4.                  | 7.                  | 6.                  | 2.                  | 5.                  | 5.                  | 4.                  | 5.                  | 2.                  | 4.                  | 1.                  | 4.                  | Brooke 4, Robbie 4   |
| Kym & Alli        | Zawodniczki wyścigów rowerowych                 | The Cyclists        | 3.                  | 3.                  | 7.                  | 1.                  | 1.                  | 3.                  | 2.                  | 3.                  | 5.                  |                     |                     |                     | Kym 4, Alli 3        |
| Tim & Te Jay      | Para od czasów college'u                        | College Sweethearts | 2.                  | 5.                  | 8.                  | 5.                  | 3.                  | 4.                  | 6.                  | 6.                  |                     |                     |                     |                     | Tim 3, Te Jay 3      |
| Shelley & Nici    | Matka/córka                                     | Mom/Daughter        | 8.                  | 9.                  | 4.                  | 6.                  | 4.                  | 7.                  |                     |                     |                     |                     |                     |                     | Shelley 2, Nici 2    |
| Keith & Whitney   | Zaręczeni                                       | Team Nashville      | 9.                  | 4.                  | 3.                  | 3.                  | 8.                  |                     |                     |                     |                     |                     |                     |                     | Keith 2, Whitney 1   |
| Michael & Scott   | Strażacy                                        | The Firefighters    | 10.                 | 6.                  | 9.                  |                     |                     |                     |                     |                     |                     |                     |                     |                     | Michael 0, Scott 1   |
| Dennis & Isabelle | Para                                            | The Dating Couple   | 7.                  | 10.                 |                     |                     |                     |                     |                     |                     |                     |                     |                     |                     | Dennis 1, Isabelle 0 |
| Lisa & Michelle   | Siostry/ pośredniczki w handlu nieruchomościami | Miami Realtors      | 11.                 |                     |                     |                     |                     |                     |                     |                     |                     |                     |                     |                     | Lisa 1, Michelle 0   |

### Pozostałe sezony oryginalnej wersji amerykańskiej
- Sezon 26 (2015)
- Sezon 27 (2015)
- Sezon 28 (2016)
- Sezon 29 (2017)
- Sezon 30 (2018)
- Sezon 31: Reality Showdown (2019)
- Sezon 32 (2020)
- Sezon 33 (2022)
- Sezon 34 (2022)
- Sezon 35 (2023)

## The Amazing Race Australia – wersja australijska

### Sezon 1 (2010)
- Wyniki:

| Zawodnicy                                      | Związek                   | Pozycja (w odcinku) | Pozycja (w odcinku) | Pozycja (w odcinku) | Pozycja (w odcinku) | Pozycja (w odcinku) | Pozycja (w odcinku) | Pozycja (w odcinku) | Pozycja (w odcinku) | Pozycja (w odcinku) | Pozycja (w odcinku) | Pozycja (w odcinku) | Pozycja (w odcinku) | Wykonane blokady      |
| Zawodnicy                                      | Związek                   | 1                   | 2                   | 3                   | 4                   | 5                   | 6                   | 7 + 8               | 7 + 8               | 9                   | 10                  | 11                  | 12                  | Wykonane blokady      |
| ---------------------------------------------- | ------------------------- | ------------------- | ------------------- | ------------------- | ------------------- | ------------------- | ------------------- | ------------------- | ------------------- | ------------------- | ------------------- | ------------------- | ------------------- | --------------------- |
| Tyler Atkins & Nathan Jolliffe                 | Surferzy                  | 6.                  | 1.                  | 3.                  | 2.⊃                 | 1.–                 | 1.                  | 2.                  | 2.+                 | 3.                  | 3.                  | 2.                  | 1.                  | Tyler 6, Nathan 6     |
| Samantha "Sam" Schoers & Renae Wauhop          | Modelki                   | 1.                  | 5.                  | 8.ε                 | 5.                  | 6.~                 | 6.                  | 4.                  | 3.^                 | 4.                  | 4.                  | 1.                  | 2.                  | Sam 6, Renae 6        |
| Jeff Downes & Luke Downes                      | Ojciec/Syn                | 4.                  | 4.                  | 6.                  | 4.                  | 3.–                 | 3.                  | 3.                  | 1.+                 | 2.                  | 2.                  | 3.                  | 3.                  | Jeff 6, Luke 6        |
| Matt Nunn & Tom Warriner                       | Farmerzy                  | 5.                  | 2.                  | 5.                  | 1.                  | 2.+                 | 4.                  | 6.                  | 5.–                 | 1.                  | 1.                  | 4.                  |                     | Matt 5, Tom 6         |
| Kelly Miller & Dave Miller                     | Małżeństwo/Motocykliści   | 2.                  | 6.                  | 4.                  | 6.                  | 4.^                 | 5.                  | 5.                  | 4.–                 | 5.                  |                     |                     |                     | Dave 6, Kelly 3       |
| Anastasia Drimousis & Chris Pselletes          | Narzeczeni                | 7.                  | 3.                  | 7.                  | 3.                  | 7.+                 | 2.                  | 1.                  | 6.^                 |                     |                     |                     |                     | Chris 5, Anastasia 3  |
| Alana Munday & Mel Greig                       | Rozdzielone siostry       | 9.                  | 10.                 | 2.                  | 7                   | 5.^                 | 7.                  |                     |                     |                     |                     |                     |                     | Alana 2, Mel 4        |
| Mohammed "Mo" El-Leissy & Mostafa "Mos" Haroun | Koledzy                   | 11.                 | 7.                  | 9.                  | 8.                  | 8.~                 |                     |                     |                     |                     |                     |                     |                     | Mo 2, Mos 3           |
| Richard Toutounji & Joey Toutounji             | Małżeństwo/Przedsiębiorcy | 10.                 | 9.                  | 1.ƒ                 | 9.⊂                 |                     |                     |                     |                     |                     |                     |                     |                     | Richard 2, Joey 1     |
| Anne-Marie Brown & Tracy Read                  | Współpracowniczki         | 8.                  | 8.                  | 10.                 |                     |                     |                     |                     |                     |                     |                     |                     |                     | Anne-Marie 2, Tracy 1 |
| Ryot Wilson & Liberty Wilson                   | Brat/Siostra              | 3.                  | 11.                 |                     |                     |                     |                     |                     |                     |                     |                     |                     |                     | Ryot 2, Liberty 0     |

- Zespół oznaczony czerwonym kolorem został wyeliminowany w danym odcinku.
- Zespół oznaczony niebieskim podkreślonym kolorem został „naznaczony eliminacją” za zajęcie ostatniego miejsca w odcinku nieeliminacyjnym. Oznaczało to, że w przypadku niewygrania kolejnego etapu para otrzyma 30 minutową karę.
- Orzechowy znak „ε” oznacza, że zespół użył szybkiej przepustki podczas trwania etapu.
- Zielony znak ƒ przy miejscu zespołu oznacza wygrane zadanie Fast Forward. Jeśli znajduje się przy numerze odcinka, oznacza że Fast Foreward było dostępne, ale nie zostało użyte przez żaden zespół.
- Brązowy znak „⊃” przy pozycji zespołu oznacza zespół, który użył nawrotu do spowolnienia innego zespołu. Znak „⊂” oznacza, kto został spowolniony.
- Pasujące do siebie symbole (pomarańczowy –, czerwony +, limonkowy ~ oraz oliwkowy ^) oznaczają zespoły, które współpracowały ze sobą w ramach skrzyżowania.

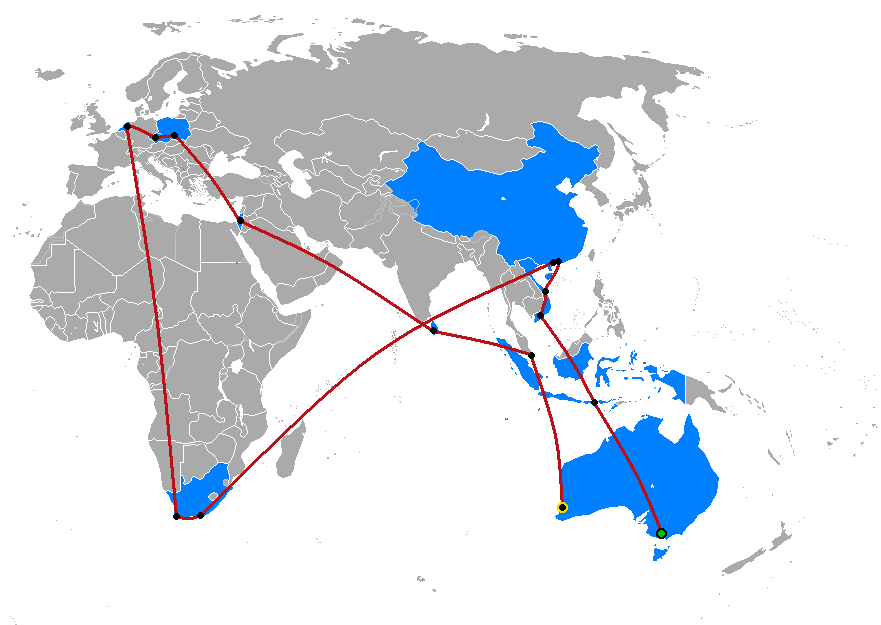
Trasa pierwszej edycji australijskiej

1. ↑  Odcinki 7 i 8 zostały połączone w jeden odcinek-maraton. Pozycje w pierwszej kolumnie odpowiadają miejscom zajmowanym przez zespoły na półmetku rywalizacji.
2. ↑  Podczas przejazdu pociągiem z Pragi do Krakowa nieznany mężczyzna wszedł do przedziału sypialnego par Sam & Renae i Taylor & Nathan, skąd skradł plecaki zawierające pieniądze i dokumenty tych drugich. Następnego dnia para odnalazła plecak w innym przedziale bez pieniędzy. Para nie otrzymała żadnej bonifikaty w związku z tym wydarzeniem.
3. 1 2  Sam & Renae oraz Taylor & Nathan dotarli na metę jako kolejno pierwsi i drudzy, jednak otrzymali po 20 minut kary za przejazd niezarejestrowaną taksówką. Kary nie miały wpływu na ich pozycje.
4. 1 2  Sam & Renae użyli szybkiej przepustki do ominięcia blokady podczas trzeciego etapu. Wcześniej Sam zdecydował się wykonywać zadanie, co zostało wliczone do sumy wykonanych blokad.
5. 1 2  Sam & Renae oraz Chris & Anastasia dotarli na metę kolejno jako pierwsi i drudzy, jednak zostali ukarani za niewykonanie zadania na skrzyżowaniu. Chris & Anastasia otrzymali 4 godziny kary za rezygnację z wykonania zadania, natomiast Sam & Renae otrzymali połowę tej kary, ponieważ zostali zmuszeni do wycofania się z zadania. ostatecznie Sam & Renae zostali sklasyfikowani na trzecim miejscu, a para Chris & Anastasia zajęli ostatnie miejsce i zostali wyeliminowani.
6. ↑  Ponieważ Sam & Renae wygrali etap, nie otrzymali kary za zajęcie ostatniego miejsca w poprzednim etapie.
7. ↑  Jeff & Luke zakupili bilety drugiej klasy na przejazd pociągiem, podczas gdy we wskazówce było podane by wykupili bilety klasy trzeciej. W związku z tym ze stacji mogli wyruszyć 10 minut po przyjeździe.
8. ↑  Dave & Kelly nie byli w stanie odnaleźć mety. Po dotarciu wszystkich pozostałych zespołów zostali poinformowani o tym przez prowadzącego i wyeliminowani.
9. ↑  Mo & Mos dotarli na metę jako czwarta para, jednak z powodu zajęcia w poprzednim etapie ostatniego miejsca i niewygrania etapu otrzymali 30 minutową karę. Ostatecznie zostali sklasyfikowani na siódmym miejscu.
10. 1 2  Mo & Mos zdecydowali się nie wykonywać zadania z blokady, przez co otrzymali 4 godziny kary. W czasie trwania kary na metę dotarła jedyna para będąca wówczas na trasie – Anne-Marie & Tracy, które także nie wykonały zadania. W związku z tym obie pary zostały sklasyfikowane. Pozostały czas został doliczony parze Mo & Mos do czasu startu kolejnego etapu, natomiast Anne-Marie & Tracy zostały wyeliminowane.
11. ↑  Anne-Marie & Tracy dotarły na metę jako ósma para, jednak z nieujawnionych przyczyn na trasę kolejnego etapu wyruszyły jako dziewiąta para.

- Trasa:

Trasa liczyła 49 999 km i obejmowała 12 różnych państw.
| Państwa                  | Nawrót | Przewijanie | Skrzyżowanie | Objazd | Blokada | Meta |
| ------------------------ | ------ | ----------- | ------------ | ------ | ------- | ---- |
| Australia                | –      | –           | –            | –      | 2       | 1    |
| Indonezja                | –      | –           | –            | 1      | –       | 1    |
| Wietnam                  | –      | –           | –            | 1      | 1       | 1    |
| Chiny/ Hongkong          | –      | 1           | –            | 1      | –       | –    |
| Chiny/ Makau             | –      | –           | –            | –      | 1       | 1    |
| Południowa Afryka        | 1      | –           | 1            | 2      | 2       | 2    |
| Holandia                 | –      | –           | –            | –      | –       | –    |
| Czechy                   | –      | –           | –            | 2      | 2       | 2    |
| Polska                   | –      | –           | 1            | 1      | 1       | 1    |
| Izrael · w tym Palestyna | –      | –           | –            | 2      | 1       | 2    |
| Izrael · w tym Palestyna | –      | –           | –            | –      | 1       | –    |
| Sri Lanka                | –      | –           | –            | 1      | 1       | 1    |
| Singapur                 | –      | –           | –            | 1      | –       | –    |

### Pozostałe edycje wersji australijskiej
- Sezon 2 (2012)
- Sezon 3: The Amazing Race Australia v New Zealand (2014) – łączona wersja, w której udział brali uczestnicy z Australii i Nowej Zelandii;
- Sezon 4 (2019)
- Sezon 5 (2021)
- Sezon 6: Around the World (2022)

## The Amazing Race: China Rush – wersja chińska

### Sezon 1: China Rush (2010)
- Wyniki:

| Zawodnicy                     | Zawodnicy                             | Związek              | Pozycja (w odcinku) | Pozycja (w odcinku) | Pozycja (w odcinku) | Pozycja (w odcinku) | Pozycja (w odcinku) | Pozycja (w odcinku) | Pozycja (w odcinku) | Pozycja (w odcinku) | Pozycja (w odcinku) | Pozycja (w odcinku) | Pozycja (w odcinku) | Pozycja (w odcinku) | Wykonane blokady      |
| Zawodnicy                     | Zawodnicy                             | Związek              | 1                   | 2                   | 3                   | 4                   | 5                   | 6                   | 7                   | 8                   | 9                   | 10                  | 11                  | 12                  | Wykonane blokady      |
| ----------------------------- | ------------------------------------- | -------------------- | ------------------- | ------------------- | ------------------- | ------------------- | ------------------- | ------------------- | ------------------- | ------------------- | ------------------- | ------------------- | ------------------- | ------------------- | --------------------- |
| Australia · Stany Zjednoczone | Charlie Gale & Rachel Chen            | Przyjaciele          | 1.                  | 3.                  | 2.                  | 1.                  | 4.                  | 1.                  | 2.                  | 1.                  | 5.                  | 4.                  | 1.                  | 1                   | Charlie 6, Rachel 6   |
| Australia                     | Richard Liston & Joshua Ogilvie       | Koledzy              | 3.                  | 1.                  | 1.                  | 3.                  | 1.                  | 5.                  | 1.                  | 3.                  | 2.                  | 1.                  | 3.                  | 2.                  | Rick 6, Josh 6        |
| Indie                         | Deepak Noutiyal & Naresh Ludhani      | Fanatycy krykieta    | 9.                  | 5.                  | 5.                  | 4.                  | 6.                  | 3.                  | 4.                  | 5.⊂                 | 4.                  | 3.                  | 2.                  | 3.                  | Deepak 6, Naresh 6    |
| Kanada · Stany Zjednoczone    | Lisa Chiang & Karen Spencer           | Momshells            | 5.                  | 8.                  | 8.                  | 5.>                 | 5.                  | 4.                  | 5.                  | 4.⊃                 | 3.                  | 2.                  | 4.                  |                     | Karen 6, Lisa 5       |
| Anglia · Stany Zjednoczone    | Sarah Edson & Molly Fitzpatrick       | Ultramaratończycy    | 4.                  | 4.                  | 4.                  | 6.                  | 3.                  | 2.                  | 3.                  | 2.                  | 1.                  | 5.                  |                     |                     | Sarah 5, Molly        |
| Stany Zjednoczone             | Sean Slaughter & Amy Bromstead        | Narzeczeni           | 2.                  | 2.                  | 3.                  | 2.                  | 2.                  | 6.                  |                     |                     |                     |                     |                     |                     | Sean 3, Amy 3         |
| Kolumbia                      | Bonnie Wisnewski & Melanie Plumi      | Żony/Ekspatriantki   | 7.                  | 6.                  | 6.                  | 7.                  | 7.                  |                     |                     |                     |                     |                     |                     |                     | Bonnie 2, Mel 3       |
| Łotwa                         | Janis Vaisla & Aleksandra Kurusov     | Weterani telewizyjni | 6.                  | 7.                  | 7.                  | 8.<                 |                     |                     |                     |                     |                     |                     |                     |                     | Janis 4, Aleksandra 0 |
| Meksyk                        | Miguel Villaneuva & Hector Valenzuela | Koledzy              | 8.                  | 9.                  | 9.                  |                     |                     |                     |                     |                     |                     |                     |                     |                     | Hector 1, Miguel 2    |
| Kenia                         | Paul Lebeneiyo & Francis Merinyi      | Wojownicy Massai     | 10.                 | 10.                 |                     |                     |                     |                     |                     |                     |                     |                     |                     |                     | Paul 1, Francis 1     |

- Zespół oznaczony czerwonym kolorem został wyeliminowany w danym odcinku.
- zespół oznaczony niebieskim podkreślonym kolorem zajął ostatnie miejsce w odcinku nieeliminacyjnym.
- Pomarańczowy znak „>” przy pozycji zespołu oznacza zespół, który użył sideł do spowolnienia innego zespołu. Znak „<” oznacza, kto został spowolniony.
- Brązowy znak „⊃” przy pozycji zespołu oznacza zespół, który użył nawrotu do spowolnienia innego zespołu. Znak „⊂” oznacza, kto został spowolniony.

1. ↑  Charlie & Rachel dotarli na metę jako drudzy, otrzymali jednak 30 minut kary za pomoc na blokadzie osoby nie wykonującej zadania. Spowodowało to ich spadek na trzecie miejsce
2. ↑  Deepak & Naresh dotarli na metę jako czwarci, jednak otrzymali 15 minut kary za użycie samochodu golfowego na dojazd do mety. Spowodowało to ich spadek na miejsce piąte.
3. 1 2  Sarah nie była w stanie wykonać blokady w 10 odcinku. Para została wyeliminowana podczas wykonywania zadania gdy pozostałe zespoły osiągnęły metę.

- Trasa:

Trasa pierwszej edycji

Trasa obejmowała miasta na terenie Chin.
| Miasta    | Sidła | Nawrót | Próg zwalniający | Objazd | Blokada | Meta |
| --------- | ----- | ------ | ---------------- | ------ | ------- | ---- |
| Szanghaj  | –     | –      | –                | –      | 1       | 1    |
| Zhejiang  | –     | –      | –                | –      | 1       | 1    |
| Jiangsu   | 1     | –      | 1                | 3      | 3       | 3    |
| Pekin     | –     | –      | –                | 1      | 1       | 1    |
| Shandong  | –     | –      | –                | 2      | 2       | 2    |
| Syczuan   | 1     | –      | 2                | 2      | 2       | 2    |
| Yunnan    | –     | –      | 1                | 1      | 1       | 1    |
| Guangdong | –     | –      | –                | 1      | 1       | 1    |

### Pozostałe edycje wersji chińskiej
- Sezon 2: China Rush (2011)
- Sezon 3: China Rush (2012)
- Sezon 4: The Amazing Race China 1 (2014)
- Sezon 5: The Amazing Race China 2 (2015)
- Sezon 6: The Amazing Race China 3 (2016)
- Sezon 7: The Amazing Race China 4 (2017)

## The Amazing Race Latin America – wersja Latynoamerykańska

### Sezon 1: The Amazing Race en Discovery Channel (2009)
- Wyniki:

| Zawodnicy | Zawodnicy                                         | Związek              | Pozycja (w odcinku) | Pozycja (w odcinku) | Pozycja (w odcinku) | Pozycja (w odcinku) | Pozycja (w odcinku) | Pozycja (w odcinku) | Pozycja (w odcinku) | Pozycja (w odcinku) | Pozycja (w odcinku) | Pozycja (w odcinku) | Pozycja (w odcinku) | Pozycja (w odcinku) | Pozycja (w odcinku) | Wykonane blokady       |
| Zawodnicy | Zawodnicy                                         | Związek              | 1                   | 2                   | 3                   | 4                   | 5                   | 6                   | 7                   | <8>                 | 9                   | 10                  | 11                  | 12                  | 12                  | Wykonane blokady       |
| --------- | ------------------------------------------------- | -------------------- | ------------------- | ------------------- | ------------------- | ------------------- | ------------------- | ------------------- | ------------------- | ------------------- | ------------------- | ------------------- | ------------------- | ------------------- | ------------------- | ---------------------- |
| Argentyna | Tamara Reichelt & Matías Franchini                | Małżeństwo           | 1.                  | 1.                  | 2.ƒ                 | 2.                  | 2.                  | 3.                  | 1.                  | 2.                  | 4.                  | 4.                  | 3.                  | 3                   | 1                   | Matías 6, Tamara 5     |
| Wenezuela | Daniel España & David Galavis                     | Ojciec chrzestny/Syn | 2.                  | 10.                 | 3.                  | 1.                  | 3.                  | 6.                  | 4.                  | 3.                  | 3.                  | 2.>                 | 2.                  | 1.                  | 2.                  | Daniel 6, David 6      |
| Chile     | Fernanda "Ferna" Guzmán & Francisca "Fran" Coombs | Koleżanki            | 10.                 | 3.                  | 8.                  | 5.                  | 5.                  | 1.                  | 2.                  | 1.                  | 2.⊃                 | 1.<                 | 1.                  | 2.                  | 3.                  | Ferna 6, Fran 6        |
| Brazylia  | Carlos Tavares & Daniel Mastroiano                | Koledzy              | 5.                  | 2.                  | 7.                  | 4.                  | 4.                  | 2.                  | 5.                  | 5.                  | 1.                  | 2.                  | 4.                  |                     |                     | Daniel 5, Carlos 5     |
| Brazylia  | Anna Arestivo & Rodrigo Alegro                    | Narzeczeni           | 6.                  | 8.                  | 4.                  | 6.                  | 1.                  | 4.                  | 3.                  | 4.                  | 5.⊂                 |                     |                     |                     |                     | Rodrigo 4, Anna 4      |
| Meksyk    | Casilda Creixell & Casilda Pérez                  | Matka/Córka          | 3.                  | 6.                  | 1.                  | 3.                  | 6.                  | 7.                  | 6.                  | 6.                  |                     |                     |                     |                     |                     | Casilda 3, Casilda 4   |
| Kolumbia  | Miguel Angel Kurmen & Diego Chaustre              | Narzeczeni           | 7.                  | 5.                  | 5.                  | 8.                  | 7.                  | 5.                  | 7.                  |                     |                     |                     |                     |                     |                     | Diego 2, Miguel 4      |
| Kolumbia  | Mario Torres & Melissa Figueredo                  | Narzeczeni           | 8.                  | 4.                  | 9.                  | 7.                  | 8.                  |                     |                     |                     |                     |                     |                     |                     |                     | Mario 3, Melissa 1     |
| Panama    | Ricardo Acevedo & Adriana Acevedo                 | Ojciec/Córka         | 4.                  | 9.                  | 6.                  | 9.                  |                     |                     |                     |                     |                     |                     |                     |                     |                     | Ricardo 1, Adriana 2   |
| Meksyk    | Gabriel Villarreal & Guillermo Villarreal         | Bracia               | 9.                  | 7.                  | 10.                 |                     |                     |                     |                     |                     |                     |                     |                     |                     |                     | Guillermo 1, Gabriel 1 |
| Argentyna | Ariel Saravia & Nora Saravia                      | Rodzeństwo           | 11.                 | 11.                 |                     |                     |                     |                     |                     |                     |                     |                     |                     |                     |                     | Nora 0, Ariel 1        |

- Zespół oznaczony czerwonym kolorem został wyeliminowany w danym odcinku.
- zespół oznaczony niebieskim podkreślonym kolorem zajął ostatnie miejsce w odcinku nieeliminacyjnym.
- Zielony znak ƒ przy miejscu zespołu oznacza wygrane zadanie Fast Forward. Jeśli znajduje się przy numerze odcinka, oznacza że Fast Foreward było dostępne, ale nie zostało użyte przez żaden zespół.
- Pomarańczowy znak „>” przy pozycji zespołu oznacza zespół, który użył sideł do spowolnienia innego zespołu. Znak „<” oznacza, kto został spowolniony. Oba znaki „<>” wokół numeru odcinka oznaczają, że sidła były dostępne, ale nie zostały użyte.
- Brązowy znak „⊃” przy pozycji zespołu oznacza zespół, który użył nawrotu do spowolnienia innego zespołu. Znak „⊂” oznacza, kto został spowolniony. Oba znaki „⊂⊃” wokół numeru odcinka oznaczają, że nawrót był dostępny, ale nie został użyty.

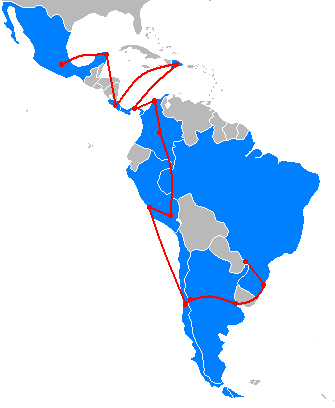
Trasa pierwszej edycji

1. ↑  Daniel & David i Daniel & Carlos zostali razem sklasyfikowani na drugim miejscu po osiągnięciu mety dokładnie w tym samym czasie.
2. ↑  Odcinek dwunasty był etapem podwójnym z dwoma blokadami i objazdami. Pozycja w pierwszej kolumnie odzwierciedla kolejność na półmetku etapu.
3. ↑  Casilda & Casilda otrzymały godzinę kary za błędne wykonanie objazdu. Spowodowało to spadek z trzeciej na ostatnią pozycję.
4. 1 2  Casilda & Casilda nie wykonały blokady, ponieważ i tak były na ostatniej pozycji zostały wyeliminowane bez nakładania 4 godzinnej kary.
5. 1 2  Diego & Miguel i Mario & Melissa otrzymali 1 godzinną karę za niewykonanie zadania dodatkowego. Nie miało to wpływu na ich pozycje.
6. ↑  Ariel & Nora odmówili wykonania progu zwalniającego w związku z czym otrzymali 4 godzinną karę. Spowodowało to ich spadek z trzeciej na ostatnią pozycję.

- Trasa:

Trasa liczyła 14 600 km i obejmowała 9 różnych państw.
| Państwa    | Sidła | Nawrót | Próg zwalniający | Przewijanie | Objazd | Blokada | Meta |
| ---------- | ----- | ------ | ---------------- | ----------- | ------ | ------- | ---- |
| Brazylia   | –     | –      | –                | –           | 1      | 1       | 1    |
| Argentyna  | –     | –      | 1                | 1           | 2      | 1       | 2    |
| Chile      | –     | –      | –                | –           | 1      | 1       | 1    |
| Peru       | –     | –      | –                | –           | 2      | 1       | 2    |
| Kolumbia   | 1     | –      | 1                | –           | 2      | 2       | 2    |
| Panama     | –     | 1      | –                | –           | 1      | 1       | 1    |
| Dominikana | 1     | –      | –                | –           | 1      | 1       | 1    |
| Kostaryka  | –     | –      | 1                | –           | 1      | 1       | 1    |
| Meksyk     | –     | –      | –                | –           | 2      | 2       | 1    |

### Pozostałe edycje wersji latynoamerykańskiej
- Sezon 2: The Amazing Race en Discovery Channel (2010)
- Sezon 3 (2011)
- Sezon 4: The Amazing Race: Edição Brasil (2012) – edycja brazylijska
- Sezon 5 (2013)
- Sezon 6: The Amazing Race: Ecuador (2014) – edycja ekwadorska

## The Amazing Race Philippines – wersja filipińska

### Sezon 1 (2012)
- Wyniki:

| Zawodnicy                                            | Związek                 | Pozycja (w odcinku) | Pozycja (w odcinku) | Pozycja (w odcinku) | Pozycja (w odcinku) | Pozycja (w odcinku) | Pozycja (w odcinku) | Pozycja (w odcinku) | Pozycja (w odcinku) | Pozycja (w odcinku) | Pozycja (w odcinku) | Pozycja (w odcinku) | Pozycja (w odcinku) | Pozycja (w odcinku) | Wykonane blokady    |
| Zawodnicy                                            | Związek                 | 1                   | 2                   | 3                   | 4                   | 5+6                 | 5+6                 | 7                   | 8                   | 9                   | 10                  | 11                  | 12                  | 13                  | Wykonane blokady    |
| ---------------------------------------------------- | ----------------------- | ------------------- | ------------------- | ------------------- | ------------------- | ------------------- | ------------------- | ------------------- | ------------------- | ------------------- | ------------------- | ------------------- | ------------------- | ------------------- | ------------------- |
| LJ Moreno & CJ Jaravata                              | Przyjaciółki/Celebrytki | 7.                  | 2.^                 | 2.                  | 4.>                 | 6.»                 | 5.⊃                 | 5.                  | 5.                  | 3.^>                | 2.                  | 2.                  | 3.                  | 1.                  | LJ 7, CJ 7          |
| Fausto Reyes & Dayal Chowdary, Jr                    | Szwagrowie              | 9.                  | 8.–                 | 8.                  | 7.                  | 2.>                 | 2.                  | 1.                  | 3.                  | 1.+                 | 1.ƒ                 | 3.                  | 2.                  | 2.                  | Fausto 7, Dayal 6   |
| Marc Duñgo & Kat Tan                                 | Znajomi z siłowni       | 1.                  | 1.§^                | 1.                  | 1.                  | 4.<»ε               | 3.⊃                 | 2.                  | 1.                  | 2.+                 | 3.                  | 1.                  | 1.                  | 3.                  | Marc 8, Kat 6       |
| Sheena Vera Cruz & Gazelle "Gee" Canlas              | Koleżanki               | 5.                  | 6.↑                 | 5.                  | 6.                  | 7.                  | 4.                  | 4.                  | 6.                  | 5.–<                | 4.                  | 4.                  | 4.                  |                     | Sheena 7, Gee 5     |
| Saida Diola & Jervi Li                               | Amigas                  | 4.                  | 3.+                 | 4.                  | 2.                  | 5.»                 | 6.⊃                 | 6.                  | 4.                  | 4.–                 | 5.                  |                     |                     |                     | Saida 6, Jervi 4    |
| Raymund "Boom" Vergara & Cheng Enriquez              | Kumple                  | 2.                  | 5.~                 | 3.                  | 3.                  | 1.                  | 1.                  | 3.                  | 2.                  | 6.^                 |                     |                     |                     |                     | Boom 7, Cheng 2     |
| Edgar "Ed" Movido & Angelica "Angel" Movido          | Ojciec/Córka            | 8.                  | 4.+                 | 7.                  | 8.                  | 3.>                 | 7.                  | 7.                  | 7.                  |                     |                     |                     |                     |                     | Ed 5, Angel 3       |
| Danielle "Dani" Castaño & Michelle "Mish" van Ruvyen | Seksbomby               | 3.                  | 7.–                 | 6.                  | 5.                  | 8.»>                | 8.⊂                 |                     |                     |                     |                     |                     |                     |                     | Dani 2, Mish 4      |
| Pamela Spella & Vanessa Ishitani                     | Gospodynie domowe       | 10.                 | 9.↑                 | 9.                  | 9.                  |                     |                     |                     |                     |                     |                     |                     |                     |                     | Pamela 2, Vanessa 2 |
| Anton del Rosario & Armand del Rosario               | Bracia/Piłkarze         | 6.                  | 10.~                |                     |                     |                     |                     |                     |                     |                     |                     |                     |                     |                     | Anton 1, Armand 1   |
| Crystel Castro & Mykey Lacson                        | Narzeczeni              | 11.                 |                     |                     |                     |                     |                     |                     |                     |                     |                     |                     |                     |                     | Crystel 1, Mykey 0  |

- Zespół oznaczony czerwonym kolorem został wyeliminowany w danym odcinku.
- zespół oznaczony niebieskim podkreślonym kolorem zajął ostatnie miejsce w odcinku nieeliminacyjnym bez otrzymania kary.
- zespół oznaczony niebieskim pochylonym kolorem zajął ostatnie miejsce w odcinku nieeliminacyjnym i otrzymał karę 30 minut w następnym odcinku za nieukończenie go na pierwszym miejscu
- Zielony znak ƒ przy miejscu zespołu oznacza wygrane zadanie Fast Forward. Jeśli znajduje się przy numerze odcinka, oznacza że Fast Foreward było dostępne, ale nie zostało użyte przez żaden zespół.
- Brązowy znak „⊃” przy pozycji zespołu oznacza zespół, który użył nawrotu do spowolnienia innego zespołu. Znak „⊂” oznacza, kto został spowolniony. Oba znaki „⊂⊃” wokół numeru odcinka oznaczają, że nawrót był dostępny, ale nie został użyty.
- Różowy znak § oznacza użycie Salvage Pass do wcześniejszego startu zamiast ocalenia ostatniej drużyny z poprzedniego etapu.
- Pomarańczowy znak „>” oraz ciemnopomarańczowy znak „»” przy pozycji zespołów oznacza zespoły, które użyły sideł do spowolnienia innego zespołu. Znaki „<” oraz „«” oznaczają, kto został spowolniony.
- Purpurowy znak ε oznacza użycie Express Pass podczas etapu.
- Pasujące do siebie symbole (purpurowy +, niebieski ^, czerwony –, limonkowy ↑ oraz ciemnozłoty ~) oznaczają zespoły, które współpracowały ze sobą w ramach skrzyżowania

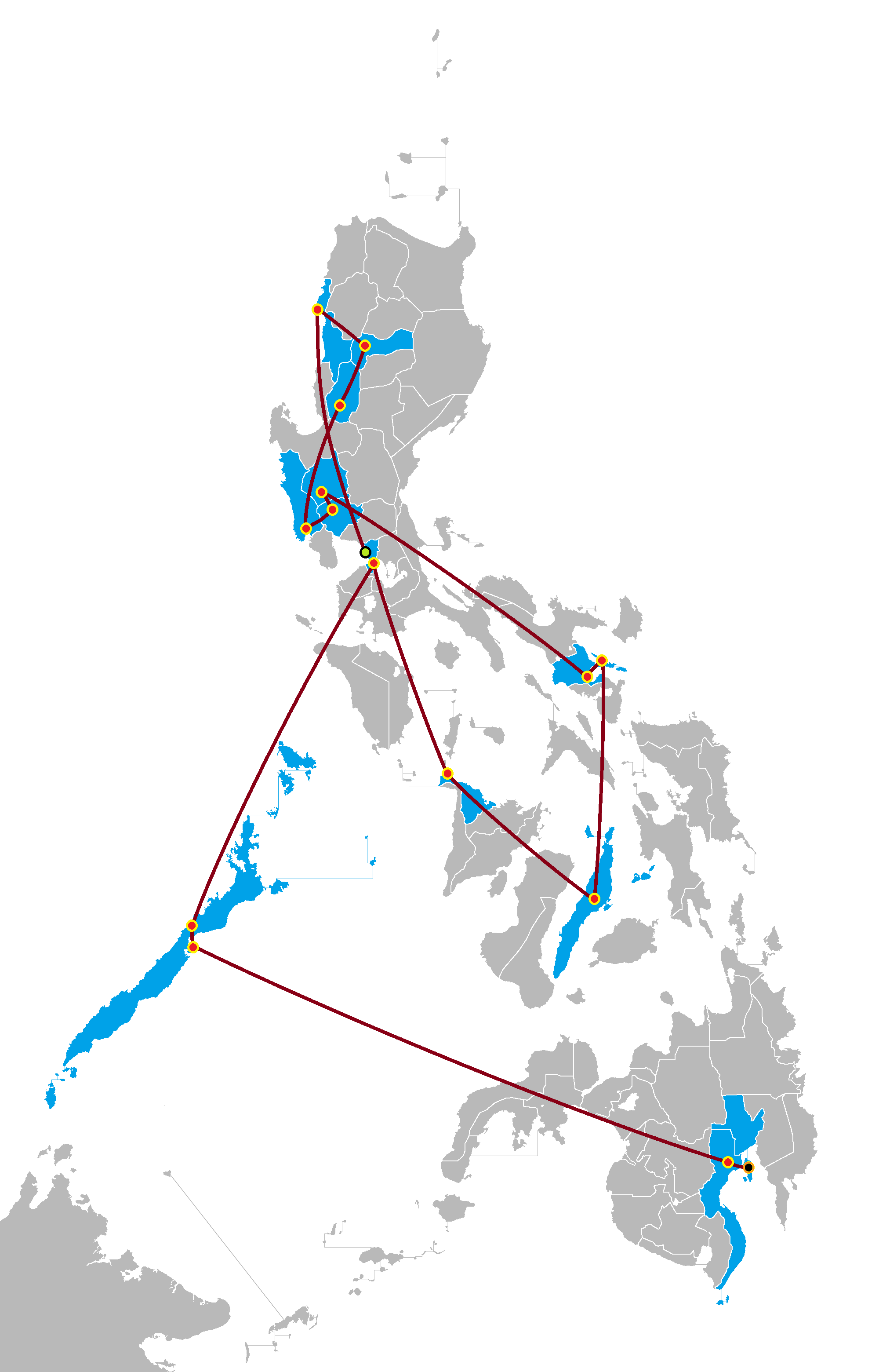
Trasa edycji filipińskiej

1. ↑  Boom & Cheng, Anton & Armand, Pamela & Vanessa, Sheena & Gee, Fausto & Dayal oraz Dani & Mish otrzymali odpowiednio 14, 14, 20, 20, 11 i 11 minut kary za rozbicie słoików w liczbie odpowiadającej otrzymanym karom.
2. ↑  Odcinek piąty został połączony z odcinkiem szóstym jako "Super Leg".
3. ↑  Sidła na 9 etapie były anonimowe.
4. ↑  Odcinek finałowy zawierał dwie blokady i nie zawierał objazdu.
5. ↑  Fausto & Dayal zostali zawróceni z mety z powodu niewykonania dodatkowego zadania. Po wykonaniu go zostali sklasyfikowani na ósmym miejscu (początkowo szóste).
6. ↑  Fausto & Dayal otrzymali 15 minut kary za użycie zabronionego słowa w zadaniu dodatkowym.
7. ↑  Marc & Kat wykorzystali Salvage Pass do rozpoczęcia etapu 30 minut wcześniej niż pozostali.
8. 1 2  Przed startem piątego etapu odbyło się głosowanie kto ma zostać zatrzymany w sidłach. Ponieważ dwie pary otrzymały tyle samo głosów obie zostały zatrzymane.
9. ↑  Marc & Kat użyli Express Pass na blokadzie w piątym odcinku.
10. 1 2  Boom & Cheng oraz Marc & Kat otrzymali godzinną karę za niepoprawny środek transportu ze startu etapu (Jeepney)
11. ↑  Marc & Kat otrzymali 40 minut kary za niepoprawne wykonanie zadania z objazdu. Spowodowało to ich spadek z drugiej na trzecią pozycję.
12. ↑  Sheena & Gee nie uregulowały zapłaty z kierowcą, przez co zostały zawrócone z mety. Nie miało to wpływu na ich pozycję
13. ↑  Sheena & Gee otrzymały 30 minut kary za niewygranie etapu. Spowodowało to ich spadek z trzeciej na czwartą pozycję i w efekcie eliminację
14. ↑  Boom & Cheng oraz Fausto & Dayal otrzymali 40 minut kary za zarezerwowanie biletów w klasie biznes, zamiast ekonomicznej.
15. ↑  Ed & Angel niewykonali dodatkowego zadania w restauracji. Otrzymali 2 godziny kary na starcie kolejnego etapu.
16. ↑  Ponieważ Ed & Angel byli na ostatnim miejscu, zostali wyeliminowani bez nakładania kary 30 minut za niewygranie etapu.
17. ↑  Dani & Mish otrzymały 20 minut kary podczas wykonywania blokady, za próbę uzyskania odpowiedzi od Dayal.
18. ↑  Dani & Mish otrzymały 4 godziny kary za niewykonanie blokady w trzech próbach.
19. 1 2  Z powodu deszczu pary Crystel & Mykey oraz Pamela & Vanessa nie były w stanie wykonać żadnej z opcji objazdu. Otrzymali oni dalsze wskazówki bez nakładania kary.
20. ↑  Pamela & Vanessa niepoprawnie wykonały zadanie przed metą. Ponieważ były na ostatnim miejscu nie zostały zawrócone i zostały wyeliminowane.

- Trasa:

Trasa liczyła 3000 km na terenie Filipin.
| Miasta            | Sidła | Nawrót | Przewijanie | Skrzyżowanie | Objazd | Blokada | Meta |
| ----------------- | ----- | ------ | ----------- | ------------ | ------ | ------- | ---- |
| Manila            | –     | –      | –           | –            | 1      | 1       | 1    |
| Ilocos Sur        | –     | –      | –           | 1            | 1      | 1       | 1    |
| Mountain Province | –     | –      | –           | –            | 1      | 1       | 1    |
| Benguet           | 1     | –      | –           | –            | 1      | 1       | 1    |
| Zambales          | 1     | –      | –           | –            | –      | 1       | 1    |
| Pampanga          | –     | 1      | –           | –            | 1      | 1       | –    |
| Tarlac            | –     | –      | –           | –            | –      | –       | 1    |
| Albay             | –     | –      | –           | –            | 2      | 2       | 2    |
| Cebu              | 1     | –      | –           | 1            | 1      | 1       | 1    |
| Aklan             | –     | –      | 1           | –            | 1      | 1       | 1    |
| Palawan           | –     | –      | –           | –            | 2      | 2       | 2    |
| Davao del Sur     | –     | –      | –           | –            | –      | 2       | –    |
| Davao del Norte   | –     | –      | –           | –            | –      | –       | 1    |

- Historia głosów:

|                | Sidła                                            | Nawrót                   |
| -------------- | ------------------------------------------------ | ------------------------ |
| Etap           | 5                                                | 6                        |
| Wynik          | Marc & Kat (3/8 głosów) Dani & Mish (3/8 głosów) | Dani & Mish (3/8 głosów) |
| głosujący      | głos na                                          | głos na                  |
| LJ & CJ        | Dani & Mish                                      | Dani & Mish              |
| Fausto & Dayal | Marc & Kat                                       | Marc & Kat               |
| Marc & Kat     | Dani & Mish                                      | Dani & Mish              |
| Sheena & Gee   | Fausto & Dayal                                   | Fausto & Dayal           |
| Saida & Jervi  | Dani & Mish                                      | Dani & Mish              |
| Boom & Cheng   | LJ & CJ                                          | Fausto & Dayal           |
| Ed & Angel     | Marc & Kat                                       | Marc & Kat               |
| Dani & Mish    | Marc & Kat                                       | LJ & CJ                  |

### Pozostałe sezony wersji filipińskiej
- Sezon 2 (2014)

## The Amazing Race Vietnam: Cuộc đua kỳ thú – wersja wietnamska

### Sezon 1 (2012)
- Wyniki:

| Zawodnicy                                                      | Związek         | Pozycja (w odcinku) | Pozycja (w odcinku) | Pozycja (w odcinku) | Pozycja (w odcinku) | Pozycja (w odcinku) | Pozycja (w odcinku) | Pozycja (w odcinku) | Pozycja (w odcinku) | Pozycja (w odcinku) | Pozycja (w odcinku) | Pozycja (w odcinku) | Pozycja (w odcinku) | Pozycja (w odcinku) | Wykonane blokady            |
| Zawodnicy                                                      | Związek         | 1                   | 2                   | 3                   | 4                   | 5                   | 6                   | 7                   | 8                   | 9                   | 10                  | 11                  | 11                  | 12                  | Wykonane blokady            |
| -------------------------------------------------------------- | --------------- | ------------------- | ------------------- | ------------------- | ------------------- | ------------------- | ------------------- | ------------------- | ------------------- | ------------------- | ------------------- | ------------------- | ------------------- | ------------------- | --------------------------- |
| Baggio Saetti & Thành Phúc Nguyễn                              | Koledzy         | 6.                  | 2.                  | 1.                  | 3.                  | 1.ƒ                 | 6.                  | 5.                  | 3.                  | 1.                  | 3.                  | 3.                  | 1.                  | 1.                  | Baggio 6, Thành Phúc 8      |
| Minh Hoàng Huỳnh & Phương Thảo Nguyễn Thị                      | Narzeczeni      | 7.                  | 8.                  | 6.                  | 6.                  | 3.                  | 4.                  | 6.                  | 1.                  | 5.                  | 4.                  | 1.                  | 3.                  | 2.                  | Minh Hoàng 8, Phương Thảo 7 |
| Thành Trung Nguyễn & Thanh Bằng Nguyễn                         | Bracia          | 9.                  | 7.                  | 5.                  | 5.                  | 2.                  | 1.⊃                 | 2.                  | 5.                  | 3.                  | 2.                  | 4.                  | 2.                  | 3.                  | Thành Chung 8, Thanh Bằng 7 |
| Chí Bình Nguyễn & Hồng Long Lê                                 | Przyjaciele     | 2.                  | 4.                  | 3.                  | 2.                  | 5.                  | 3.                  | 4.                  | 2.                  | 4.                  | 1.⊃                 | 2.                  | 4.                  |                     | Chí Bình 6, Hồng Long 7     |
| Tuấn Anh Nguyễn & Xuân Sơn Đỗ                                  | Kuzyni          | 4.                  | 1.                  | 9.                  | 7.                  | 7.                  | 7.⊂                 | 1.                  | 4.                  | 2.                  | 5.⊂                 |                     |                     |                     | Tuấn Anh 6, Xuân Sơn 5      |
| Minh Châu Nguyễn & Trần Châu Nguyễn                            | Przyjaciele     | 5.                  | 6.                  | 4.                  | 1.                  | 4                   | 5.                  | 3.                  | 6.                  |                     |                     |                     |                     |                     | Minh Châu 4, Trần Châu 4    |
| Gia Bình Trần & Bảo Châu Trần Thị                              | Współpracownice | 10.                 | 9.                  | 7.                  | 8.                  | 6.                  | 2.                  | 7.                  |                     |                     |                     |                     |                     |                     | Gia Bình 2, Bảo Châu 5      |
| Thanh Tuấn Phan Huỳnh & Mỹ Trâm Nguyễn Thị                     | Małżeństwo      | 3.                  | 3.                  | 2.                  | 4.                  | 8.                  |                     |                     |                     |                     |                     |                     |                     |                     | Thanh Tuấn 2,Mỹ Trâm 3      |
| Richard "Richie" Hamilton Humphrey & Ngọc Phượng "Mimi" Lý Thị | Narzeczeni      | 8                   | 10.                 | 8.                  | 9.                  |                     |                     |                     |                     |                     |                     |                     |                     |                     | Richie 2, Mimi 2            |
| Thanh Thủy Nguyễn & Minh Thoa Vũ                               | Przyjaciółki    | 1.                  | 5.                  | 10.ε                |                     |                     |                     |                     |                     |                     |                     |                     |                     |                     | Thanh Thủy 1, Minh Thoa 1   |

- Zespół oznaczony czerwonym kolorem został wyeliminowany w danym odcinku.
- Zespół oznaczony niebieskim podkreślonym kolorem zajął ostatnie miejsce w odcinku nieeliminacyjnym i był zagrożony karą 30 minut w razie niewygrania kolejnego etapu.
- Zespół oznaczony niebieskim pogrubionym kolorem zajął ostatnie miejsce w odcinku nieeliminacyjnym i był zagrożony utratą wszystkich pieniędzy w razie niewygrania kolejnego etapu. Dodatkowo jeśli zespół nie wygrał kolejnego etapu zespół nie otrzymywał na kolejny etap żadnych pieniędzy, a także nie mógł zdobywać pieniędzy przed startem kolejnego etapu.
- Zielony znak ƒ przy miejscu zespołu oznacza wygrane zadanie Fast Forward. Jeśli znajduje się przy numerze odcinka, oznacza że Fast Foreward było dostępne, ale nie zostało użyte przez żaden zespół.
- Brązowy znak „⊃” przy pozycji zespołu oznacza zespół, który użył nawrotu do spowolnienia innego zespołu. Znak „⊂” oznacza, kto został spowolniony. Oba znaki „⊂⊃” wokół numeru odcinka oznaczają, że nawrót był dostępny, ale nie został użyty.
- Orzechowy znak ε oznacza użycie Express Pass podczas etapu.

Trasa edycji wietnamskiej

1. 1 2  Etapy ósmy i dwunasty zawierały dwie blokady i nie zawierały objazdów. Osoba wykonująca pierwszą blokadę nie mogła wykonywać drugiej.
2. ↑  Etap 11 był odcinkiem podwójnym z dwoma blokadami i objazdami pokazanym jako dwa odcinki telewizyjne. Pozycje w pierwszej kolumnie oznaczają miejsca na półmetku rywalizacji.
3. 1 2 3  Pary Thành Chung & Thanh Bằng, Baggio & Thành Phúc oraz Phương Thảo & Minh Hoàng dotarły na metę kolejno jako druga, trzecia i czwarta para, jednak otrzymali po 30 minut kary za nieprawidłowe wykonanie blokady. Nie miało to wpływu na ich pozycje.
4. ↑  Phương Thảo & Minh Hoàng otrzymali 30 minut kary za niewygranie etapu. Nie miało to wpływu na ich pozycję.
5. ↑  Chí Bình & Hồng Long dotarli na metę jako pierwsza para, jednak otrzymali 45 minut kary za nieprawidłowe wykonanie zadania. Spowodowało to ich spadek na drugą pozycję.
6. ↑  Chí Bình & Hồng Long dotarli na metę jako trzecia para, jednak otrzymali 90 minut kary za niewykonanie zadania dodatkowego. Spowodowało to ich spadek na czwartą pozycję i w konsekwencji eliminację.
7. ↑  Tuấn Anh & Xuân Sơn dotarli na metę jako szósta para, jednak otrzymali 30 minut kary za niezapłacenie kierowcy taksówki. Spowodowało to ich spadek na siódmą pozycję.
8. ↑  Gia Bình & Bảo Châu otrzymali karę 30 minut za niewygranie etapu. Nie miało to wpływu na ich pozycję.
9. ↑  Richie & Mimi dotarli na metę jako piąta para, jednak otrzymali 30 minutową karę za niebezpieczne zachowanie. Spowodowało to ich spadek na ósmą pozycję.
10. ↑  Richie & Mimi zostali zmuszeni do oddania wszystkich posiadanych pieniędzy za niewygranie etapu.
11. ↑  Thanh Thủy & Minh Thoa dotarli na metę jako trzecia para, jednak otrzymali karę 15 minut za przejazd motorami zamiast taksówką. Spowodowało to ich spadek na piątą pozycję.
12. 1 2  Thanh Thủy & Minh Thoa użyli szybkiej przepustki do ominięcia blokady. Ponieważ wcześniej nikt z pary nie zdecydował się na wykonanie zadania nie zostało to wliczone do sumy wykonanych blokad.

- Trasa:

Trasa liczyła 2119 km na terenie Wietnamu.
| Miasta         | Nawrót | Przewijanie | Objazd | Blokada | Meta |
| -------------- | ------ | ----------- | ------ | ------- | ---- |
| Hanoi          | –      | –           | 1      | 1       | 1    |
| Hòa Bình       | –      | –           | 1      | 1       | 1    |
| Ninh Bình      | –      | –           | 2      | 2       | 2    |
| Đà Nẵng        | –      | 1           | 1      | 1       | 1    |
| Quảng Nam      | 1      | –           | 1      | 1       | 1    |
| Thừa Thiên–Huế | –      | –           | 1      | 1       | 1    |
| Khánh Hòa      | –      | –           | 1      | 1       | 1    |
| Lâm Đồng       | –      | –           | –      | 2       | 1    |
| Bình Thuận     | 1      | –           | 1      | 1       | 1    |
| Kiên Giang     | –      | –           | 1      | 1       | 1    |
| Ho Chi Minh    | –      | –           | 1      | 1       | 2    |
| Đồng Nai       | –      | –           | –      | –       | –    |
| Bình Dương     | –      | –           | –      | 2       | –    |

### Pozostałe edycje wersji wietnamskiej
- Sezon 2 (2013)
- Sezon 3 (2014)
- Sezon 4 (2015)
- Sezon 5 (2016)
- Sezon 6 (2019)

## Pozostałe edycje międzynarodowe

### The Amazing Race Asia – wersja azjatycka
- Sezon 1 (2006-2007)
- Sezon 2 (2007-2008)
- Sezon 3 (2008)
- Sezon 4 (2010)
- Sezon 5 (2016)

### The Amazing Race: A Corrida Milionária – wersja brazylijska
- Sezon 1 (2007-2008)

### The Amazing Race Canada – wersja kanadyjska
- Sezon 1 (2013)
- Sezon 2 (2014)
- Sezon 3 (2015)
- Sezon 4 (2016)
- Sezon 5 (2017)
- Sezon 6: Heroes Edition (2018)
- Sezon 7 (2019)
- Sezon 8 (2022)

### The Amazing Race: la plus grande course autour du monde! – wersja francuska
- Sezon 1 (2012)

### HaMerotz LaMillion – wersja izraelska
- Sezon 1 (2009)
- Sezon 2 (2011-2012)
- Sezon 3 (2013)
- Sezon 4 (2014-2015)
- Sezon 5 (2016)
- Sezon 6 (2017-2018)
- Sezon 7 (2019)
- Sezon 8: All Stars (2020)

### The Amazing Race Norge – wersja norweska
- Sezon 1 (2012)
- Sezon 2 (2013)

### The Amazing Race: Velyki perehony – wersja ukraińska
- Sezon 1 (2013)

### The Amazing Race Central Europe
W sierpniu 2005 roku Tom Davidson – dyrektor generalny AXN Central Europe ogłosił, że ma powstać (wtedy) pierwsza nieamerykańska edycja programu.
W reality show miało wziąć udział 11 dwuosobowych zespołów pochodzących z sześciu państw Europy Środkowej, gdzie AXN nadaje swój sygnał: z Polski, Bułgarii, Czech, Rumunii, Słowacji i Węgier. (Z Czech miał zostać wybrany jeden zespół, z pozostałych krajów, w tym Polski, miały być po dwie drużyny).
Zgłoszenia były przyjmowane do końca września 2005. Później termin został wydłużony w związku z niewielkim zainteresowaniem. W sumie ponad 2,5 tysiąca zespołów zgłosiło się do udziału w programie. Polskich drużyn było około 250.
Kolejnym etapem poszukiwań polskich uczestników programu było wysłanie trzyminutowej prezentacji kandydatów. Filmy były przyjmowane do 10 stycznia 2006 roku.
11 i 12 marca 2006 odbyły się jedyne castingi na polskich uczestników programu. Wzięło w nich udział 50 drużyn wyłonionych z poprzedniego etapu.
Jednakże jak dotychczas program Amazing Race: Central Europe nie powstał.

## Odwiedzone miejsca

### The Amazing Race
| Kontynent           | Państwa |
| ------------------- | --- |
| Europa              | Austria, Belgia, Chorwacja, Czechy, Dania, Estonia, Finlandia, Francja, Grecja, Holandia, Hiszpania, Irlandia, Islandia, Litwa, Liechtenstein, Malta, Monako, Niemcy, Norwegia, Polska, Portugalia, Rosja, Rumunia, Szwajcaria, Szwecja, Turcja, Ukraina, Węgry, Wielka Brytania, Włochy |
| Afryka              | Botswana, Burkina Faso, Egipt, Etiopia, Ghana, Kenia, Madagaskar, Malawi, Mauritius, Maroko, Mozambik, Namibia, Południowa Afryka, Senegal, Seszele, Tanzania, Tunezja, Zambia, Zimbabwe                                                                                                 |
| Ameryka Południowa  | Argentyna, Boliwia, Brazylia, Chile, Ekwador, Paragwaj, Peru, Urugwaj |
| Ameryka Północna    | Jamajka, Kanada, Kostaryka, Meksyk, Panama, Stany Zjednoczone |
| Australia i Oceania | Australia, Nowa Zelandia |
| Azja                | Armenia, Azerbejdżan, Bangladesz, Chiny, Filipiny, Gruzja, Indie, Indonezja, Japonia, Kambodża, Kazachstan, Korea Południowa, Kuwejt, Malezja, Mongolia, Oman, Rosja, Tajwan, Singapur, Sri Lanka, Tajlandia, Wietnam, Zjednoczone Emiraty Arabskie                                      |

1. ↑  We Francji:  Korsyka i  Tahiti
2. ↑  W Wielkiej Brytanii:  Anglia,  Irlandia Północna,  Szkocja i  Walia
3. ↑  W Tanazanii:  Zanzibar
4. ↑  W Stanach Zjednoczonych:  Guam,  Portoryko i  Wyspy Dziewicze Stanów Zjednoczonych

### The Amazing Race Asia

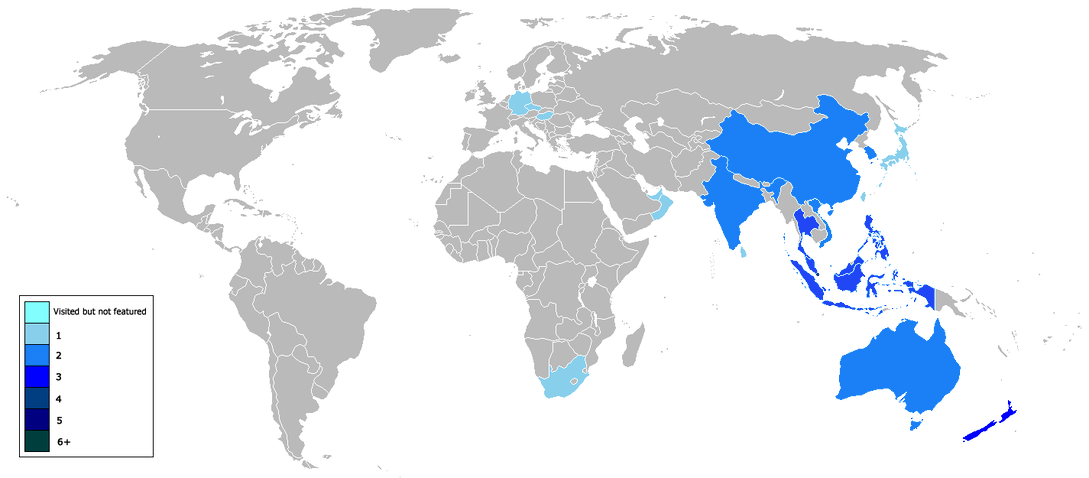
The Amazing Race Asia – kraje odwiedzone zaznaczone są kolorami

| Kontynent           | Państwa |
| ------------------- | --- |
| Europa              | Czechy, Niemcy, Węgry |
| Afryka              | Południowa Afryka |
| Ameryka Południowa  | |
| Ameryka Północna    | |
| Australia i Oceania | Australia, Nowa Zelandia |
| Azja                | Chiny, Filipiny, Indie, Indonezja, Japonia, Korea Południowa, Malezja, Oman, Singapur, Sri Lanka, Tajlandia, Tajwan, Wietnam, Zjednoczone Emiraty Arabskie, |

1. ↑  w Chinach:  Hongkong i  Makau

### The Amazing Race Australia
| Kontynent           | Państwa |
| ------------------- | --- |
| Europa              | Chorwacja, Czechy, Francja, Holandia, Polska, Portugalia, Rosja, Turcja                                                    |
| Afryka              | Namibia, Południowa Afryka                                                                                                 |
| Ameryka Południowa  | Argentyna |
| Ameryka Północna    | Kanada, Stany Zjednoczone                                                                                                  |
| Ameryka Środkowa    | Kuba |
| Australia i Oceania | Australia, Nowa Zelandia                                                                                                   |
| Azja                | Chiny, Filipiny, Indie, Indonezja, Izrael, Kambodża, Singapur, Sri Lanka, Tajlandia, Wietnam, Zjednoczone Emiraty Arabskie |

1. ↑  w Chinach:  Hongkong i  Makau

### The Race to the Million: HaMerotz LaMillion

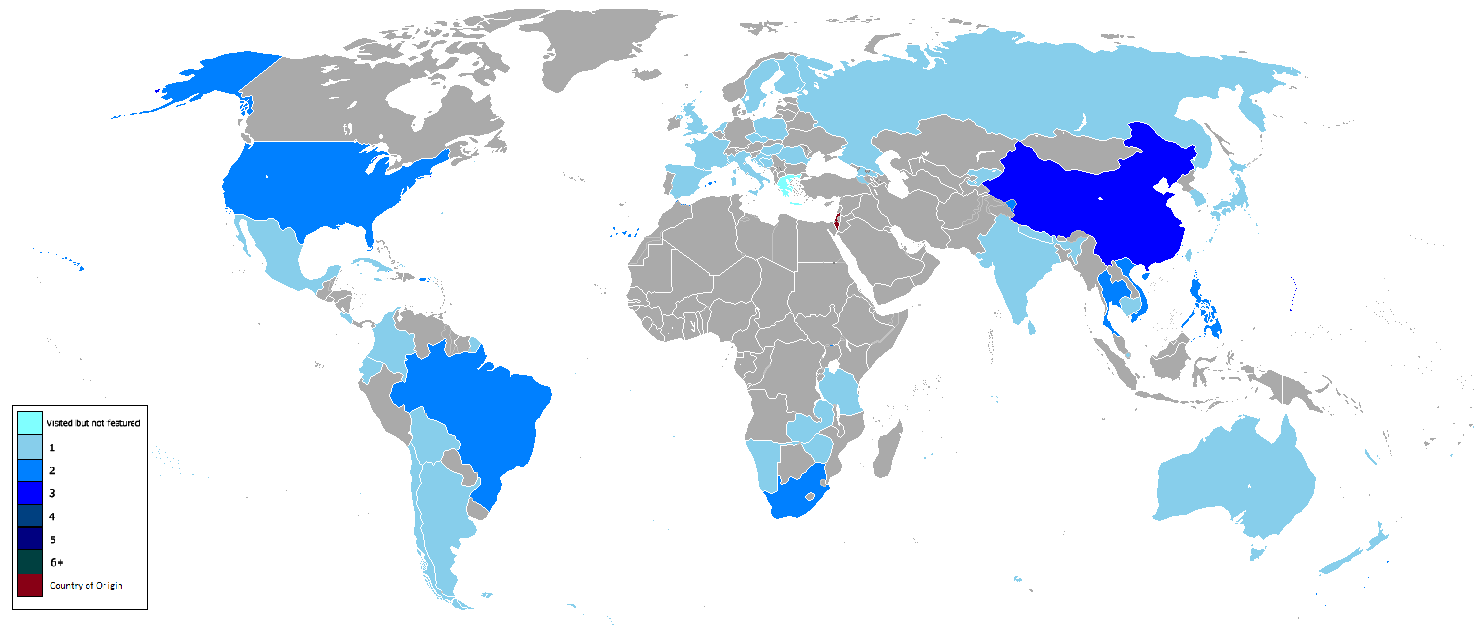
The Race to the Million:HaMerotz LaMillion – kraje odwiedzone zaznaczone są kolorami

| Kontynent           | Państwa |
| ------------------- | --- |
| Europa              | Bośnia i Hercegowina, Chorwacja, Czechy, Finlandia, Francja, Hiszpania, Polska, Rumunia, Szwecja, Węgry, Wielka Brytania, Włochy |
| Afryka              | Namibia, Południowa Afryka, Tanzania                                                                                             |
| Ameryka Południowa  | Argentyna, Boliwia, Brazylia |
| Ameryka Północna    | Kostaryka, Kuba, Stany Zjednoczone                                                                                               |
| Australia i Oceania | Australia, Nowa Zelandia |
| Azja                | Chiny, Gruzja, Indie, Izrael, Japonia, Kambodża, Korea Południowa, Tajwan, Singapur, Sri Lanka, Tajlandia, Wietnam               |

1. ↑  w Chinach:  Hongkong i  Makau

### The Amazing Race Norge
| Kontynent           | Państwa                                                                    |
| ------------------- | -------------------------------------------------------------------------- |
| Europa              | Norwegia                                                                   |
| Afryka              | Namibia, Południowa Afryka                                                 |
| Ameryka Południowa  | Argentyna, Brazylia, Chile                                                 |
| Ameryka Północna    |                                                                            |
| Australia i Oceania | Australia                                                                  |
| Azja                | Chiny, Indie, Kazachstan, Tajlandia, Wietnam, Zjednoczone Emiraty Arabskie |

1. ↑  w Chinach:  Hongkong i  Makau